# Mare Acidalium (cuadrángulo)

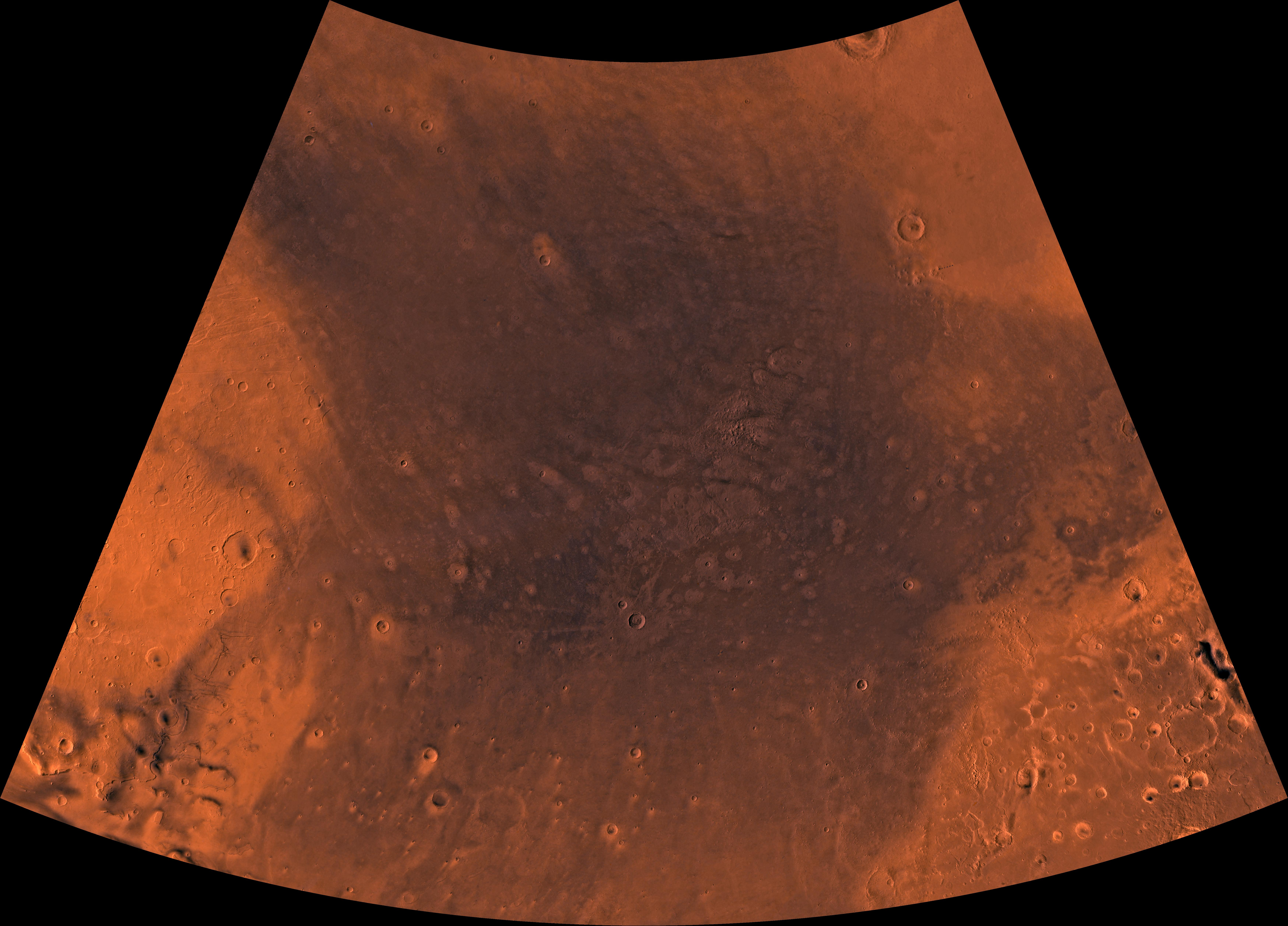
Imagen del cuadrángulo Mare Acidalium (MC-4). Los grandes cráteres Lomonosov (extremo superior derecho) y Kunowsky (extremo superior derecho) se ven fácilmente. La famosa "cara" de Marte se encuentra en el área de Cydonia Mensae (abajo a la derecha).

El cuadrángulo Mare Acidalium es uno de una serie de 30 mapas cuadrangulares de Marte utilizados por el Programa de Investigación de Astrogeología del Servicio Geológico de los Estados Unidos (USGS). El cuadrángulo está ubicado en la parte noreste del hemisferio occidental de Marte y cubre de 300 ° a 360 ° de longitud este (0 ° a 60 ° de longitud oeste) y de 30 ° a 65 ° de latitud norte. El cuadrángulo utiliza una proyección cónica conforme de Lambert a una escala nominal de 1: 5.000.000 (1:5M). El cuadrángulo Mare Acidalium también se conoce como MC-4 (por sus siglas en inglés, Mars Chart-4).
Los límites sur y norte del cuadrángulo tienen aproximadamente 3065 kilómetros (1904,5 mi) y 1500 kilómetros (932,1 mi) de ancho, respectivamente. La distancia de norte a sur es de unos 2050 kilómetros (1273,8 mi) (un poco menos que la longitud de Groenlandia). El cuadrángulo cubre un área aproximada de 4.9 millones de kilómetros cuadrados, o un poco más del 3% de la superficie de Marte. La mayor parte de la región llamada Acidalia Planitia se encuentra en el cuadrángulo Acidalium. Partes de Tempe Terra, Arabia Terra y Chryse Planitia también se encuentran en este cuadrángulo.
Esta área contiene muchos puntos brillantes sobre un fondo oscuro que pueden ser volcanes de lodo. También hay algunos barrancos que se cree que se formaron por flujos relativamente recientes de agua líquida.

## Origen del nombre
Mare Acidalium obtiene su nombre de una característica de albedo telescópica ubicada a 45 ° N y 330 ° E en Marte. La característica recibió su nombre de un pozo o fuente en Beocia, Grecia. Según la tradición clásica, es el nombre del lugar donde se bañan Venus y las Gracias. El nombre fue aprobado por la Unión Astronómica Internacional (IAU) en 1958.

## Fisiografía y geología
El cuadrángulo contiene muchas características interesantes, que incluyen barrancos y posibles costas de un antiguo océano del norte. Algunas áreas están densamente estratificadas. El límite entre las tierras altas del sur y las tierras bajas del norte se encuentra en Mare Acidalium. La "Cara de Marte", de gran interés para el público en general, se encuentra cerca de 40,8 grados norte y 9,6 grados oeste, en una zona llamada Cydonia. Cuando Mars Global Surveyor lo examinó con alta resolución, la cara resultó ser simplemente una mesa erosionada. Mare Acidalium contiene el sistema de cañones Kasei Valles. Este enorme sistema tiene 300 millas de ancho en algunos lugares; el Gran Cañón de la Tierra tiene solo 18 millas de ancho.

## Cauces
La siguiente imagen de HiRISE de Acidalia Colles muestra barrancos en el hemisferio norte. Los barrancos se encuentran en pendientes pronunciadas, especialmente en cráteres. Se cree que los barrancos son relativamente jóvenes porque tienen pocos cráteres, si es que tienen alguno, y se encuentran sobre dunas de arena que son jóvenes. Por lo general, cada barranco tiene una alcoba, un canal y un delantal. Aunque se han propuesto muchas ideas para explicarlas, las más populares involucran agua líquida proveniente de un acuífero o sobrante de antiguos glaciares.

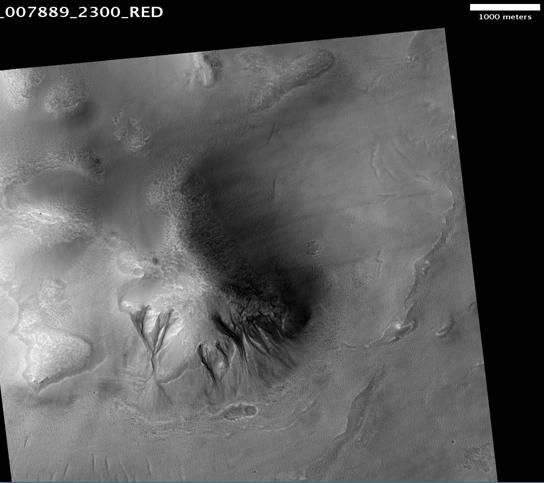
Barrancos en Acidalia Colles y otras características. La barra de escala tiene 1.000 metros de largo
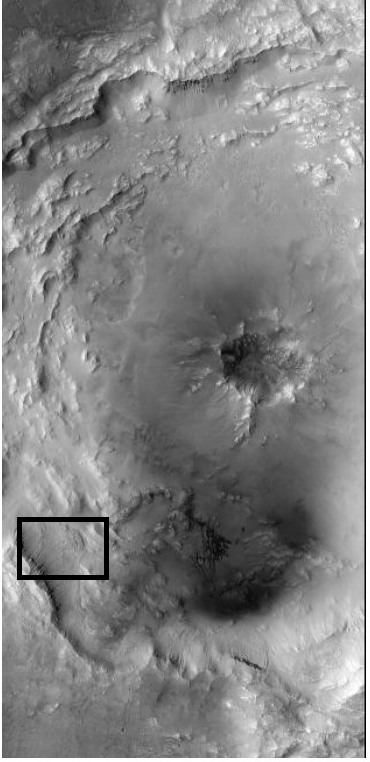
Contexto para la siguiente imagen del cráter de Bamberg. El cuadro muestra de dónde vino la siguiente imagen. Esta es una imagen CTX de Mars Reconnaissance Orbiter
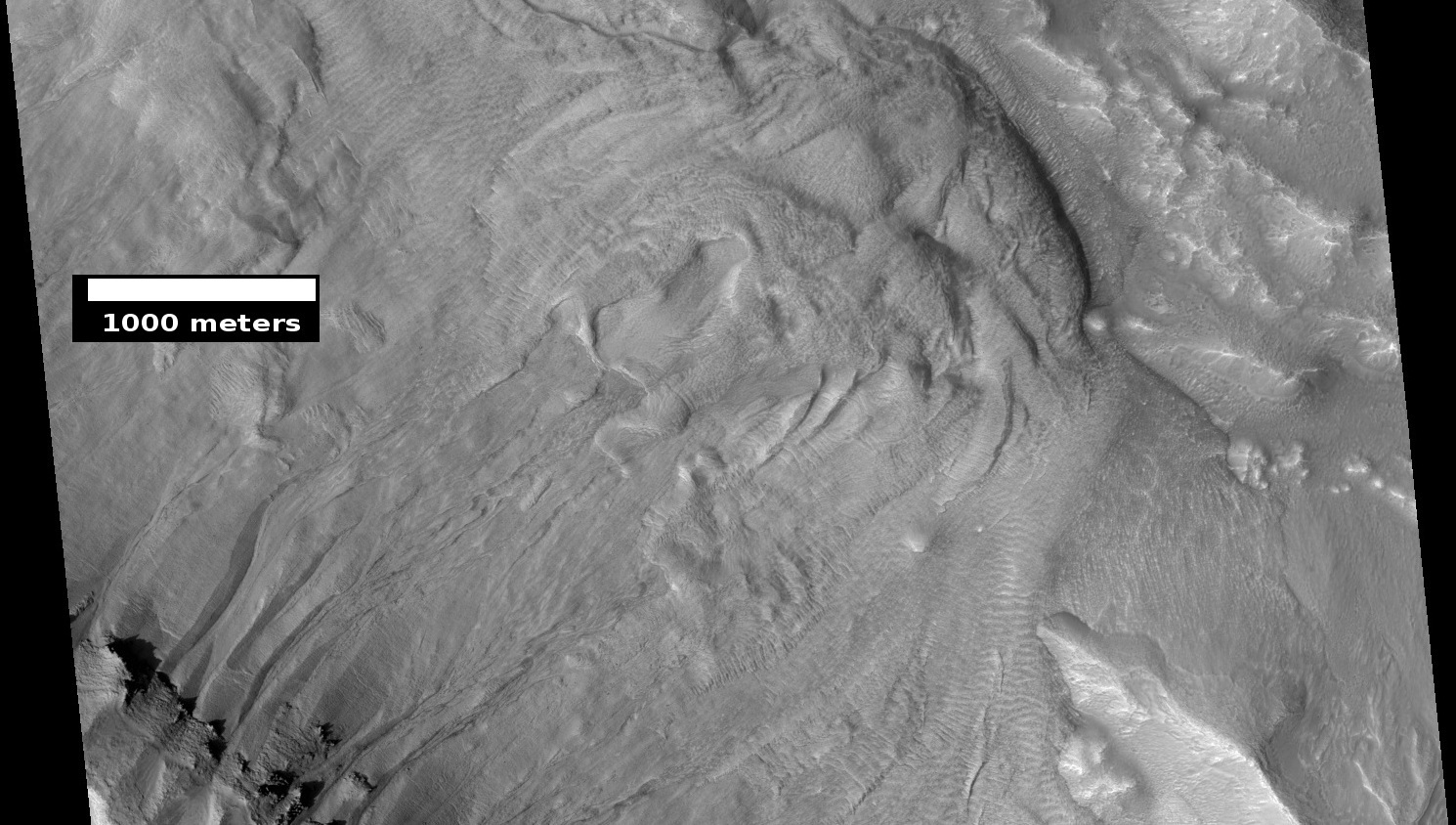
Barrancos y flujo masivo de material. Los barrancos se amplían en las dos imágenes siguientes. La ubicación es el cráter de Bamberg
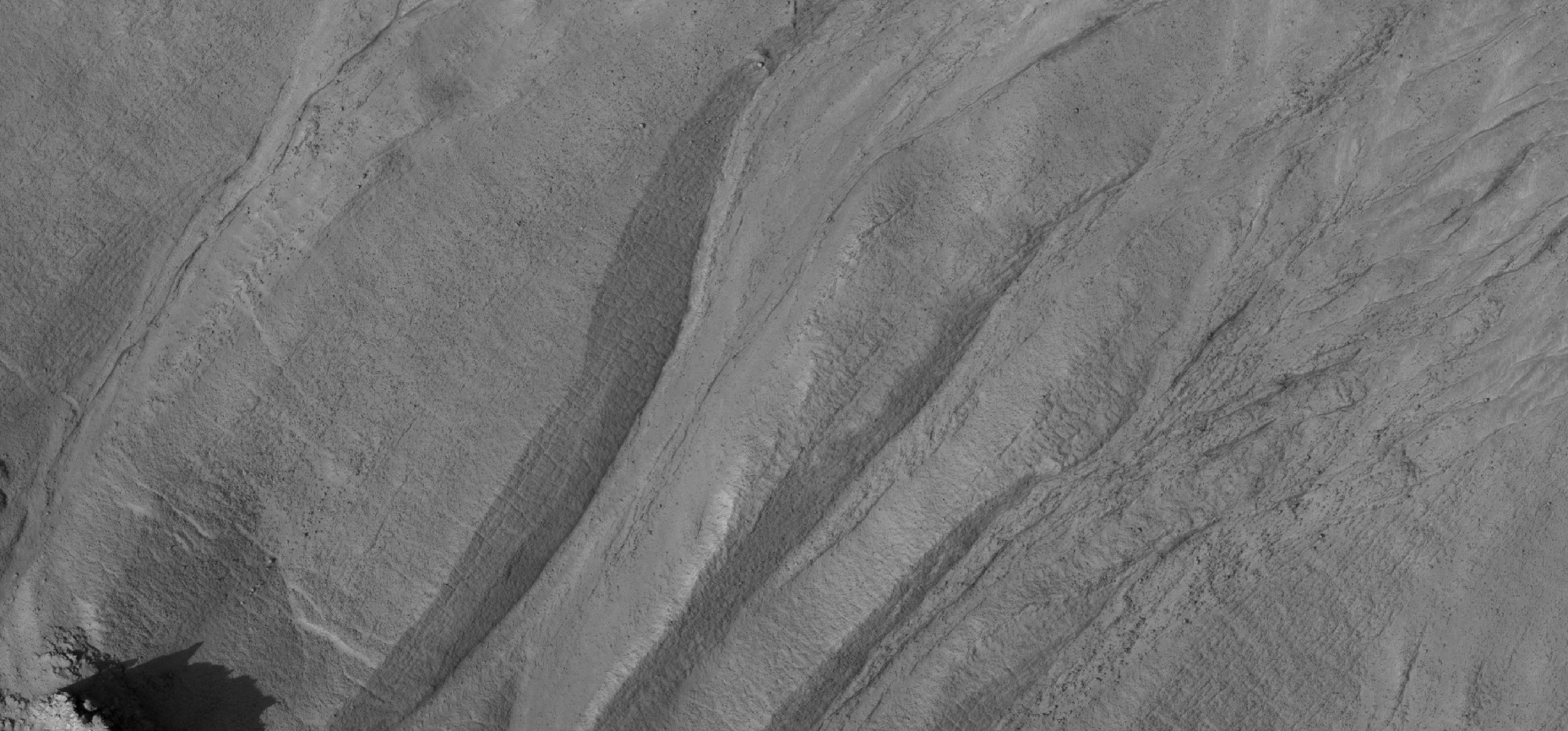
Vista cercana de algunos barrancos
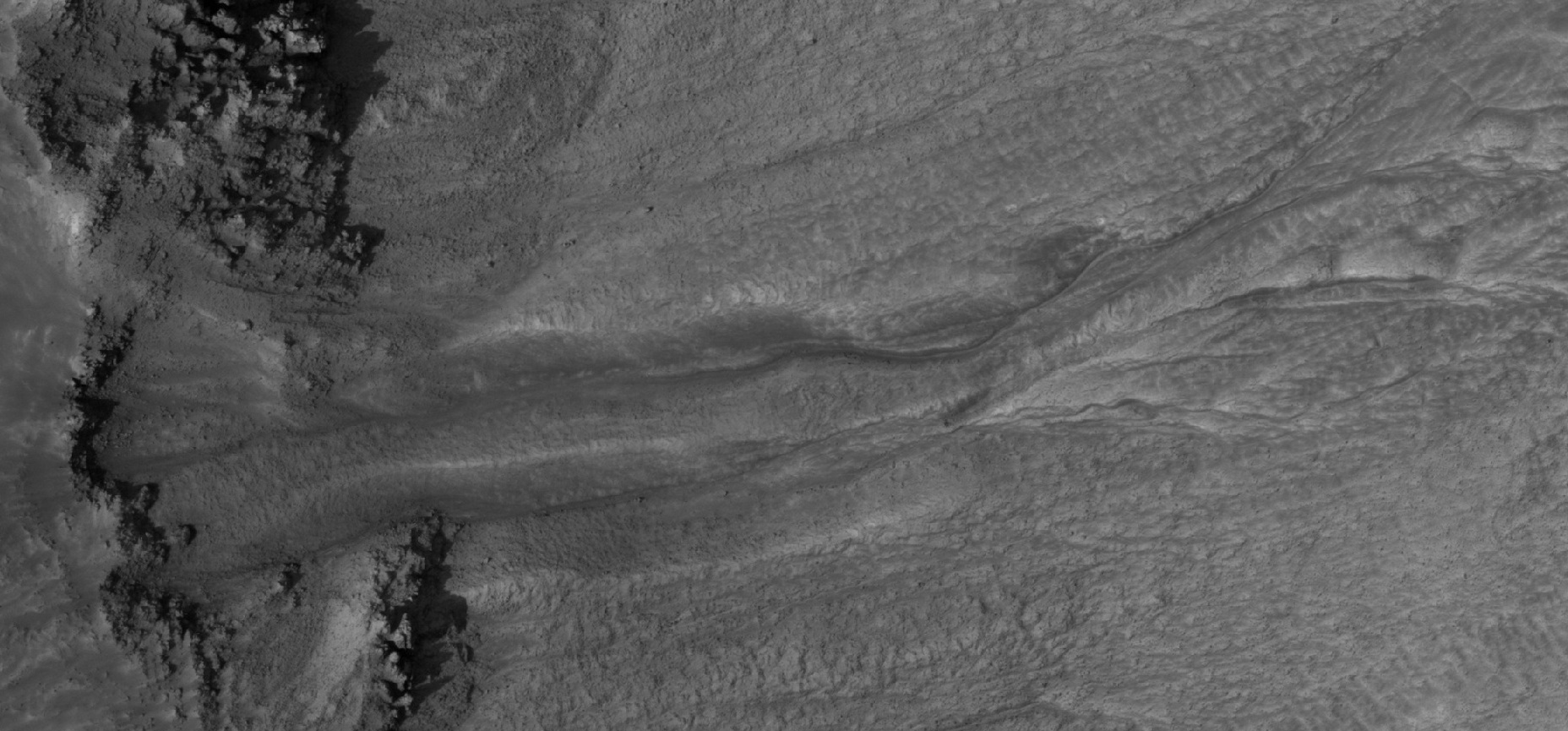
Vista cercana de algunos barrancos
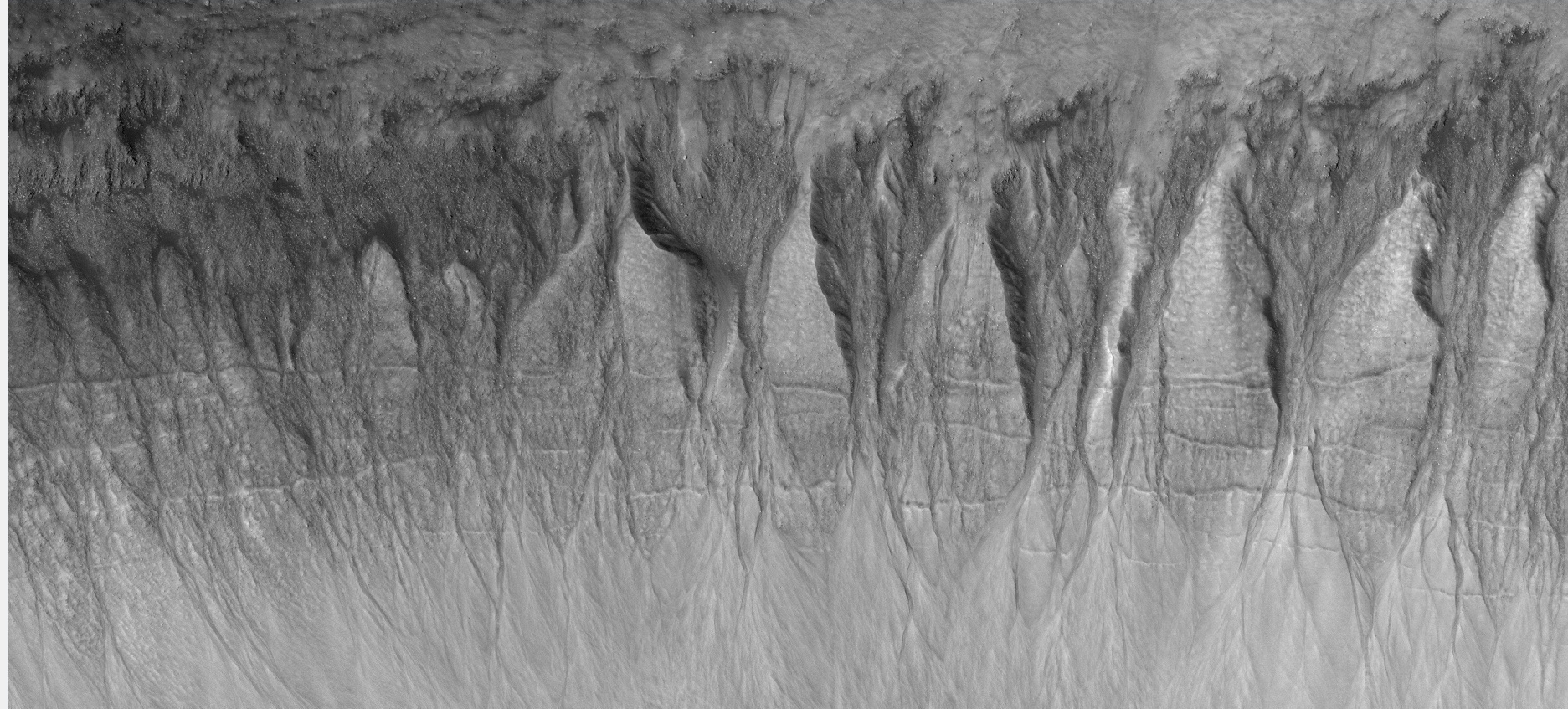
Vista cercana de algunos barrancos
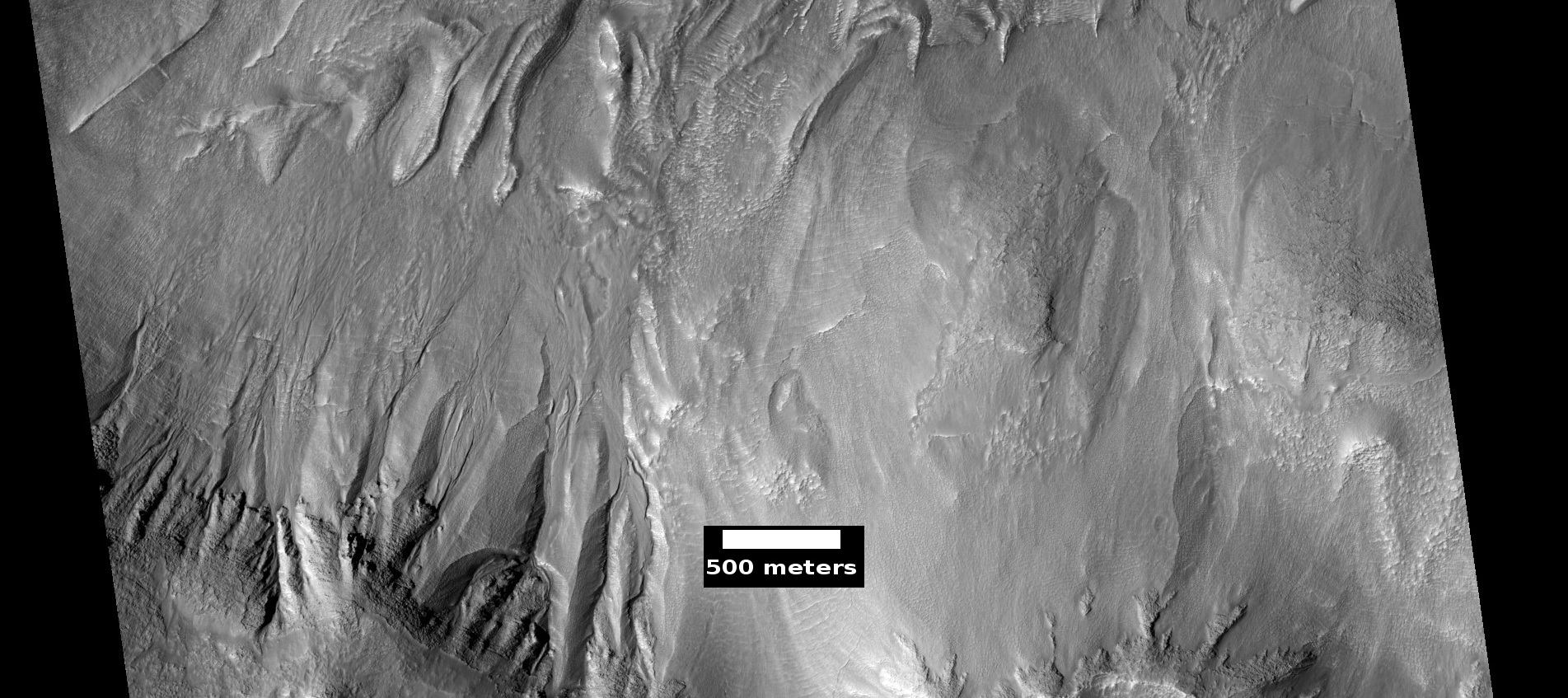
Vista cercana de algunos barrancos en un cráter
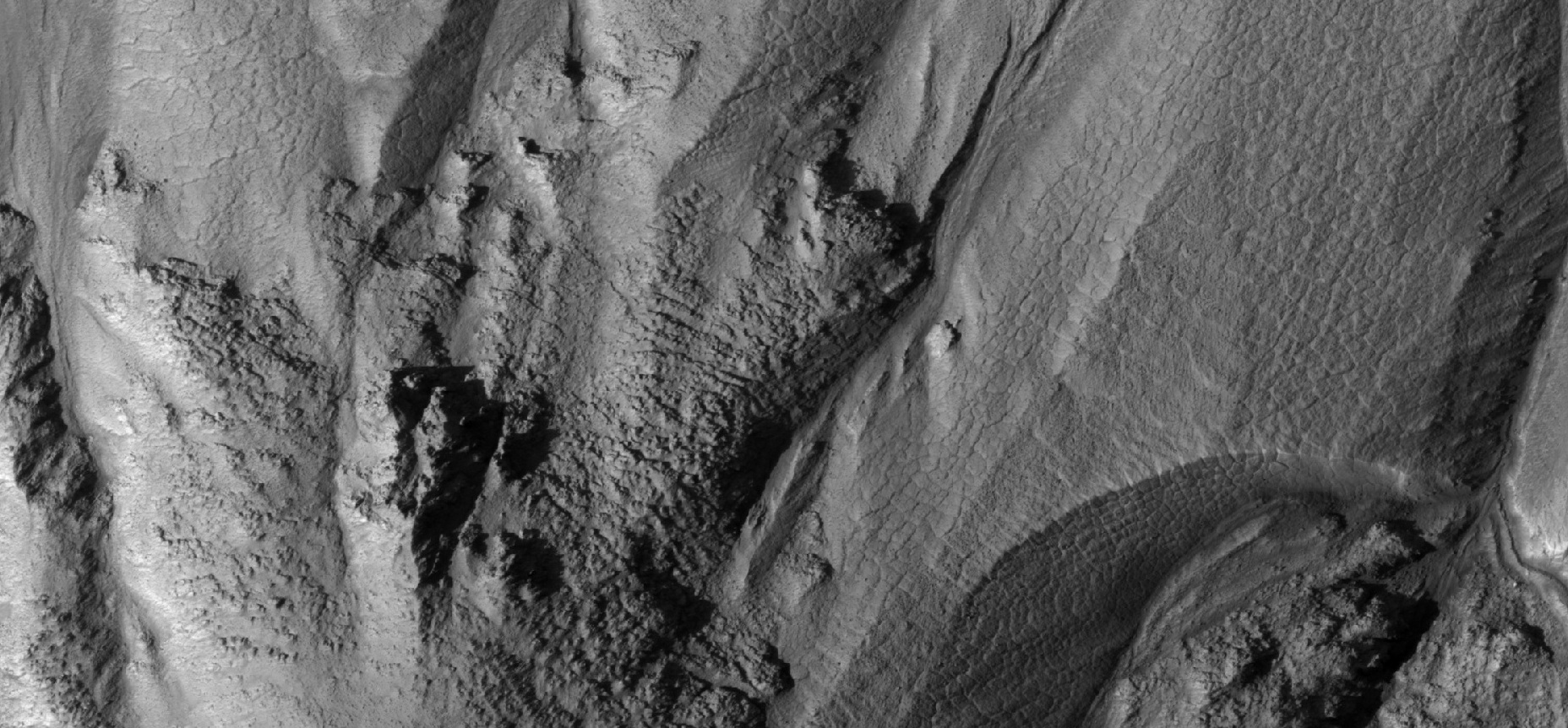
Vista detallada de algunos barrancos en el cráter de la imagen anterior
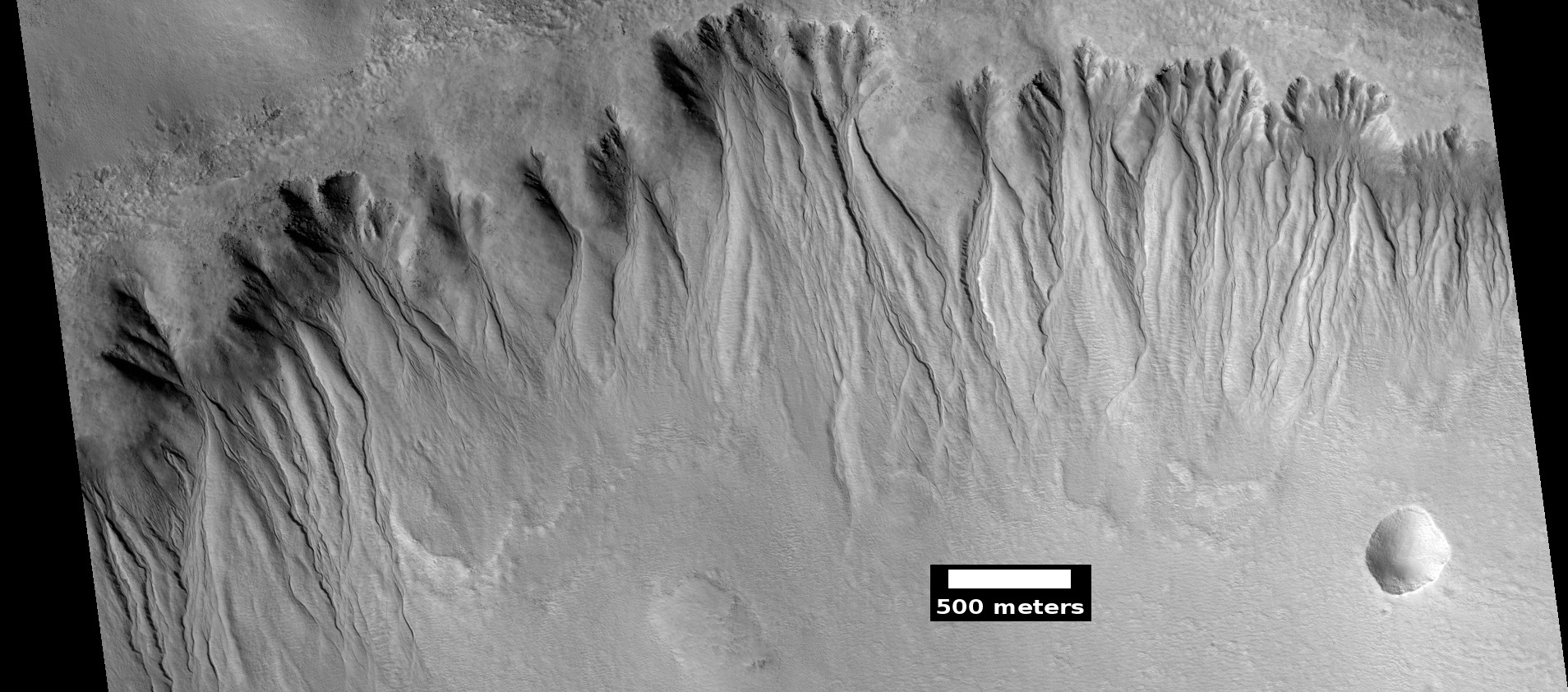
Vista cercana de algunos barrancos en la pared de un cráter
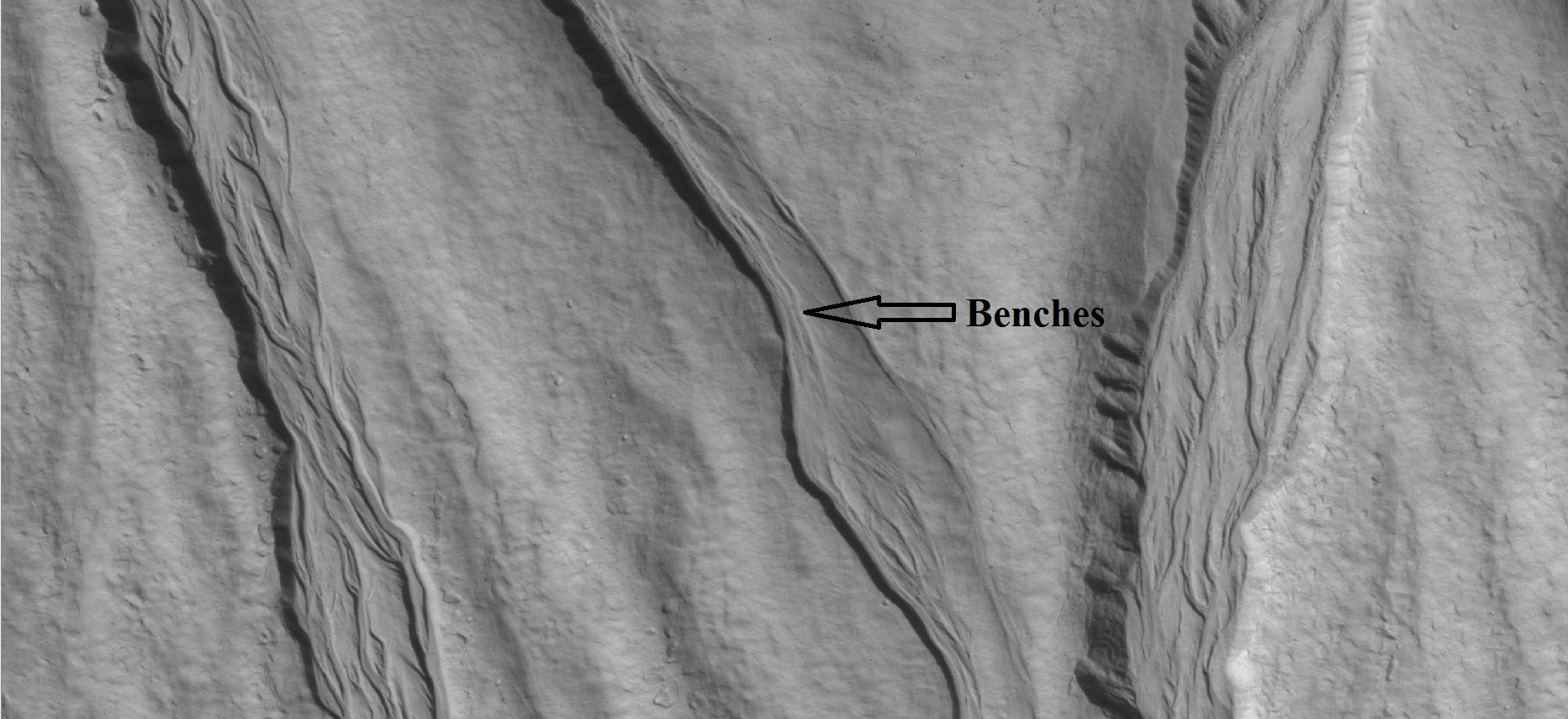
Esta imagen muestra muchas formas aerodinámicas y algunos bancos a lo largo de un canal. Estas características sugieren la formación por agua corriente. Los bancos generalmente se forman cuando el nivel del agua baja un poco y permanece en ese nivel por un tiempo. La fotografía se tomó con la cámara HiRISE bajo el programa HiWish. La ubicación es el cuadrángulo Mare Acidalium. Tenga en cuenta que esta es una ampliación de una imagen anterior.
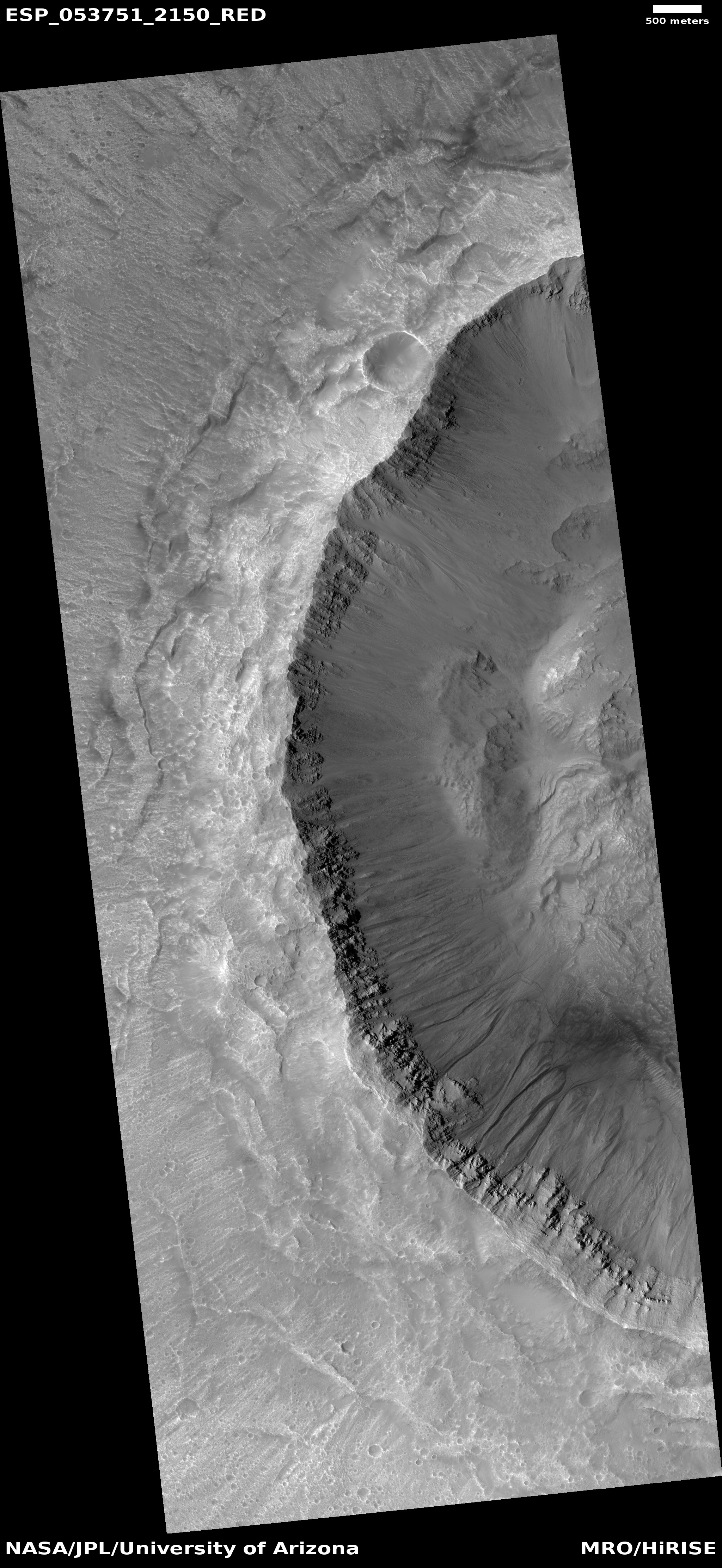
Vista cercana de algunos barrancos
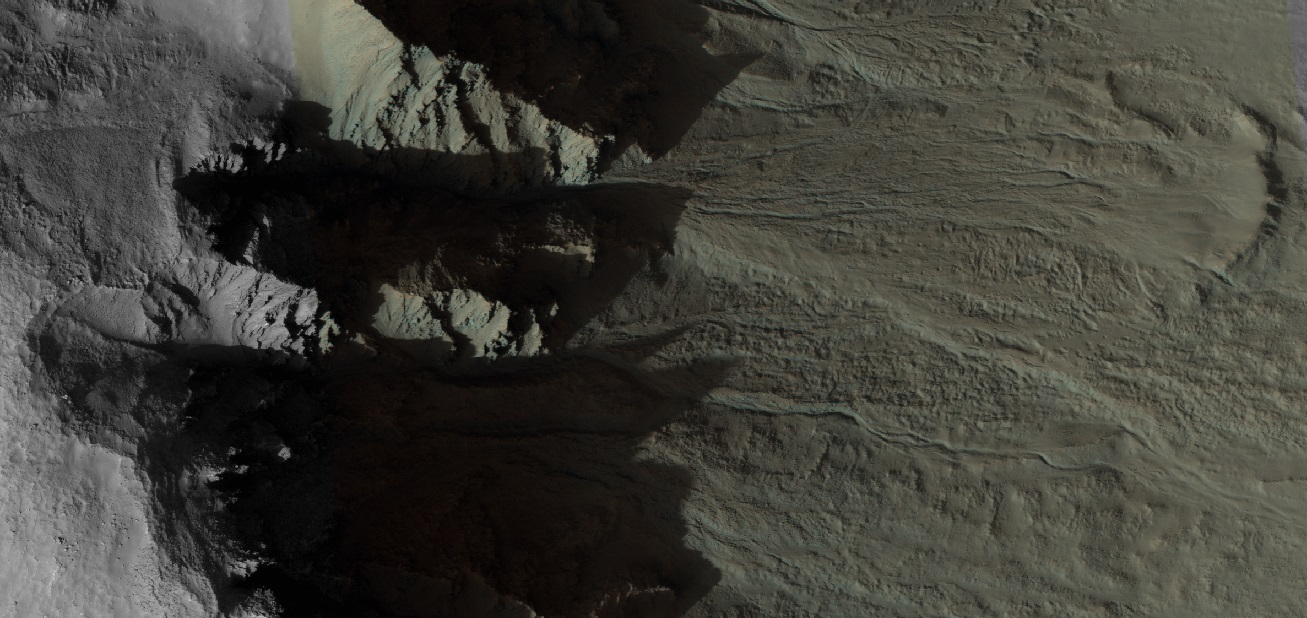
Vista cercana de algunos barrancos

Existe evidencia para ambas teorías. La mayoría de las cabezas de los nichos de barrancos se encuentran al mismo nivel, tal como cabría esperar de un acuífero. Varias mediciones y cálculos muestran que podría existir agua líquida en un acuífero a las profundidades habituales donde comienzan los barrancos. Una variación de este modelo es que el magma caliente ascendente podría haber derretido el hielo en el suelo y haber provocado que el agua fluya en los acuíferos. Los acuíferos son capas que permiten que el agua fluya. Pueden consistir en arenisca porosa. Esta capa estaría encaramada encima de otra capa que evita que el agua baje (en términos geológicos se llamaría impermeable). La única dirección en la que puede fluir el agua atrapada es horizontalmente. El agua podría fluir hacia la superficie cuando el acuífero se rompa, como la pared de un cráter. Los acuíferos son bastante comunes en la Tierra. Un buen ejemplo es "Weeping Rock" en el parque nacional Zion, Utah.
Por otro lado, existe evidencia a favor de la teoría alternativa porque gran parte de la superficie de Marte está cubierta por un manto grueso y liso que se cree que es una mezcla de hielo y polvo. Este manto rico en hielo, de unos pocos metros de espesor, alisa la tierra, pero en algunos lugares tiene una textura irregular, parecida a la superficie de una pelota de baloncesto. Bajo ciertas condiciones, el hielo podría derretirse y fluir por las laderas para crear barrancos. Dado que hay pocos cráteres en este manto, el manto es relativamente joven. Una excelente vista de este manto se encuentra en la imagen del borde del cráter de Ptolemaeus, fotografiado por HiRISE.
Los cambios en la órbita y la inclinación de Marte provocan cambios significativos en la distribución del hielo de agua desde las regiones polares hasta latitudes equivalentes a Texas. Durante ciertos períodos climáticos, el vapor de agua sale del hielo polar y entra a la atmósfera. El agua regresa al suelo en latitudes más bajas como depósitos de escarcha o nieve mezclados generosamente con polvo. La atmósfera de Marte contiene una gran cantidad de partículas finas de polvo. El vapor de agua se condensa en las partículas, luego las partículas más pesadas con la capa de agua caen y se amontonan en el suelo. Cuando el hielo en la parte superior de la capa de manto vuelve a la atmósfera, deja polvo, que aísla el hielo restante.

## Suelo estampado poligonal
El suelo poligonal y con patrones es bastante común en algunas regiones de Marte.  Se cree comúnmente que es causado por la sublimación del hielo del suelo. La sublimación es el cambio directo de hielo sólido a gas. Esto es similar a lo que sucede con el hielo seco en la Tierra. Los lugares de Marte que muestran un suelo poligonal pueden indicar dónde los futuros colonos pueden encontrar agua helada. El suelo modelado se forma en una capa de manto, llamada manto dependiente de la latitud, que cayó del cielo cuando el clima era diferente.

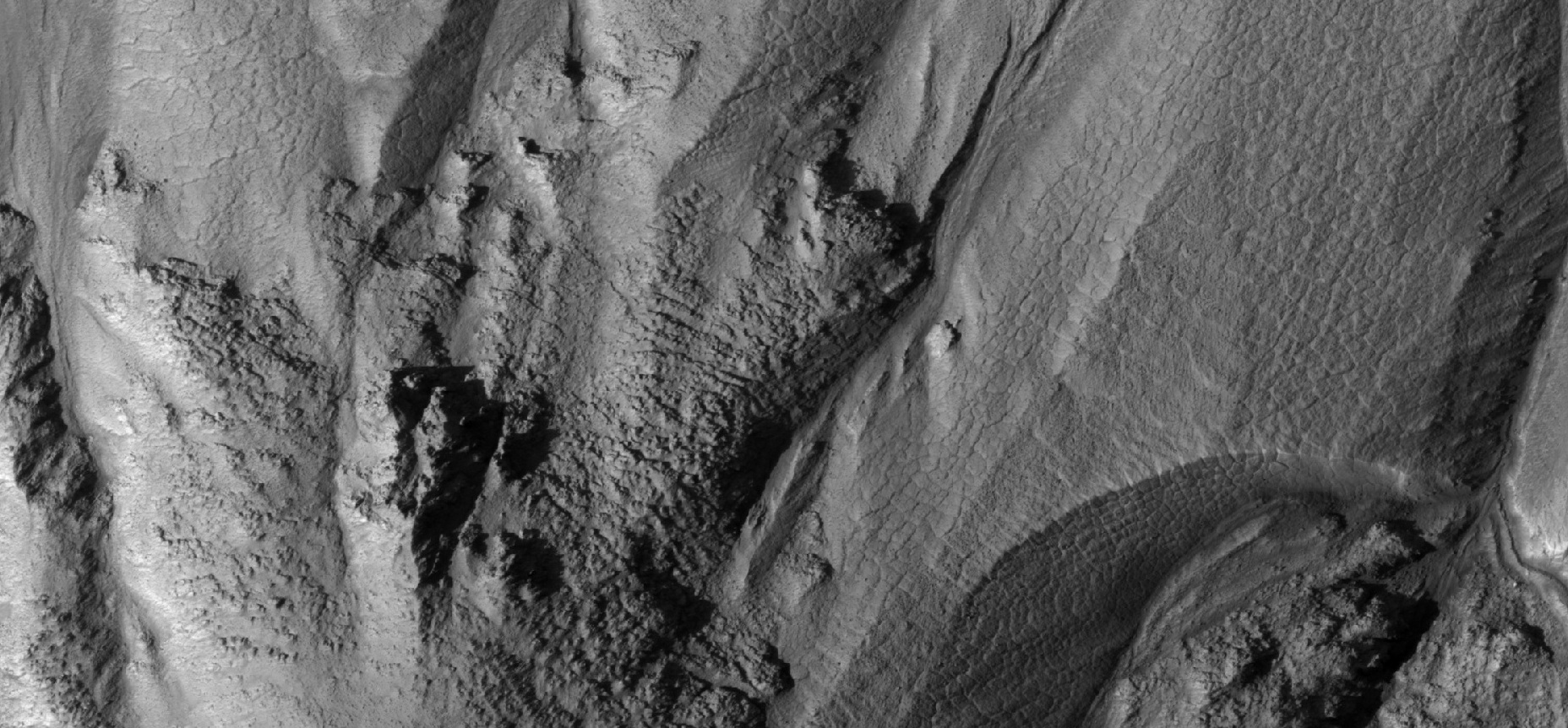
Primer plano de barrancos en un cráter que muestra polígonos sobre el terreno
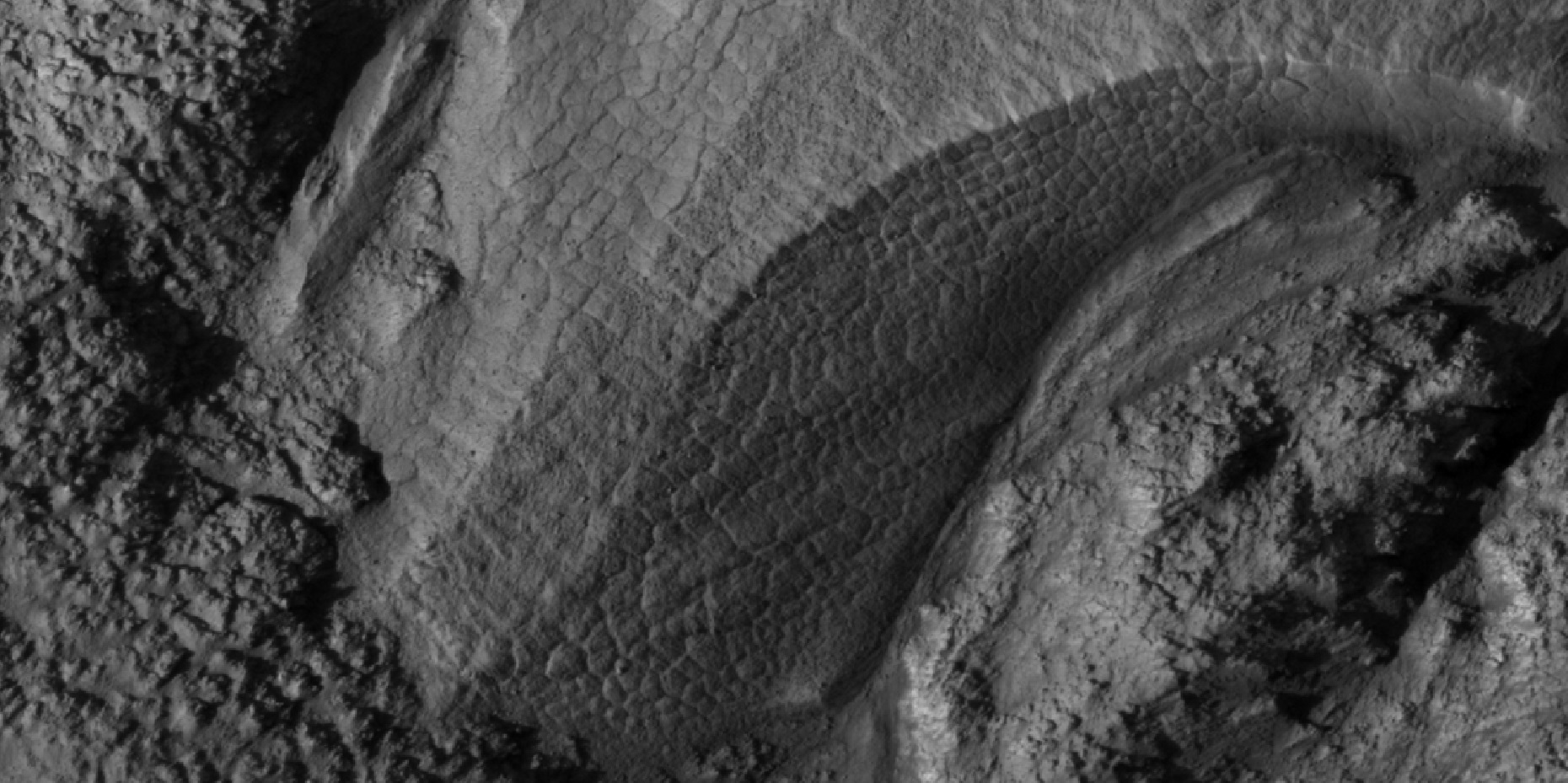
Detalle de la alcoba del barranco que muestra suelo con patrón poligonal cerca de los barrancos, ampliación de la imagen anterior
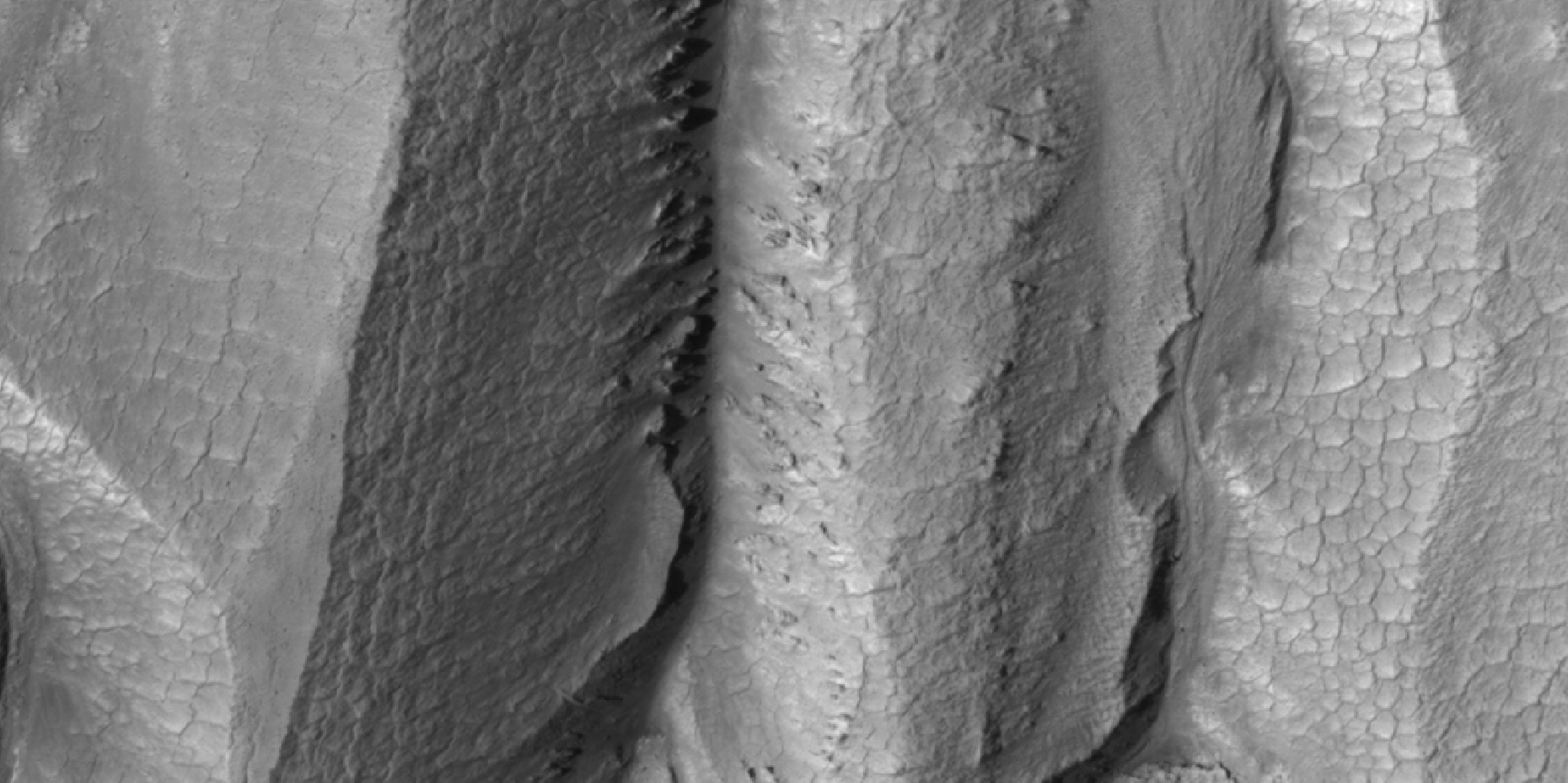
Detalle de la alcoba del barranco que muestra suelo con patrón poligonal cerca de los barrancos, ampliación de la imagen anterior

## Cráteres
Los cráteres de impacto generalmente tienen un borde con eyección a su alrededor, en contraste, los cráteres volcánicos generalmente no tienen un borde o depósitos de eyección. A veces, los cráteres muestran capas. Dado que la colisión que produce un cráter es como una poderosa explosión, las rocas de las profundidades subterráneas se lanzan a la superficie. Por lo tanto, los cráteres pueden mostrarnos qué hay profundo debajo de la superficie.

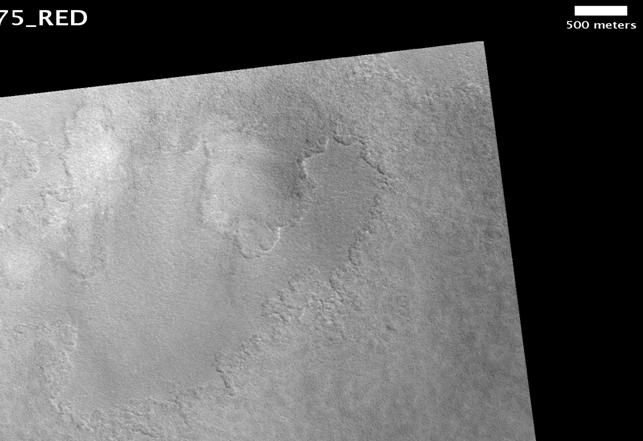
Piso del Kunowsky, foto tomada por HiRISE. La barra de escala tiene 500 metros de largo
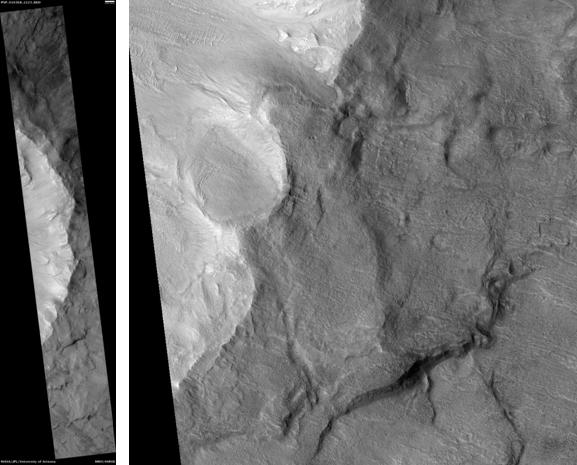
Cráter Bonestell, la barra de escala representa 500 metros de largo
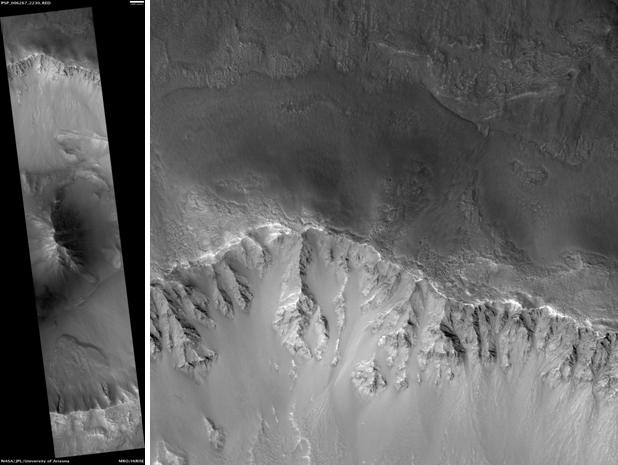
Cráter Arandas, al hacer clic en la imagen se verá mejor detalle de las paredes norte y sur, así como las colinas centrales. La barra de escala representa 1000 metros de largo.
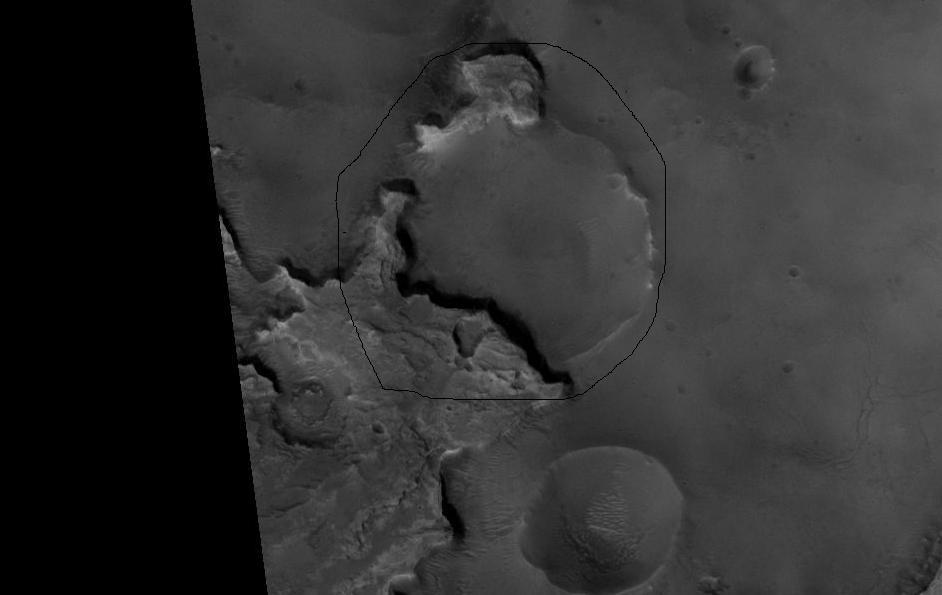
Cráter exhumado en Mare Acidalium, foto por Mars Global Surveyor
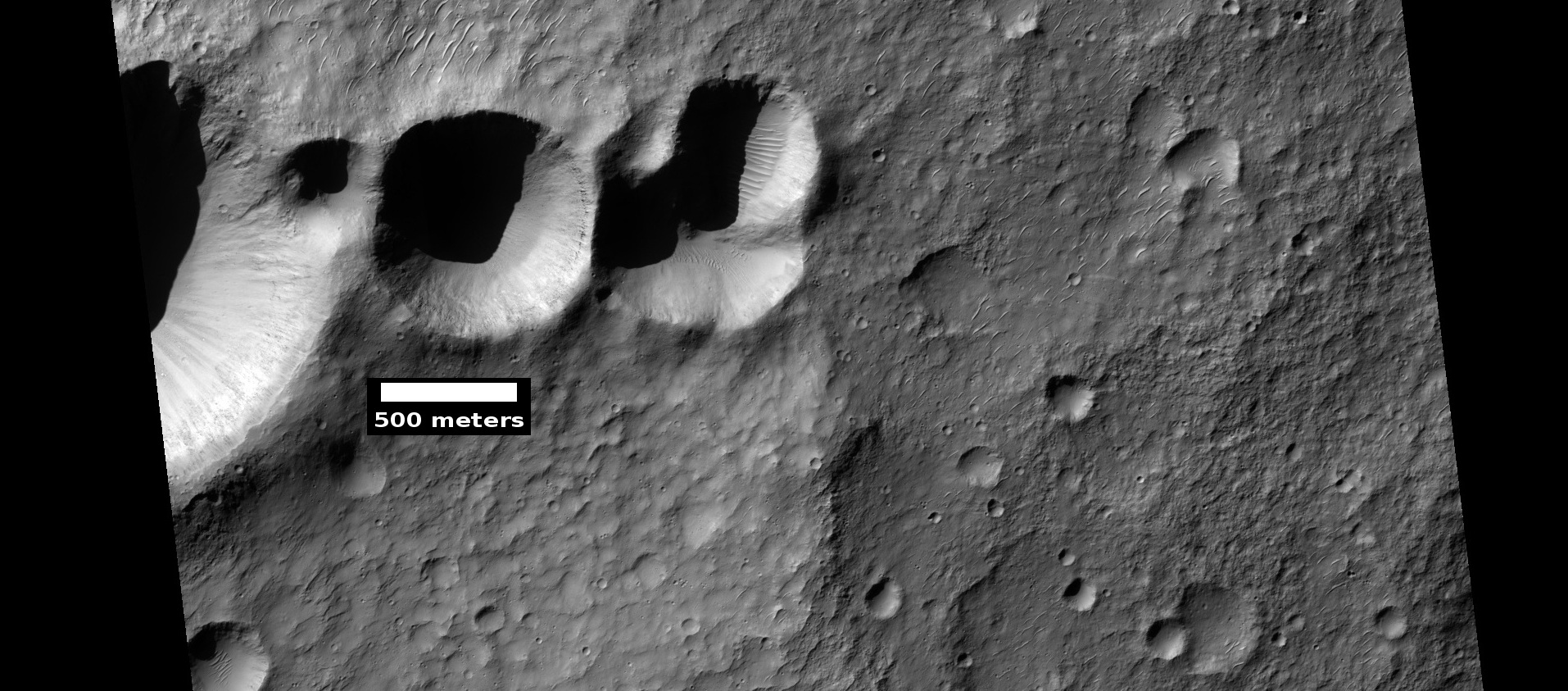
Grupo de cráteres que pueden haber impactado la superficie al mismo tiempo como consecuencia de la ruptura de un asteroide. Si los cráteres se formaron en diferentes momentos, habrían borrado partes de los vecinos. Imagen ubicada en Terra Cimmeria
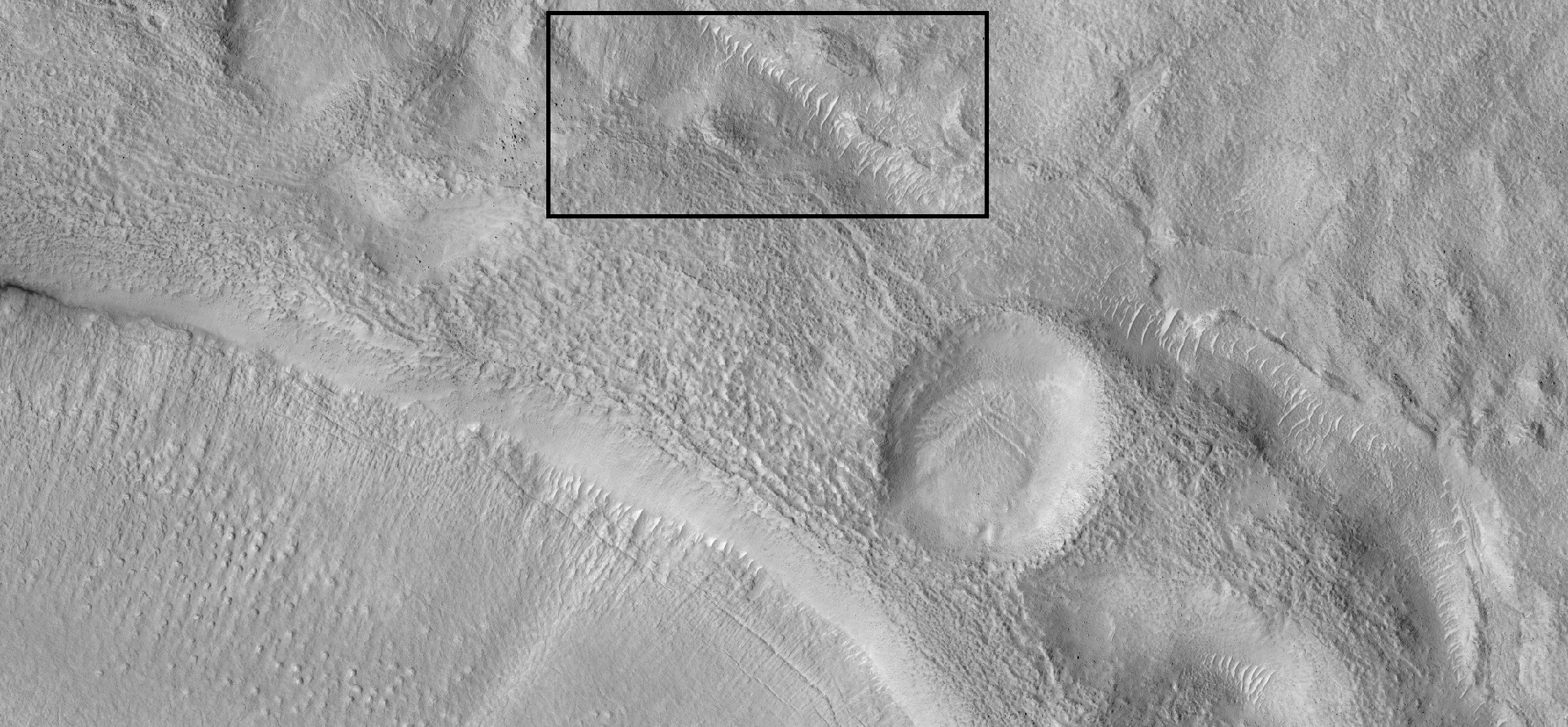
Cráter con material de eyección, el cuadro muestra el área ampliada en la siguiente imagen.
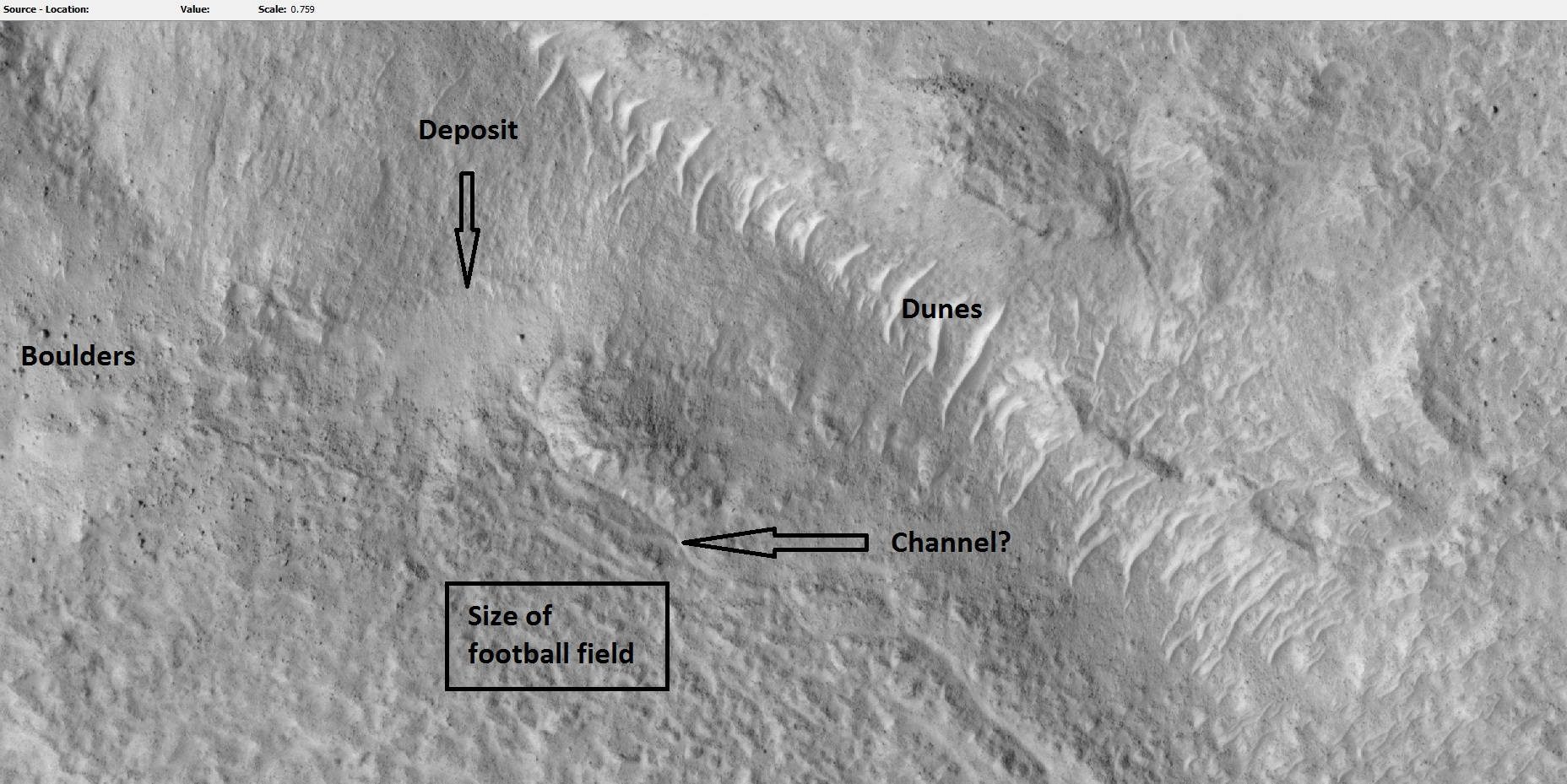
Vista ampliada de la eyección del cráter que muestra un canal con un depósito al final
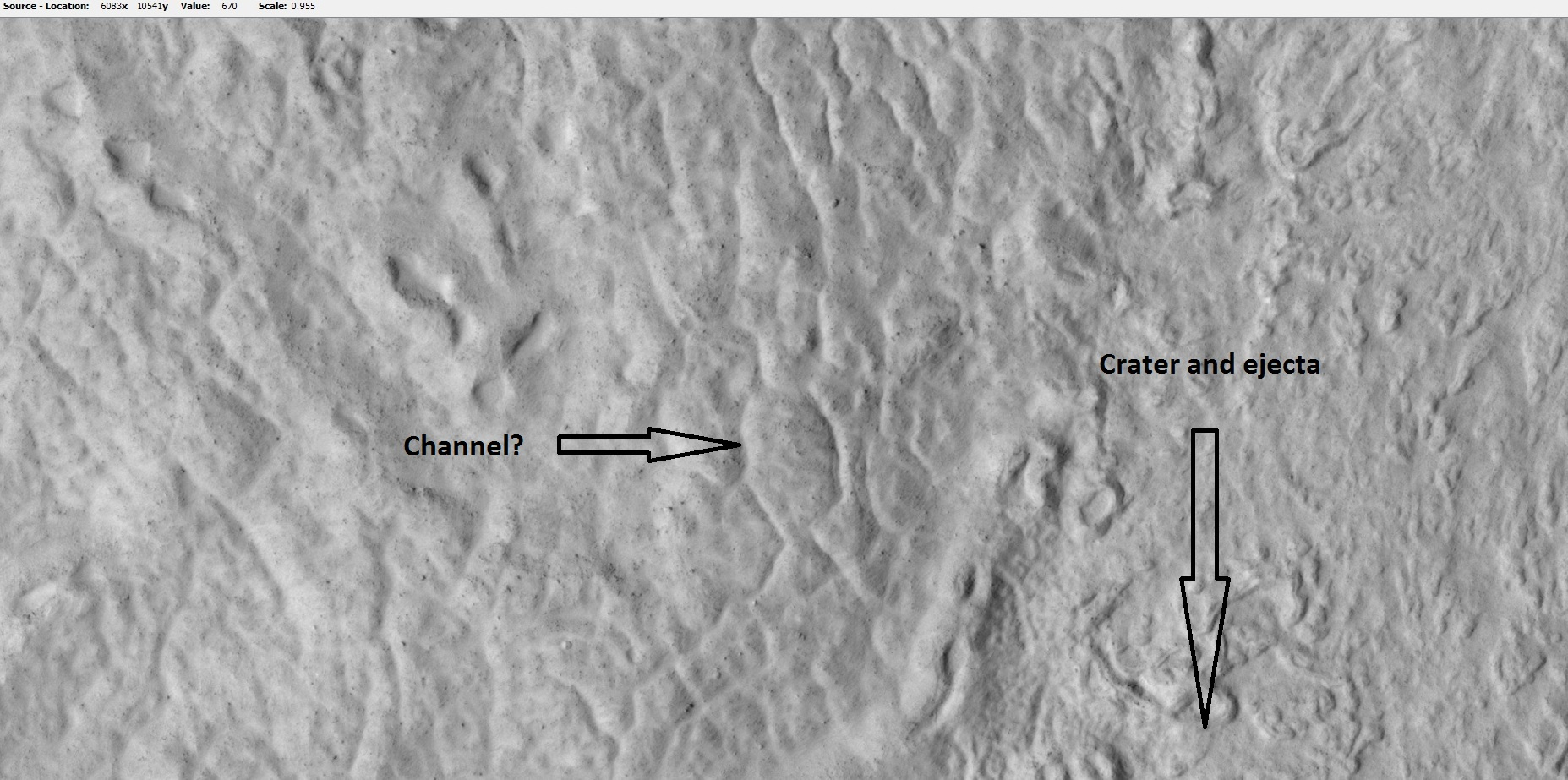
Primer plano de la superficie cerca de la eyección del cráter anterior. El hielo derretido del agua subterránea puede haber formado un pequeño canal.
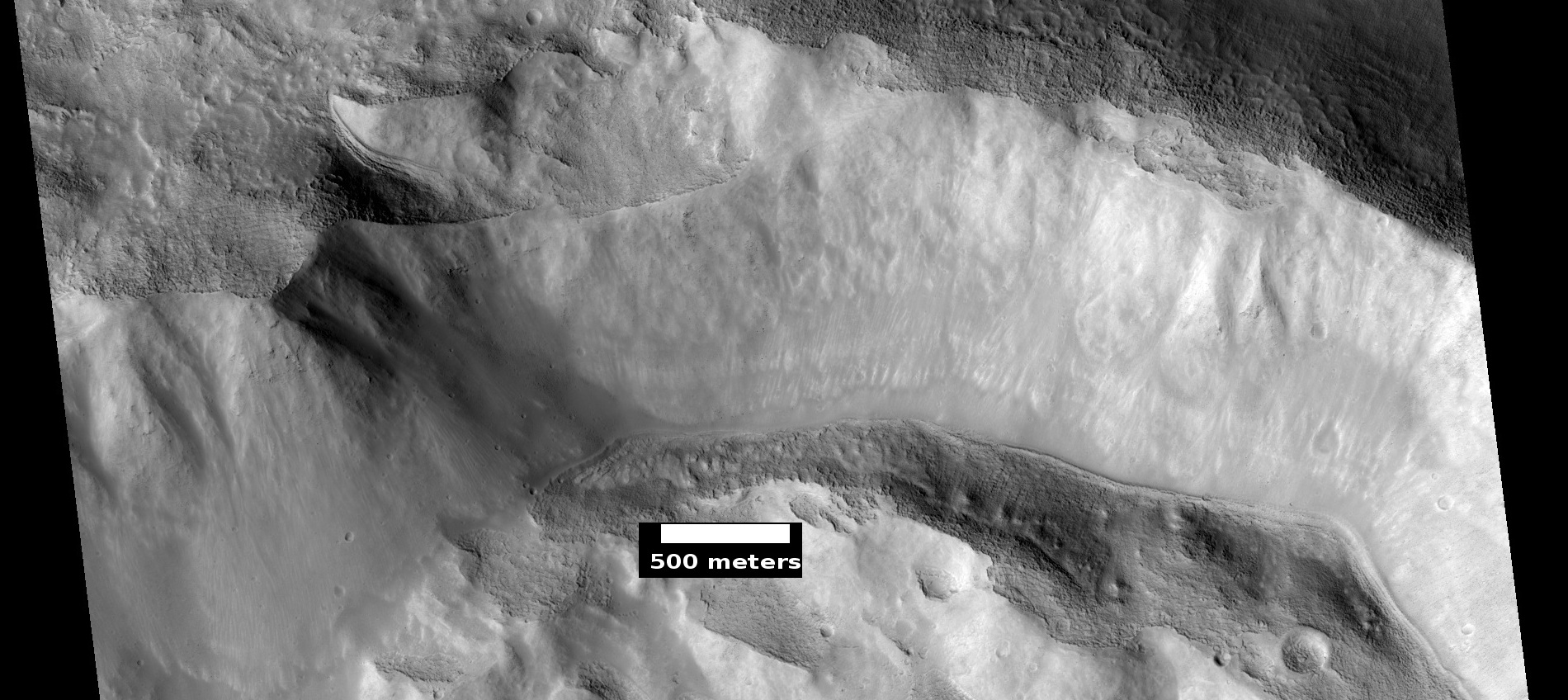
Pared del mismo cráter cubierta con un manto liso
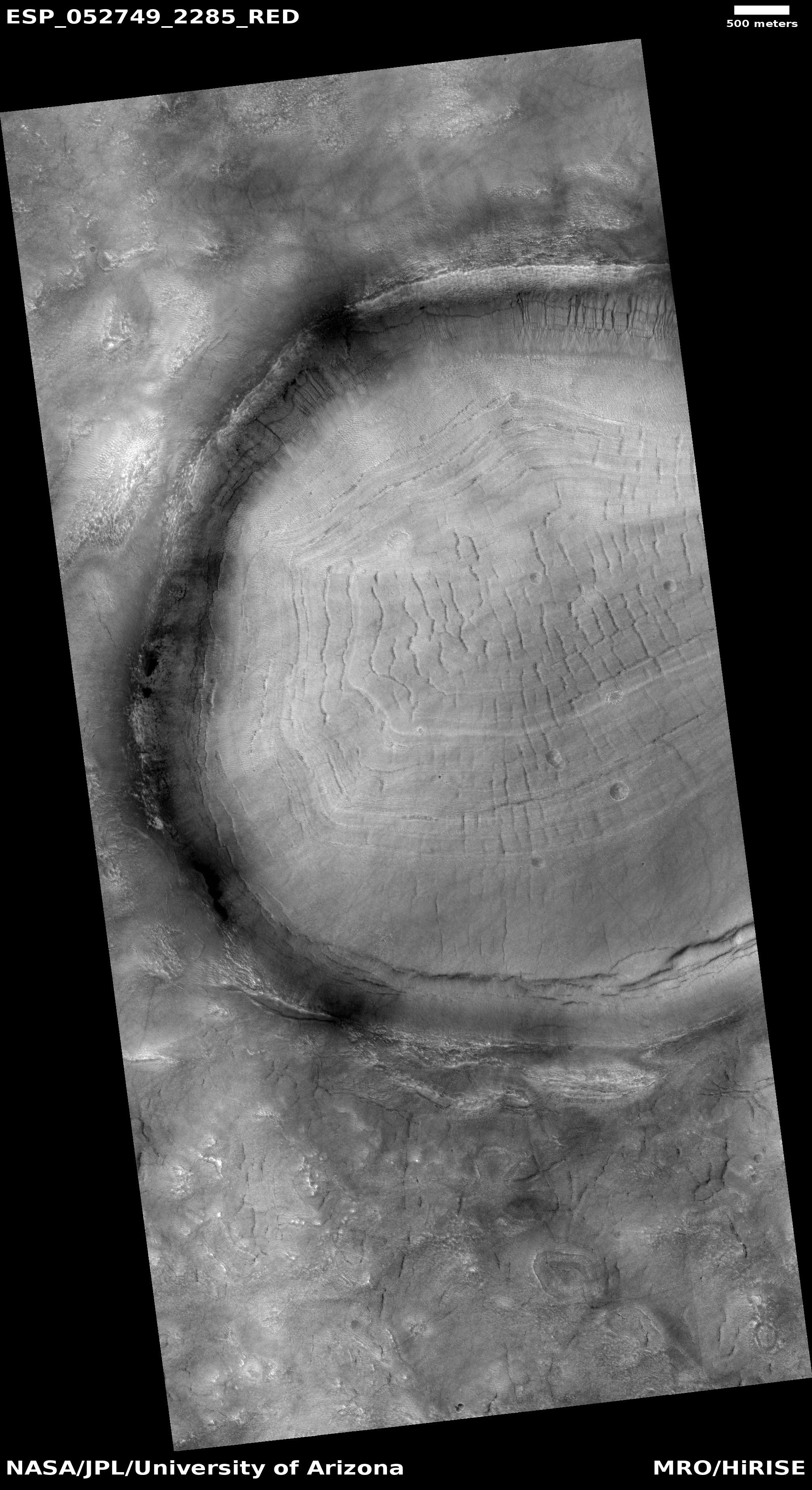
Cráter con ranuras en su suelo, secuencia de fotos por HiRISE y su programa HiWish

## Volcanes de lodo
Existen extensas áreas en Mare Acidalium que muestran puntos brillantes sobre un fondo oscuro. Se ha sugerido que dichas manchas son volcanes de lodo.  Se han cartografiado más de 18.000 de estas características, que tienen un diámetro medio de unos 800 metros.  Mare Acidalium habría recibido grandes cantidades de lodo y fluidos de los canales de salida, por lo que es posible que se haya acumulado mucho lodo allí. Se ha descubierto que los montículos brillantes contienen óxidos férricos cristalinos. El vulcanismo de lodo aquí puede ser muy significativo porque podrían haberse producido conductos de larga duración para el afloramiento de aguas subterráneas. Estos podrían haber sido hábitats de microorganismos.  Los volcanes de lodo podrían haber traído muestras de zonas profundas que, por lo tanto, podrían ser muestreadas por robots. Un artículo en Icarus informa sobre un estudio de estos posibles volcanes de lodo. Los autores comparan estas características marcianas con los volcanes de lodo que se encuentran en la Tierra. El estudio que utilizó imágenes de HiRISE y datos de CRISM respalda la idea de que estas características son, de hecho, volcanes de lodo. Los minerales férricos en nanofase y los minerales hidratados encontrados con el Espectrómetro de Imágenes de Reconocimiento Compacto para Marte (CRISM) muestran que el agua estuvo involucrada en la formación de estos posibles volcanes de lodo marciano.

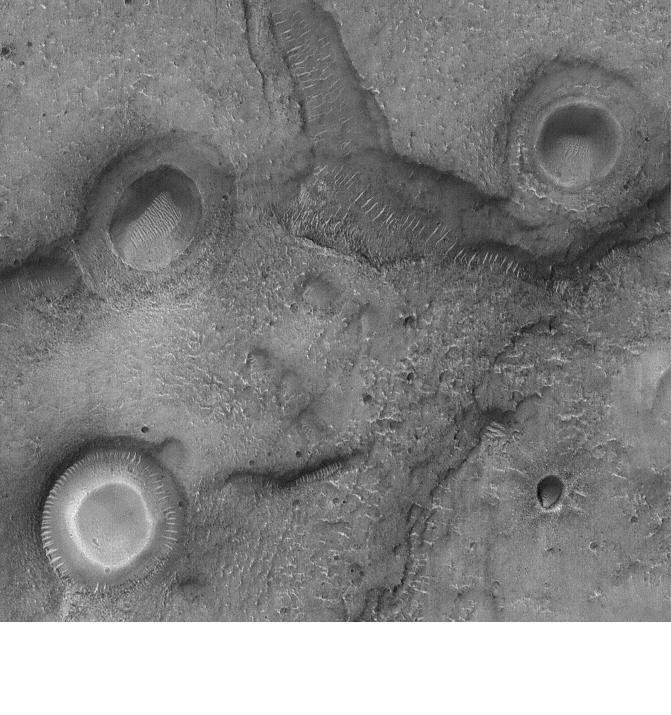
Cráteres con centros blancos en Mare Acidalium. Las dunas de arena son visibles en áreas bajas en la imagen. Algunas de las características pueden ser volcanes de lodo. Fotografía tomada por Mars Global Surveyor en el marco del Programa de focalización pública del MOC.
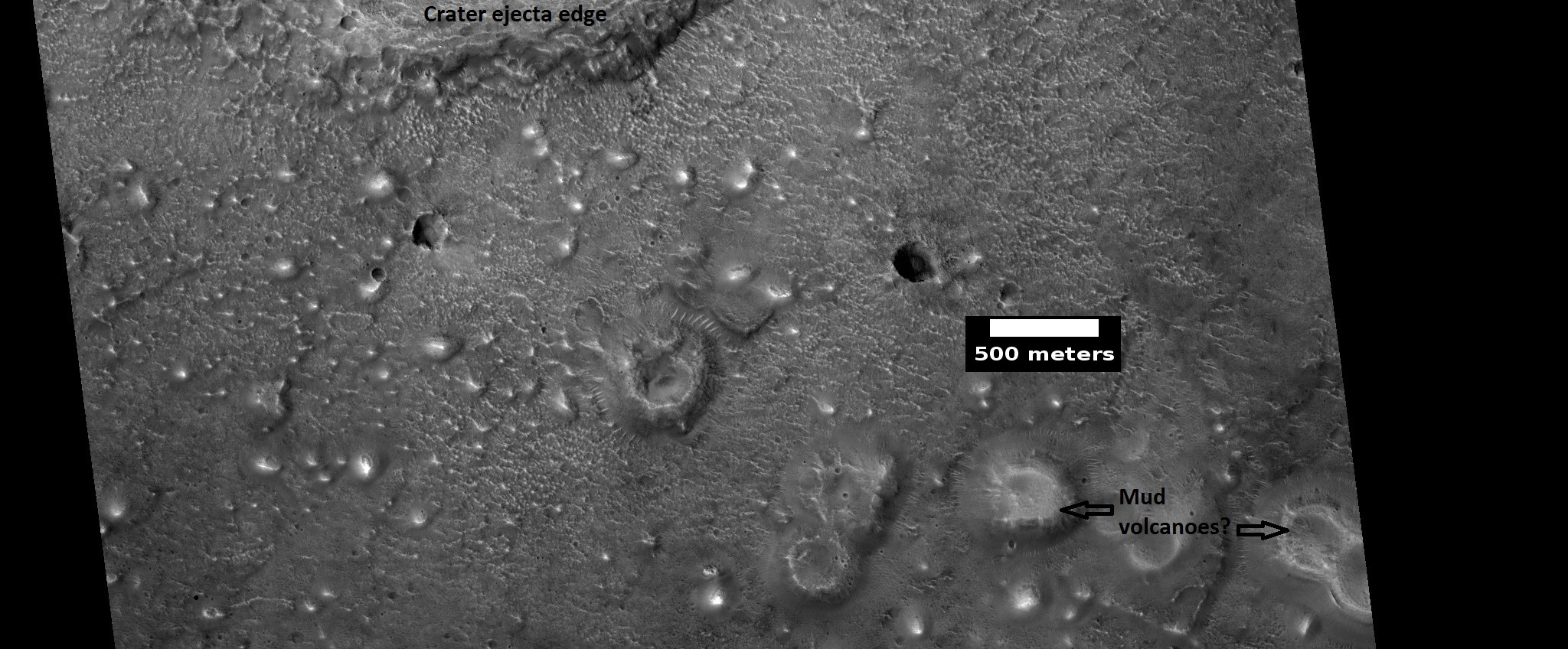
Volcanes de lodo cerca del borde de la eyección de un cráter cercano, foto por HiRISE bajo el programa HiWish.
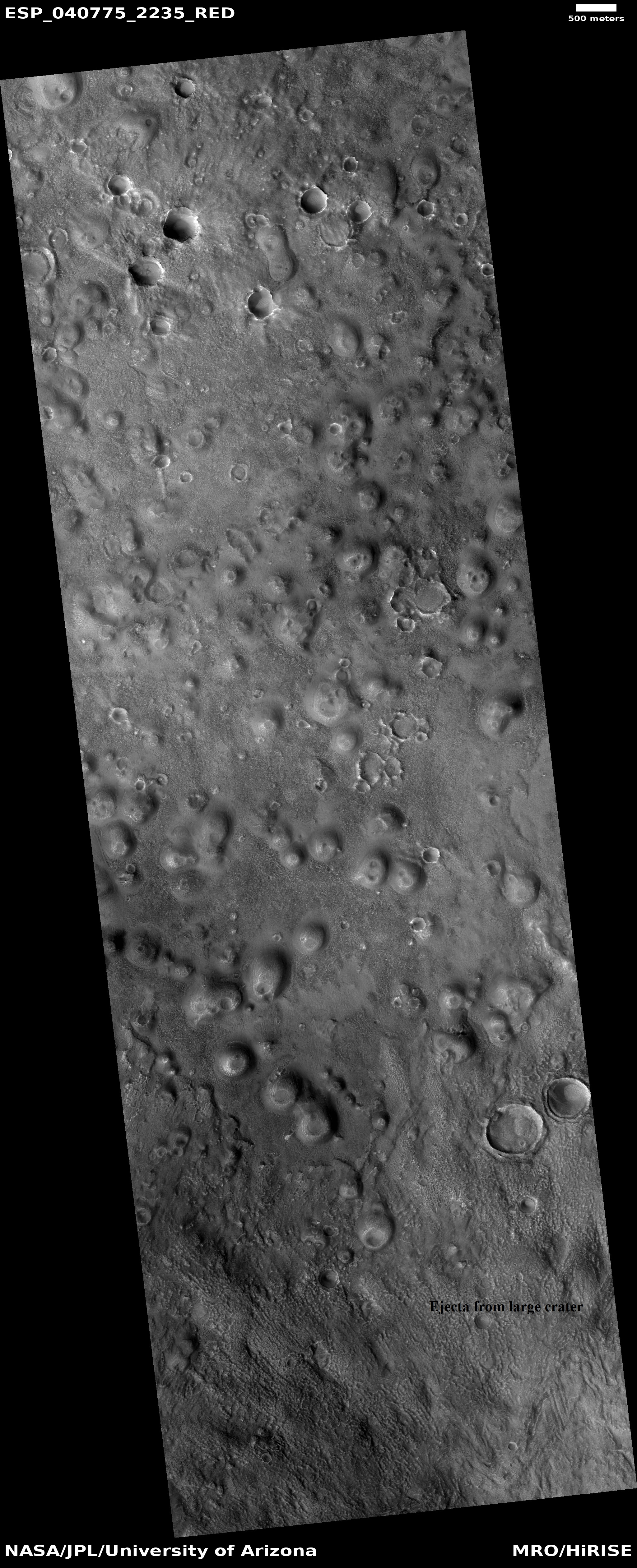
Gran campo de conos que pueden ser volcanes de lodo
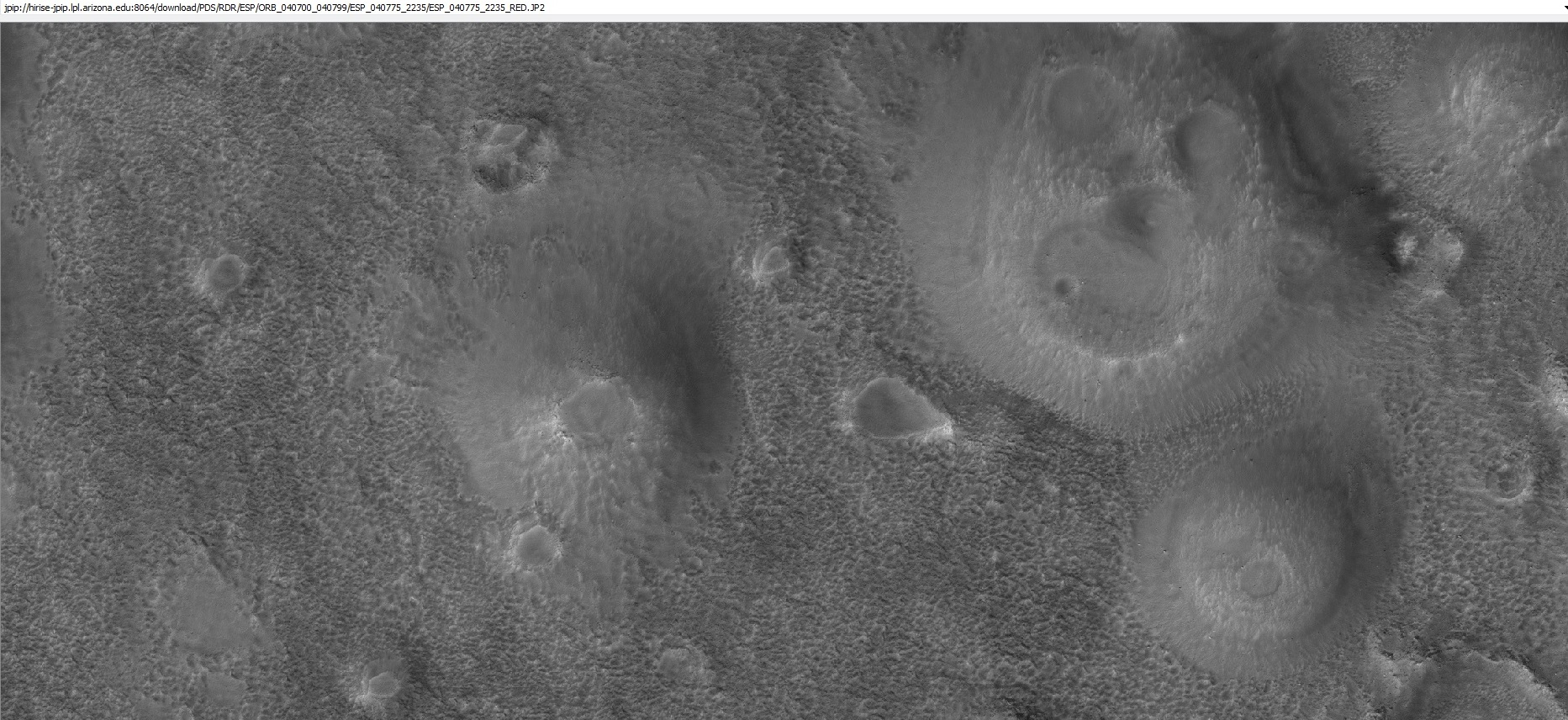
Detalle de posibles volcanes de lodo, esta es una ampliación de la imagen anterior.
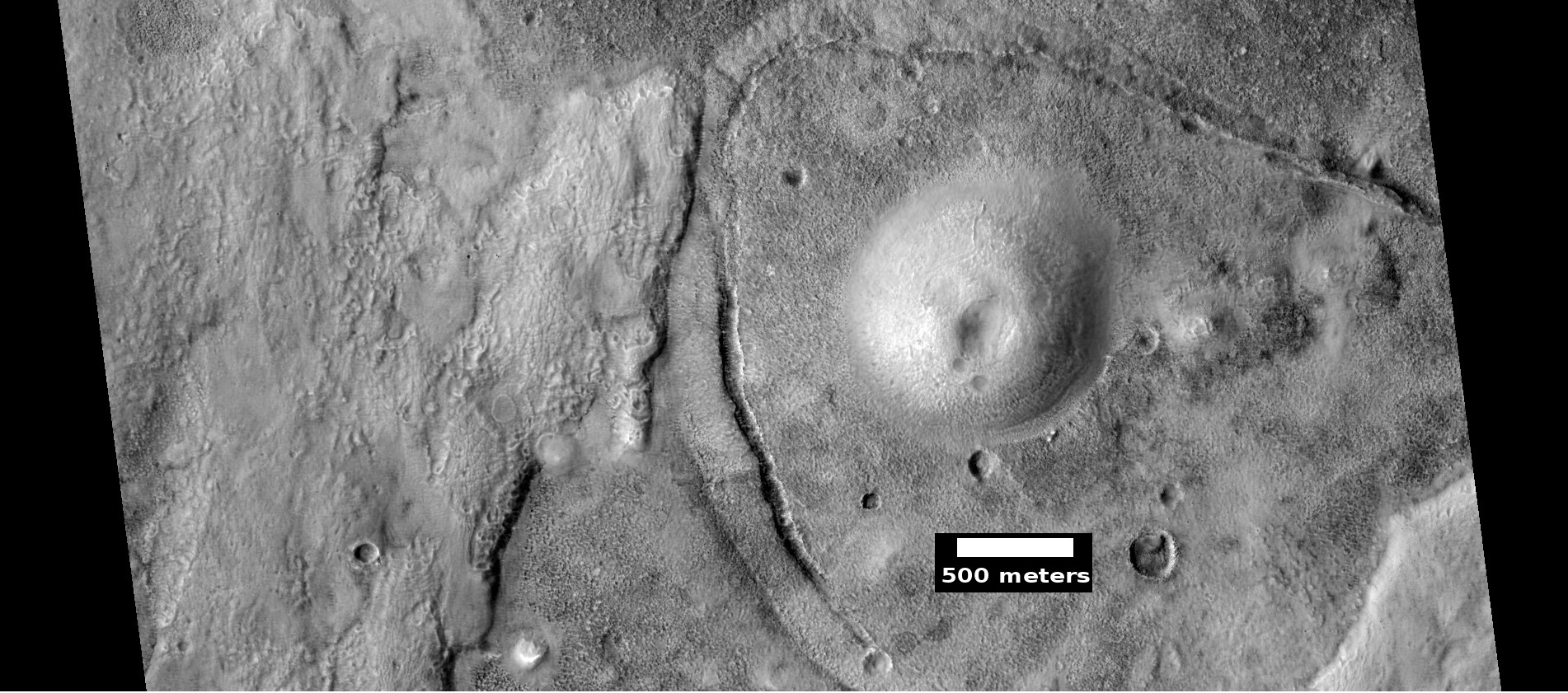
Posible volcán de barro posible
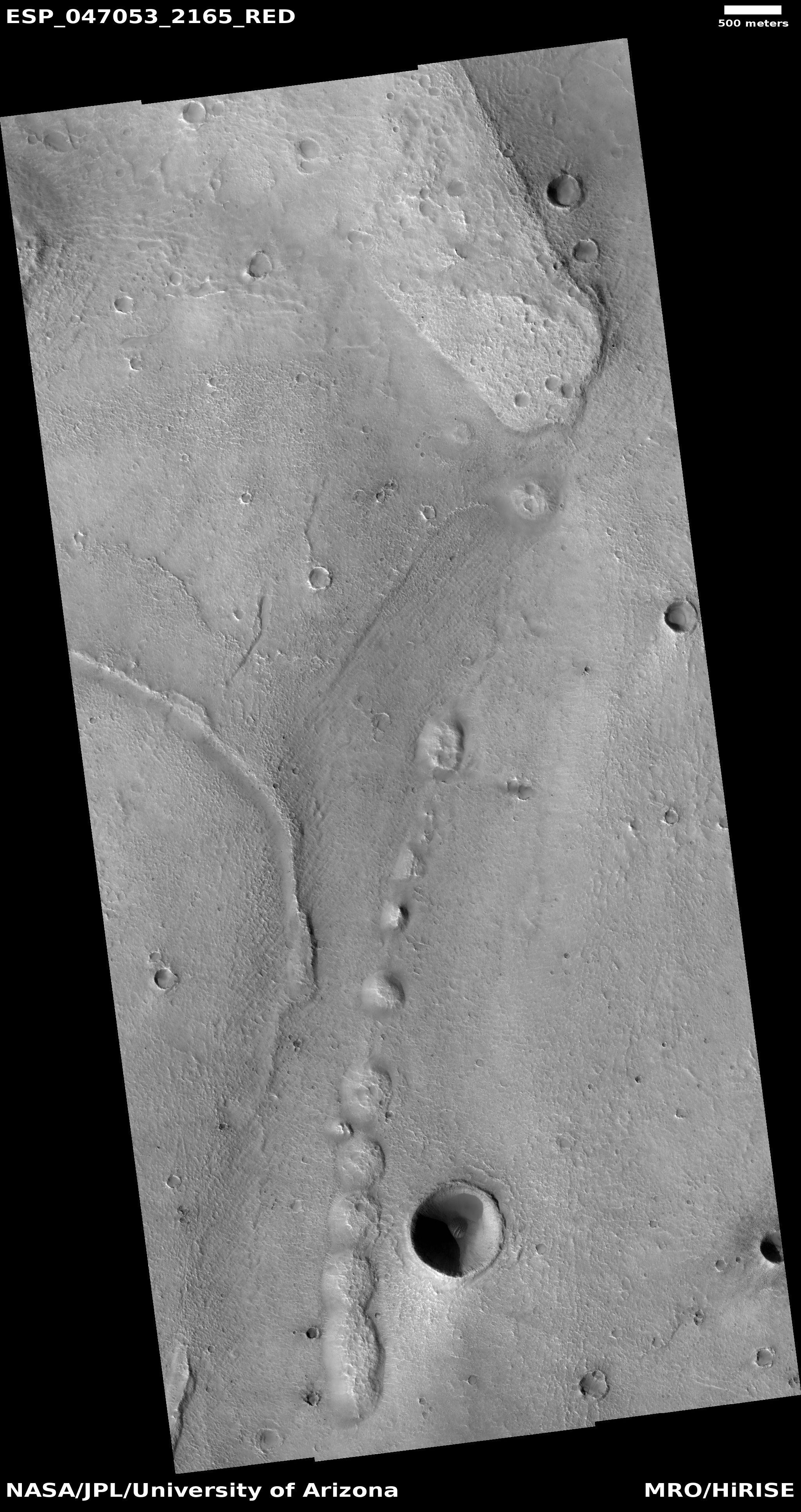
Fila de probables volcanes de barro
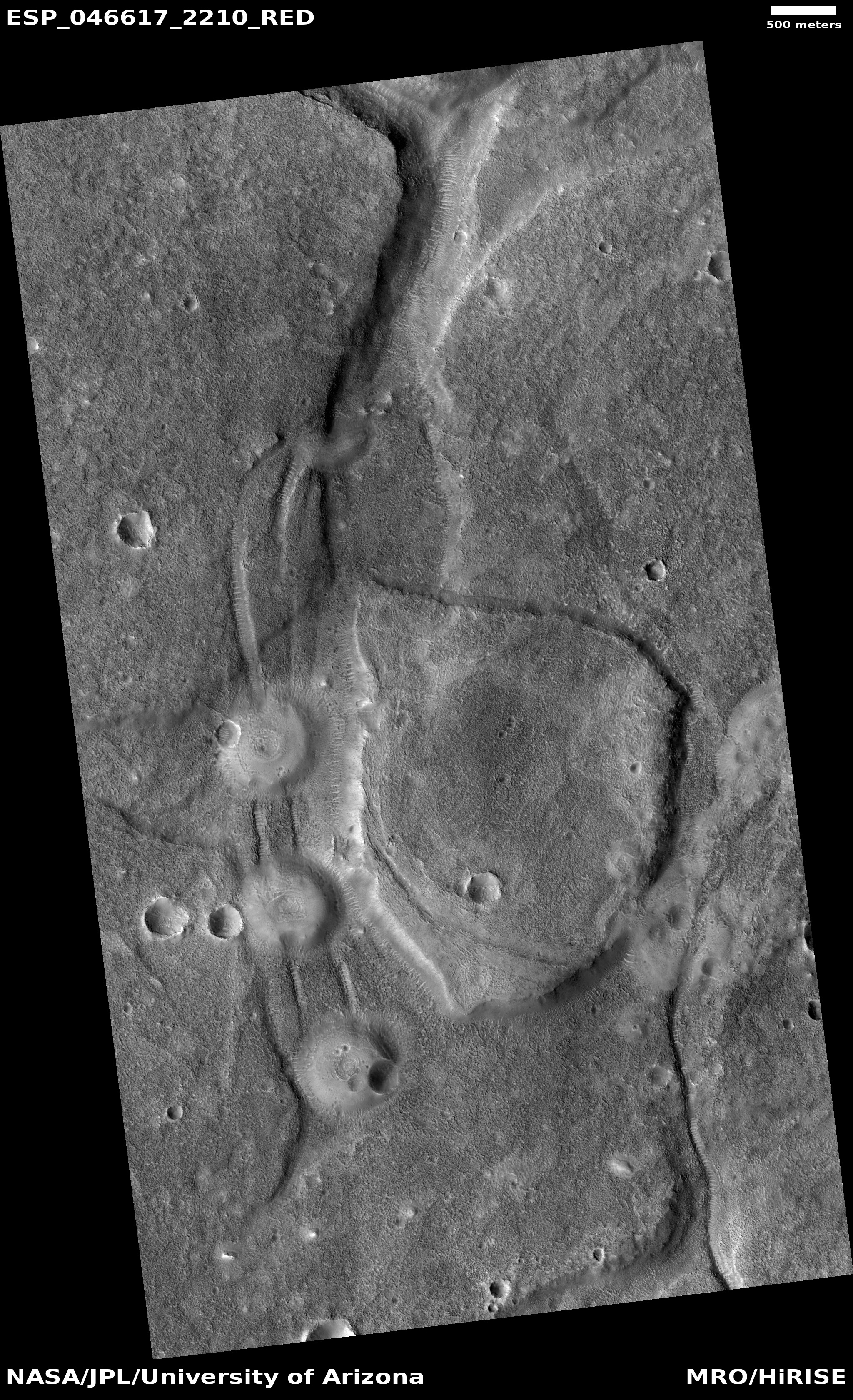
Volcanes de barro
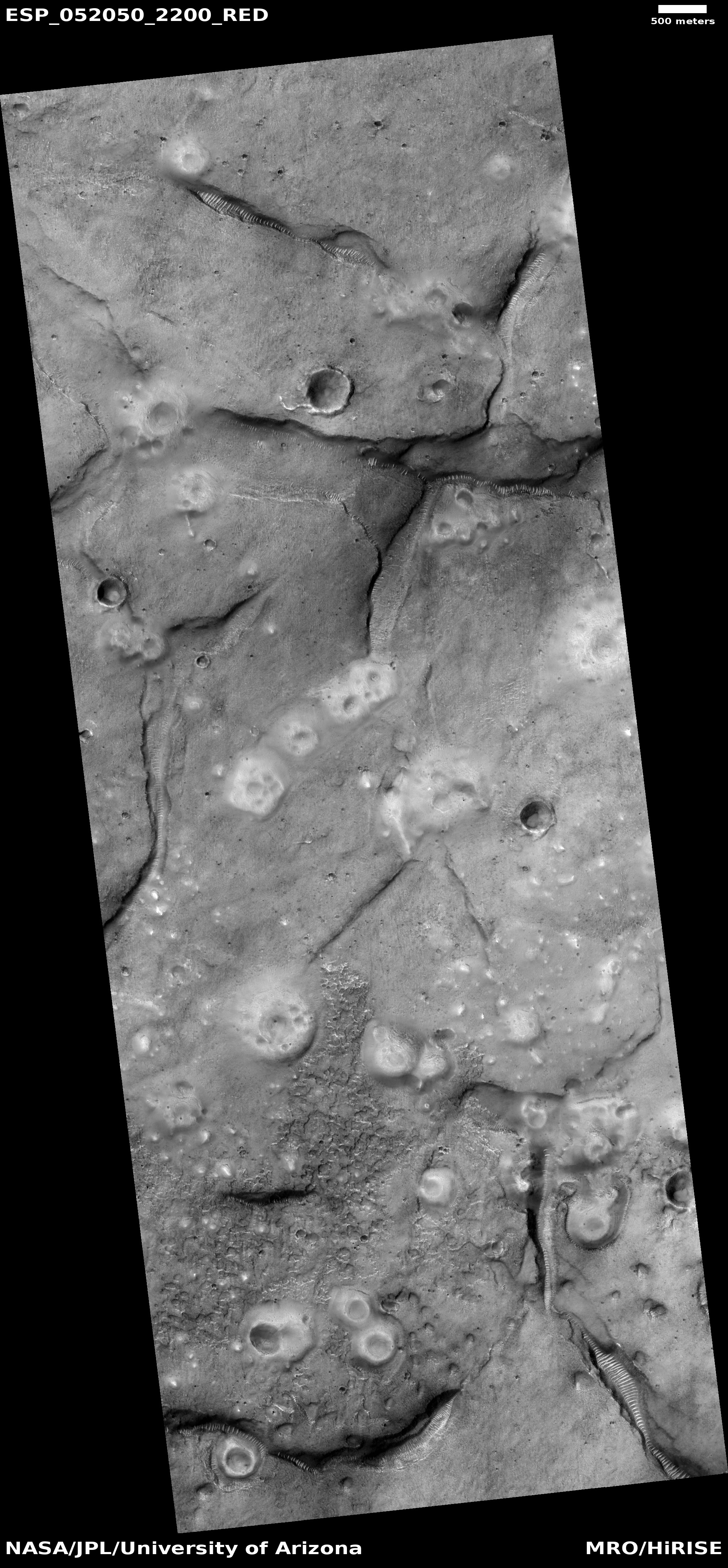
Vista amplia de un campo de volcanes de lodo
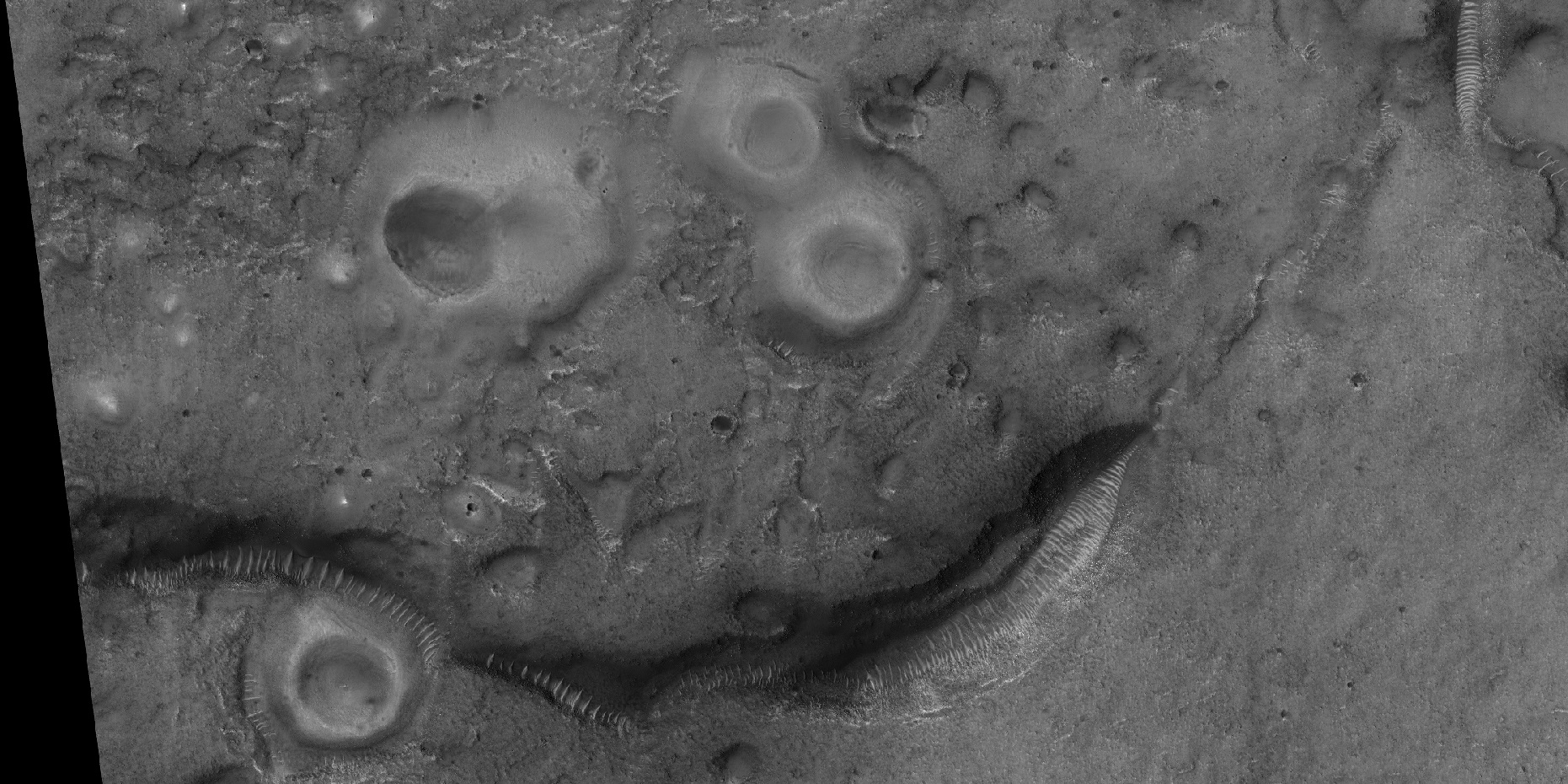
Vista detallada de volcanes de lodo
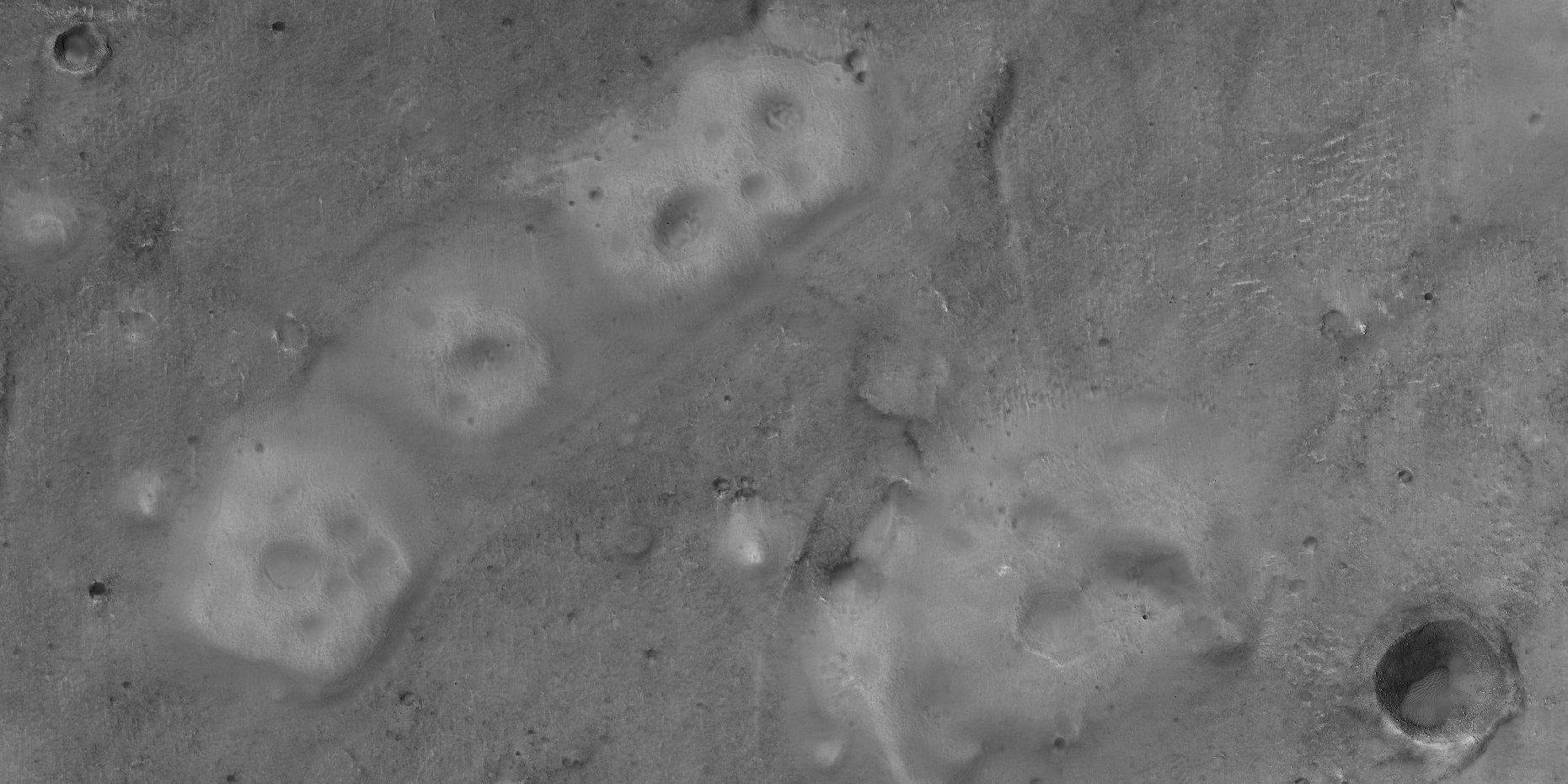
Vista detallada de volcanes de lodo y rocas de gran tamaño
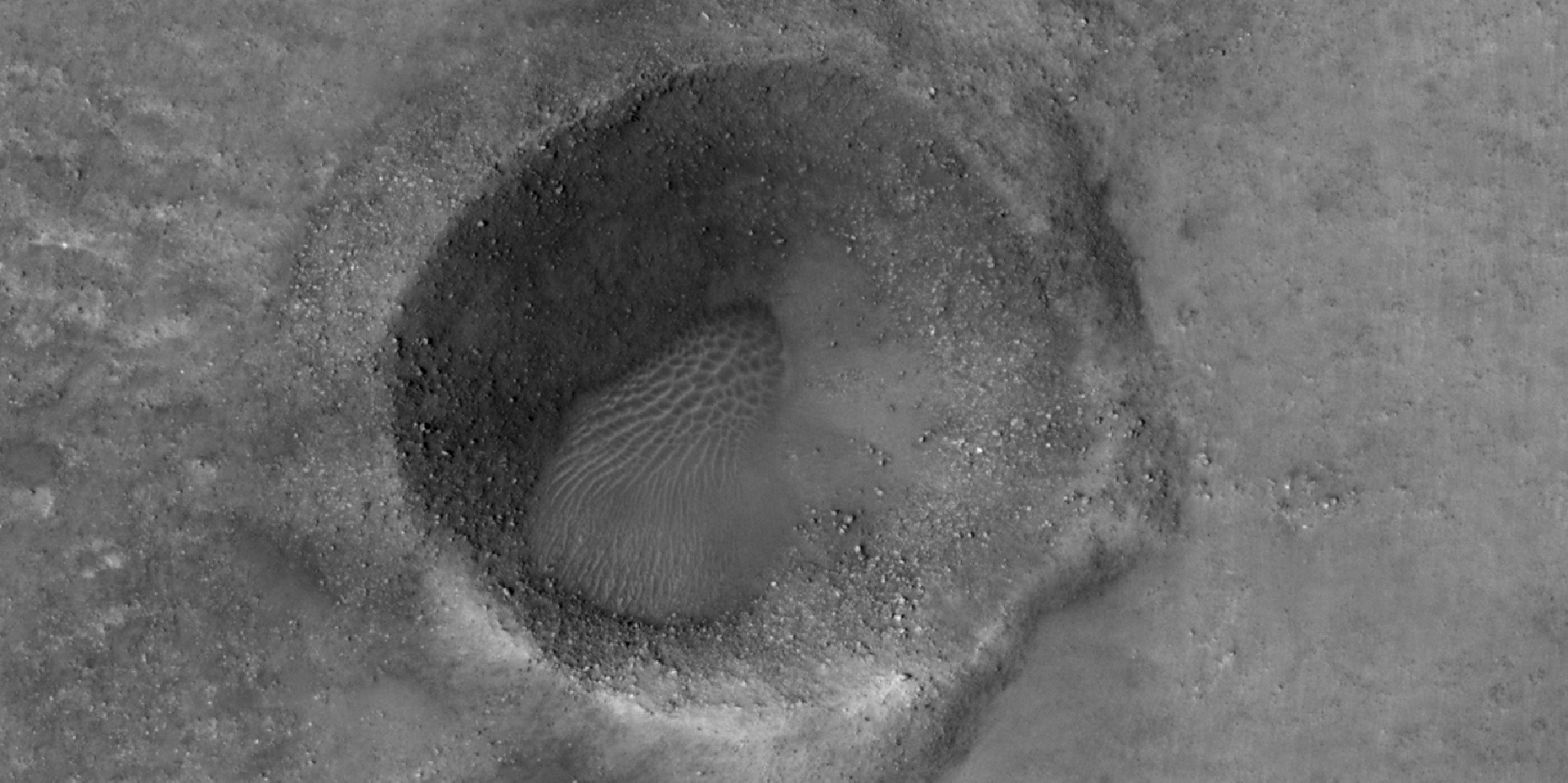
Vista cercana de cantos rodados cerca de volcanes de lodo. Los cantos rodados pueden ser de una capa superior. El lodo de un volcán de lodo no contiene cantos rodados, solo material de grano fino
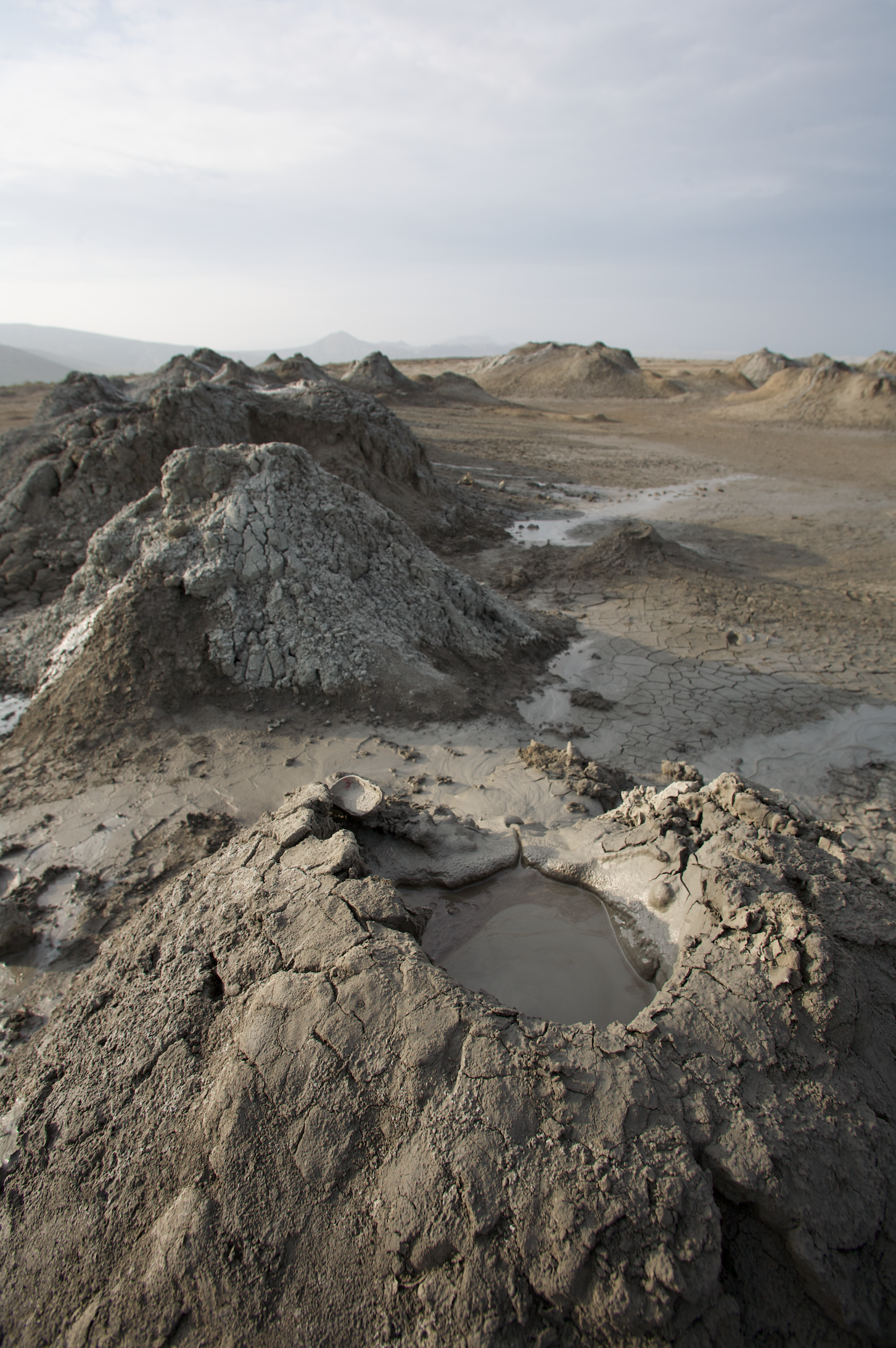
Vista cercana de los volcanes de lodo en la Tierra, la ubicación es Gobustán, Azerbaiyán.

## Canales en la región Idaeus Fossae
Hay un sistema fluvial de 300 km de largo en Idaeus Fossae. Está tallado en las tierras altas de Idaeus Fossae y se originó a partir del derretimiento del hielo en el suelo después de los impactos de asteroides. La datación ha determinado que la actividad del agua se produjo después de que la mayor parte de la actividad del agua terminó en el límite entre los períodos Noeico y Hespérico. Los lagos y depósitos en forma de abanico se formaron por el agua corriente en este sistema mientras drenaba hacia el este en el cráter Liberta y formaba un depósito delta. Parte del camino de drenaje es el Valle de Moa.

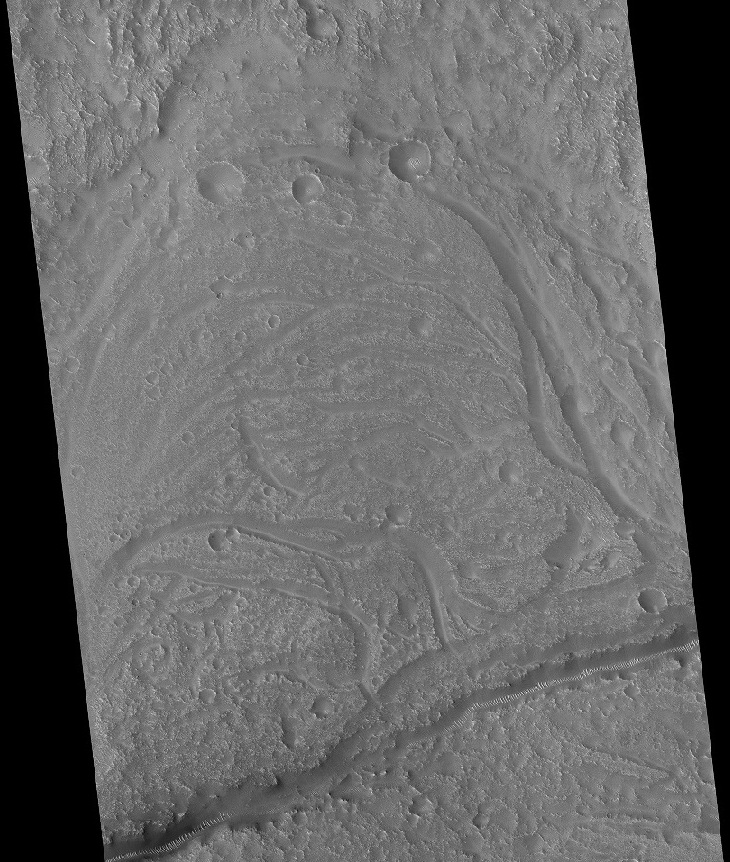
Flujo y corriente que es parte de un importante sistema de drenaje en la región de Idaeus Fossae
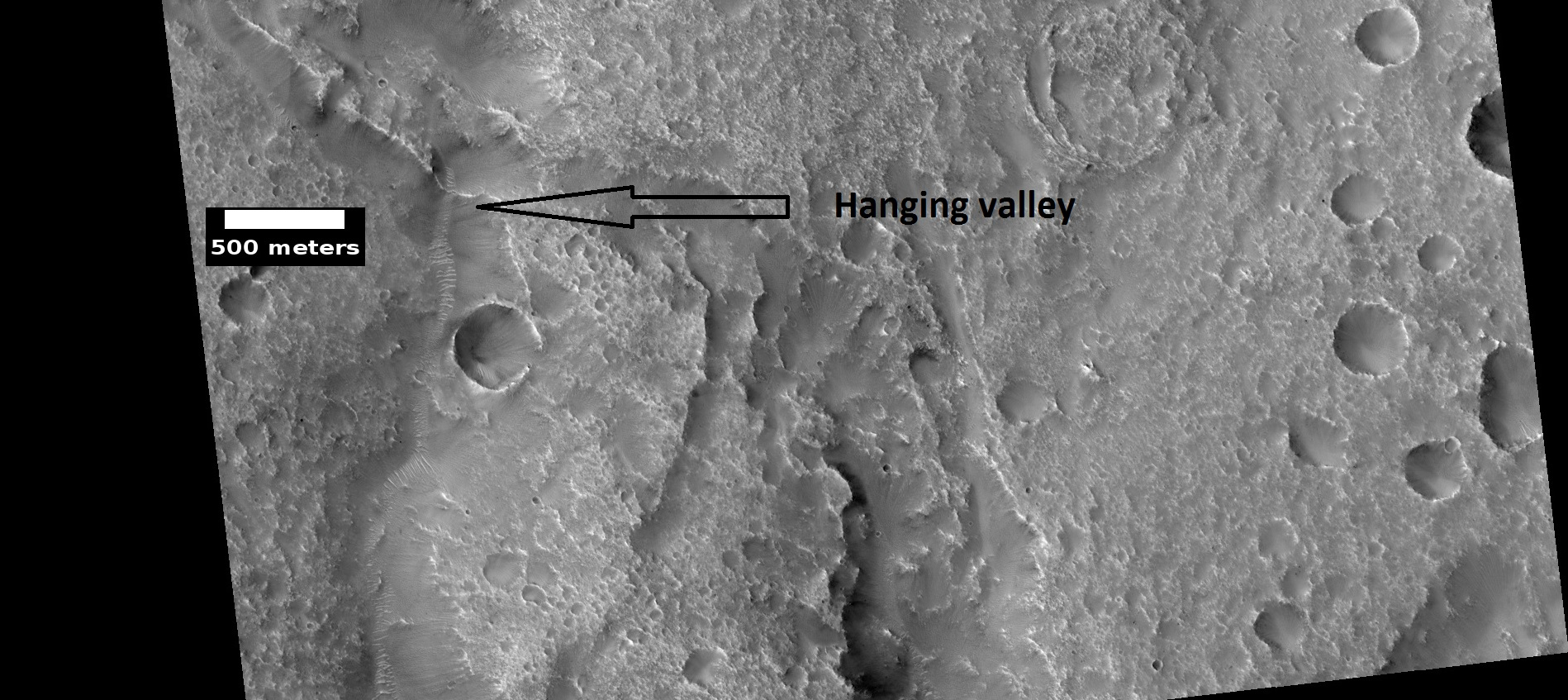
Valle colgante, que alguna vez podría haber sido una cascada
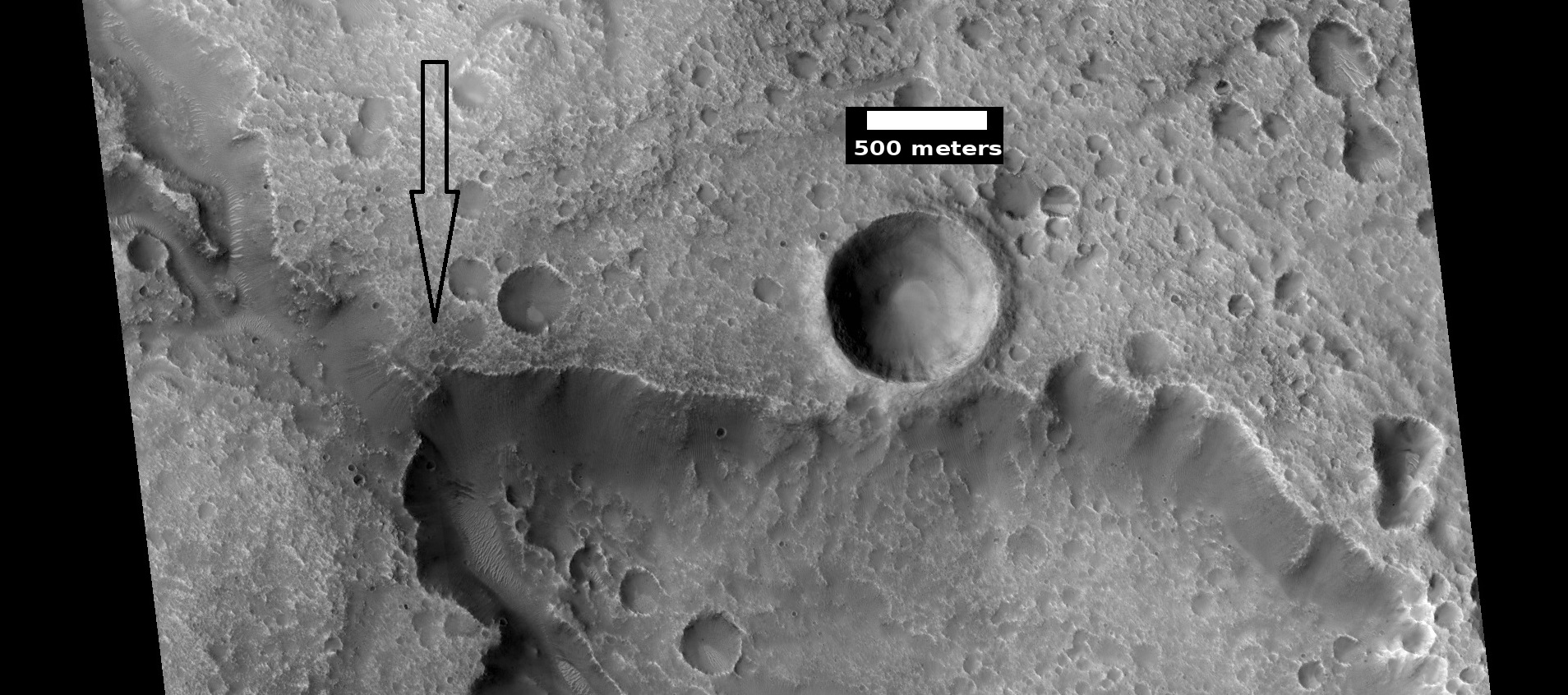
Valle colgante, que alguna vez podría haber sido una cascada

## Canales
Existe una enorme evidencia de que el agua alguna vez fluyó en los valles de los ríos de Marte. Se han visto imágenes de canales curvos en imágenes de naves espaciales de Marte que datan de principios de los años setenta con el orbitador Mariner 9. De hecho, un estudio publicado en junio de 2017 calculó que el volumen de agua necesario para tallar todos los canales de Marte era incluso mayor que el océano propuesto que el planeta podría haber tenido. Probablemente, el agua se recicló muchas veces del océano a la lluvia alrededor de Marte.

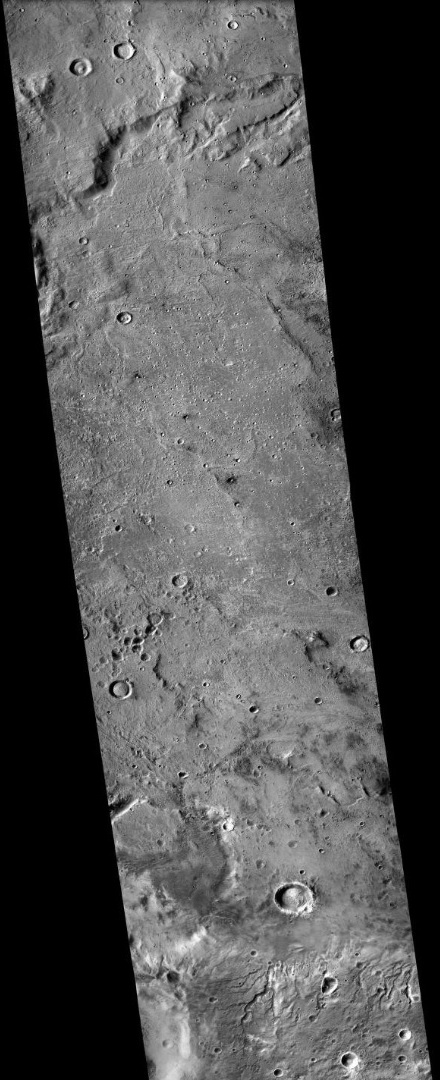
Cráter Sklodowska, visto por la cámara CTX (en el Mars Reconnaissance Orbiter). Pequeños canales son visibles a lo largo del erosionado borde sur
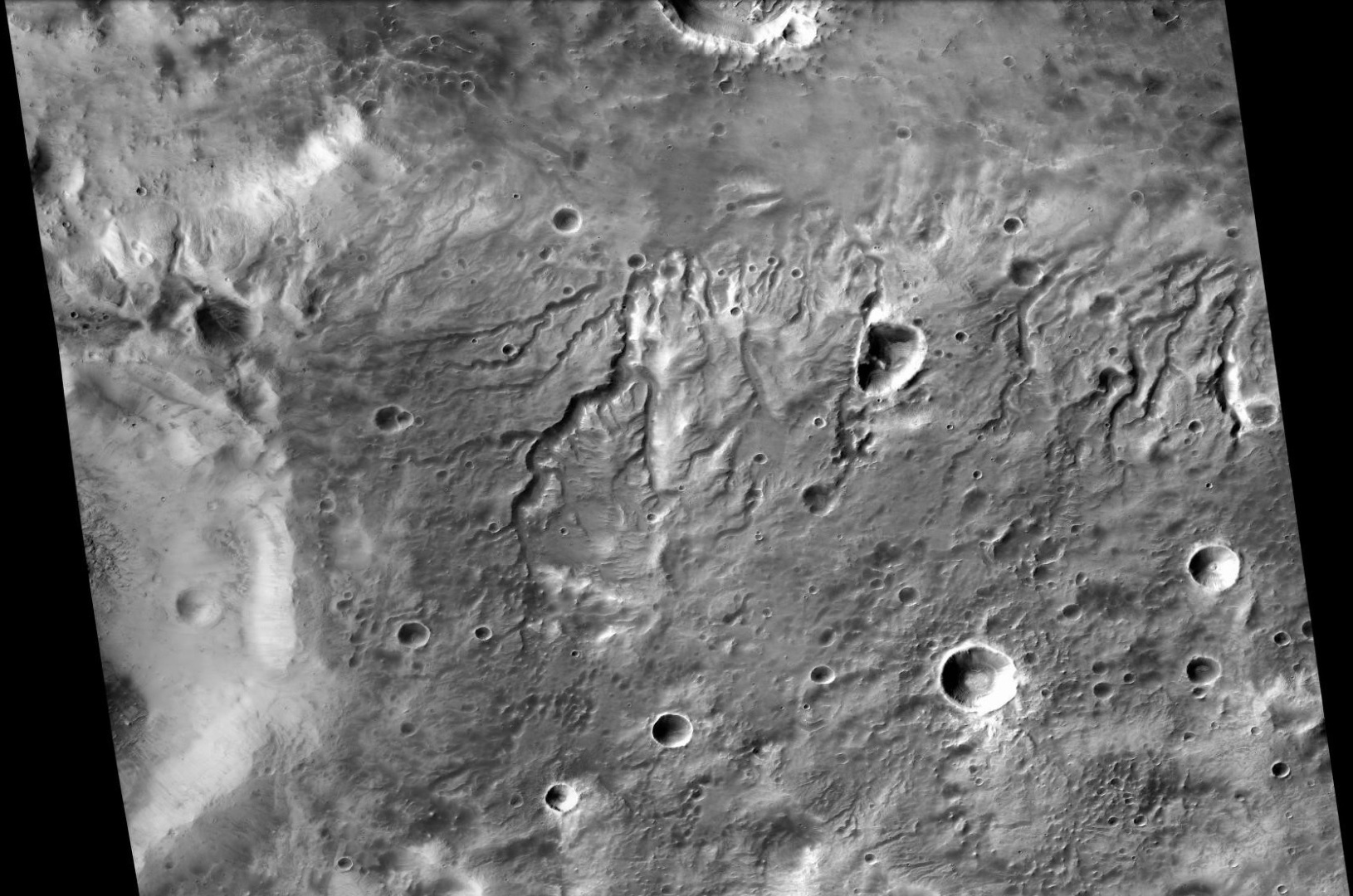
Canales en el cráter Sklodowska, ampliación de la imagen anterior
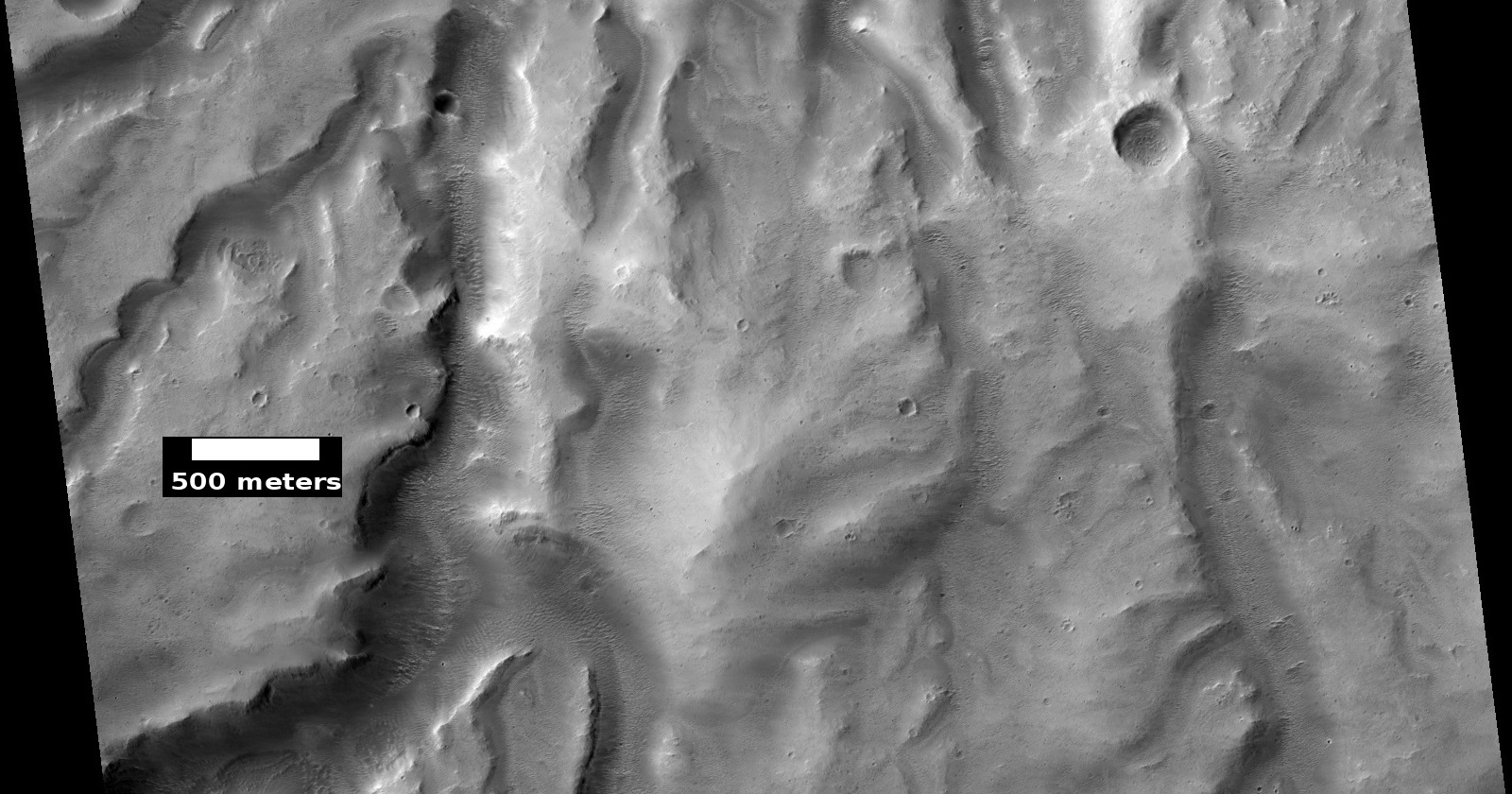
Canales en el cráter Sklodowska
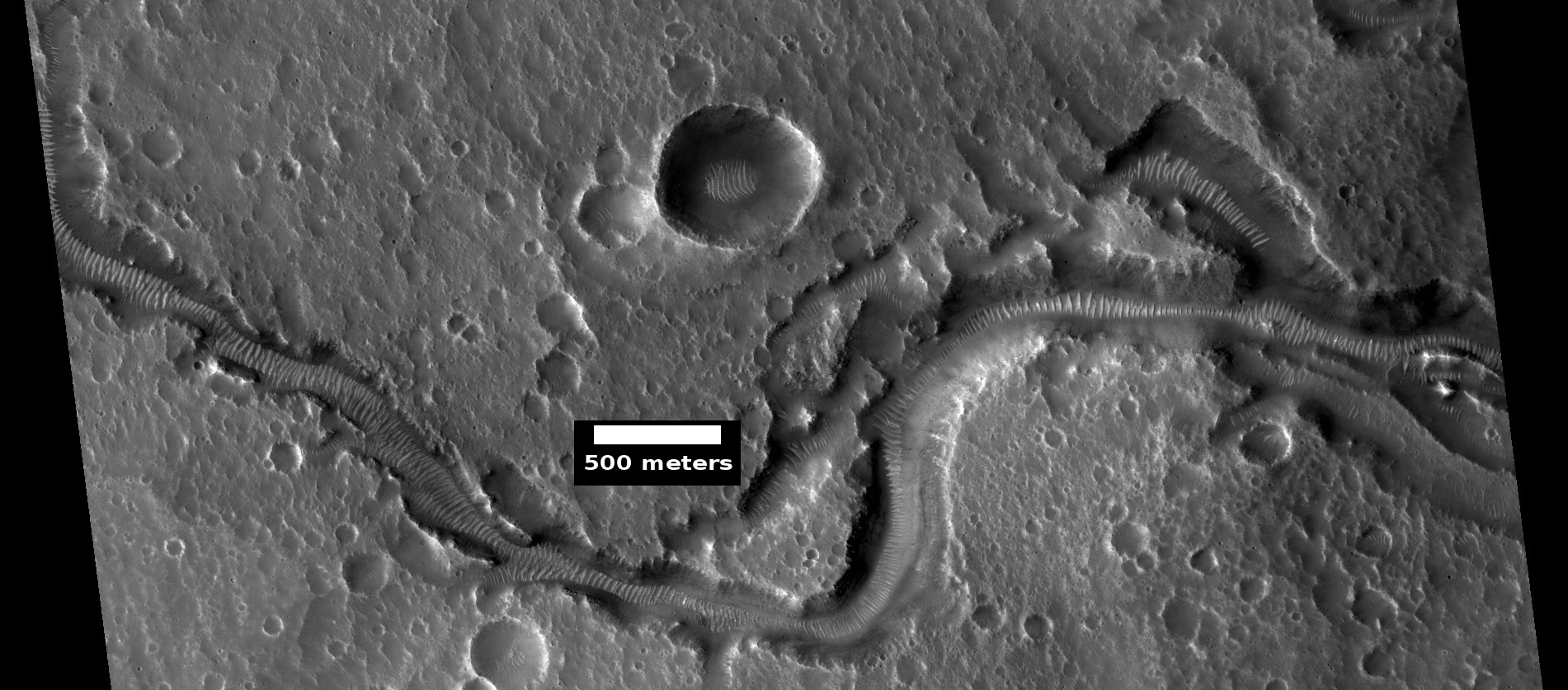
Canales
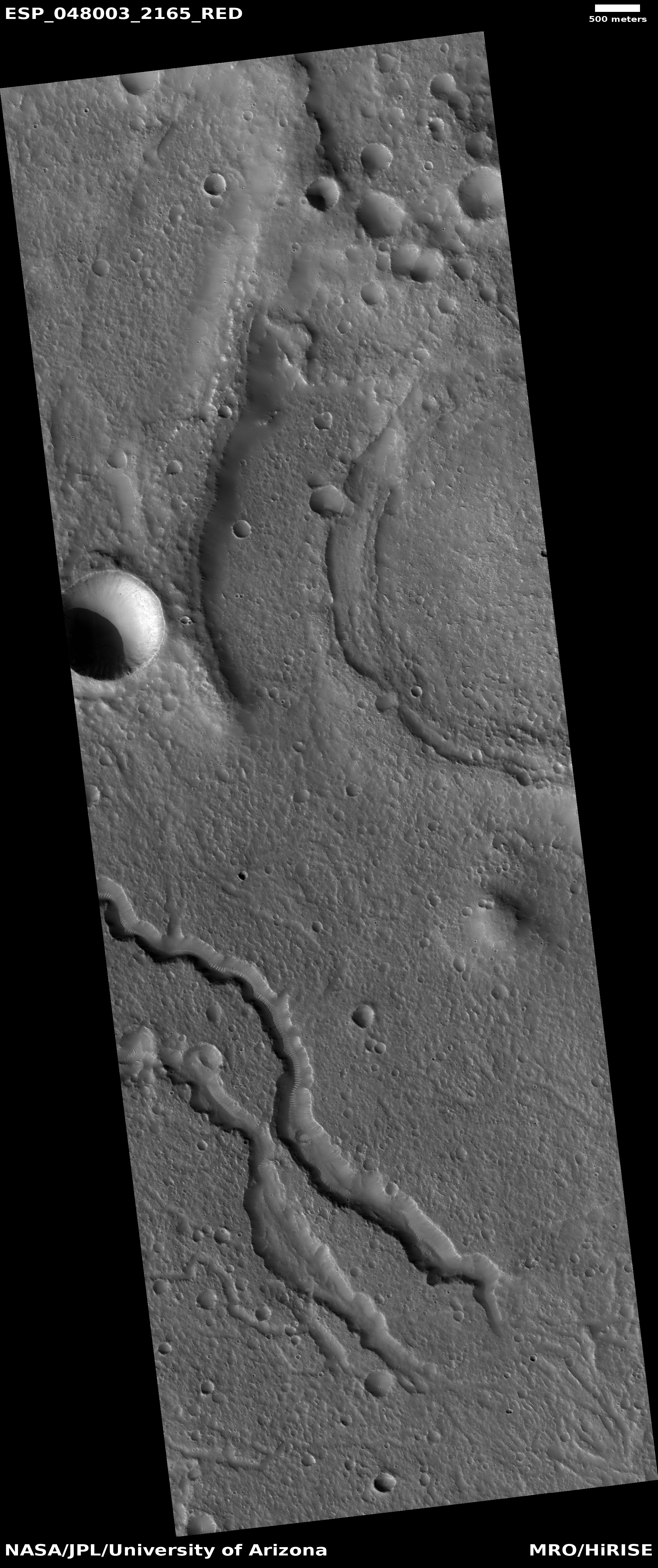
Canales
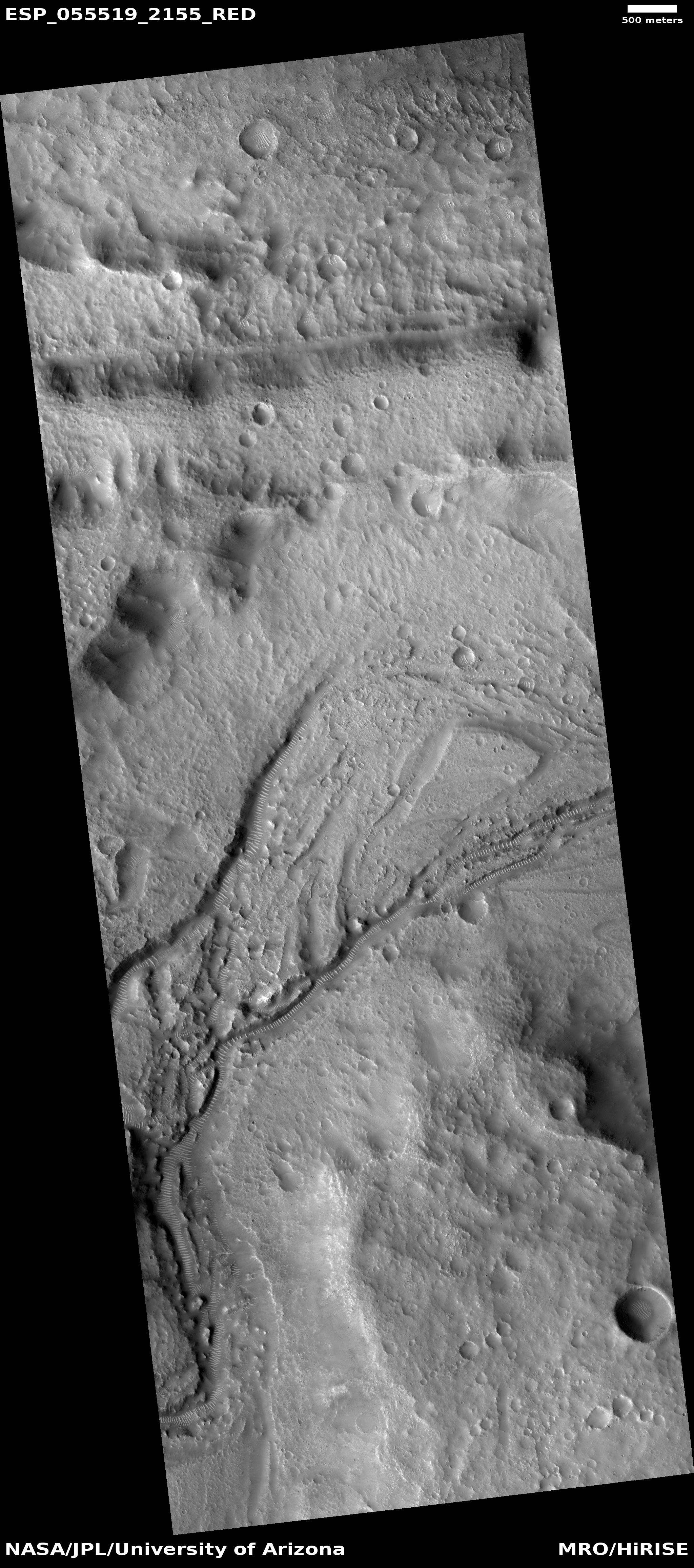
Canales
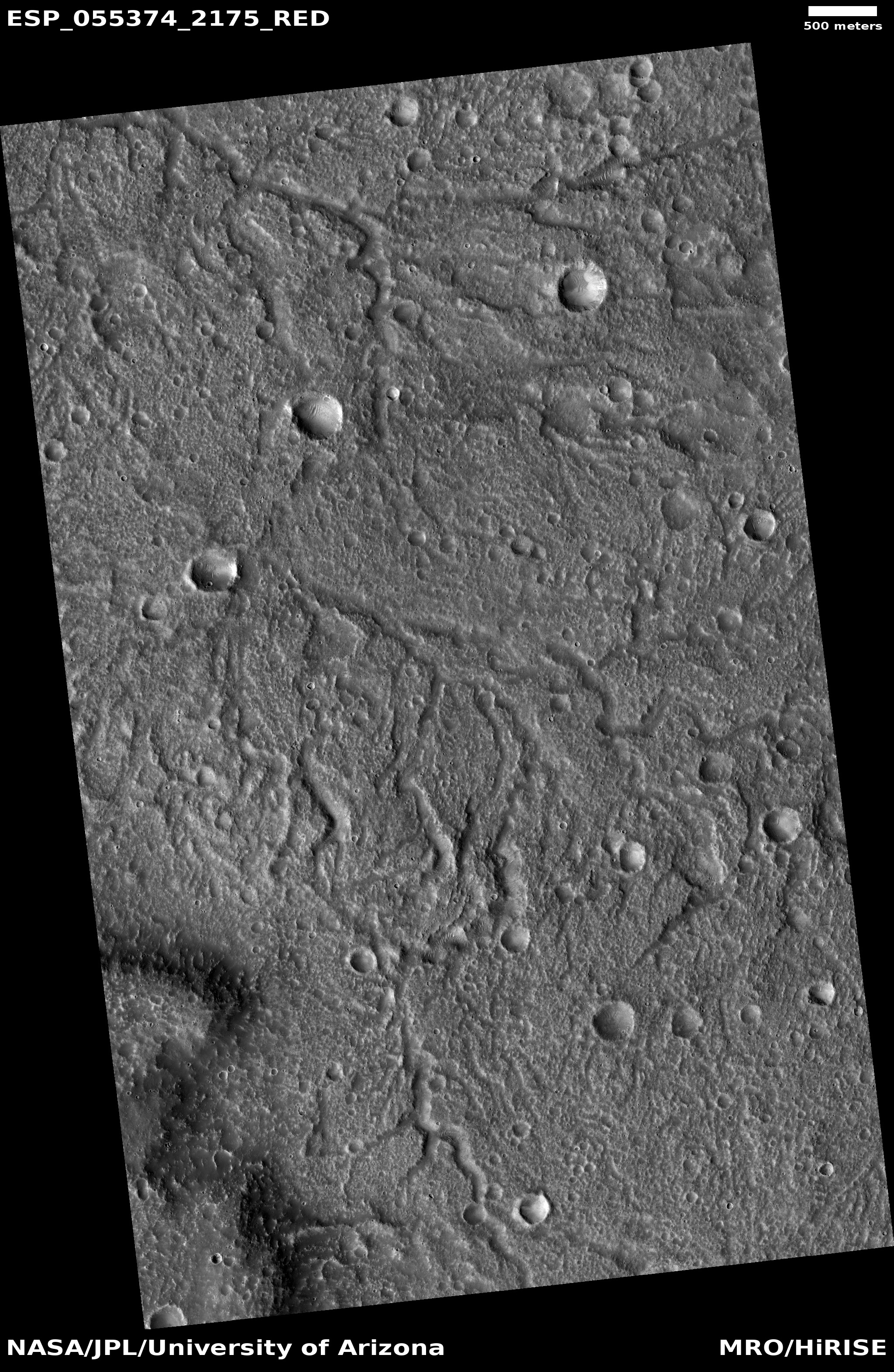
Red de canales

## Océano
Muchos investigadores han sugerido que Marte alguna vez tuvo un gran océano en el norte. Se han reunido muchas pruebas de este océano durante varias décadas. En mayo de 2016 se publicó nueva evidencia. Un gran equipo de científicos describió cómo parte de la superficie en el cuadrángulo de Ismenius Lacus fue alterada por dos tsunamis. Los tsunamis fueron causados por asteroides que chocaron contra el océano. Se pensaba que ambos eran lo suficientemente fuertes como para crear cráteres de 30 km de diámetro. El primer tsunami recogió y transportó rocas del tamaño de automóviles o casas pequeñas. El retrolavado de la ola formó canales al reorganizar los cantos rodados. El segundo llegó cuando el océano estaba 300 m más bajo. El segundo llevaba una gran cantidad de hielo que cayó en los valles. Los cálculos muestran que la altura promedio de las olas habría sido de 50 m, pero las alturas variarían de 10 ma 120 m. Las simulaciones numéricas muestran que en esta parte particular del océano se formarían dos cráteres de impacto del tamaño de 30 km de diámetro cada 30 millones de años. La implicación aquí es que un gran océano del norte puede haber existido durante millones de años. Un argumento en contra de un océano ha sido la falta de características costeras. Estas características pueden haber sido arrasadas por estos eventos de tsunami. Las partes de Marte estudiadas en esta investigación son Chryse Planitia y el noroeste de Arabia Terra. Estos tsunamis afectaron algunas superficies en el cuadrángulo Ismenius Lacus y en el cuadrángulo Mare Acidalium.

## Pingos

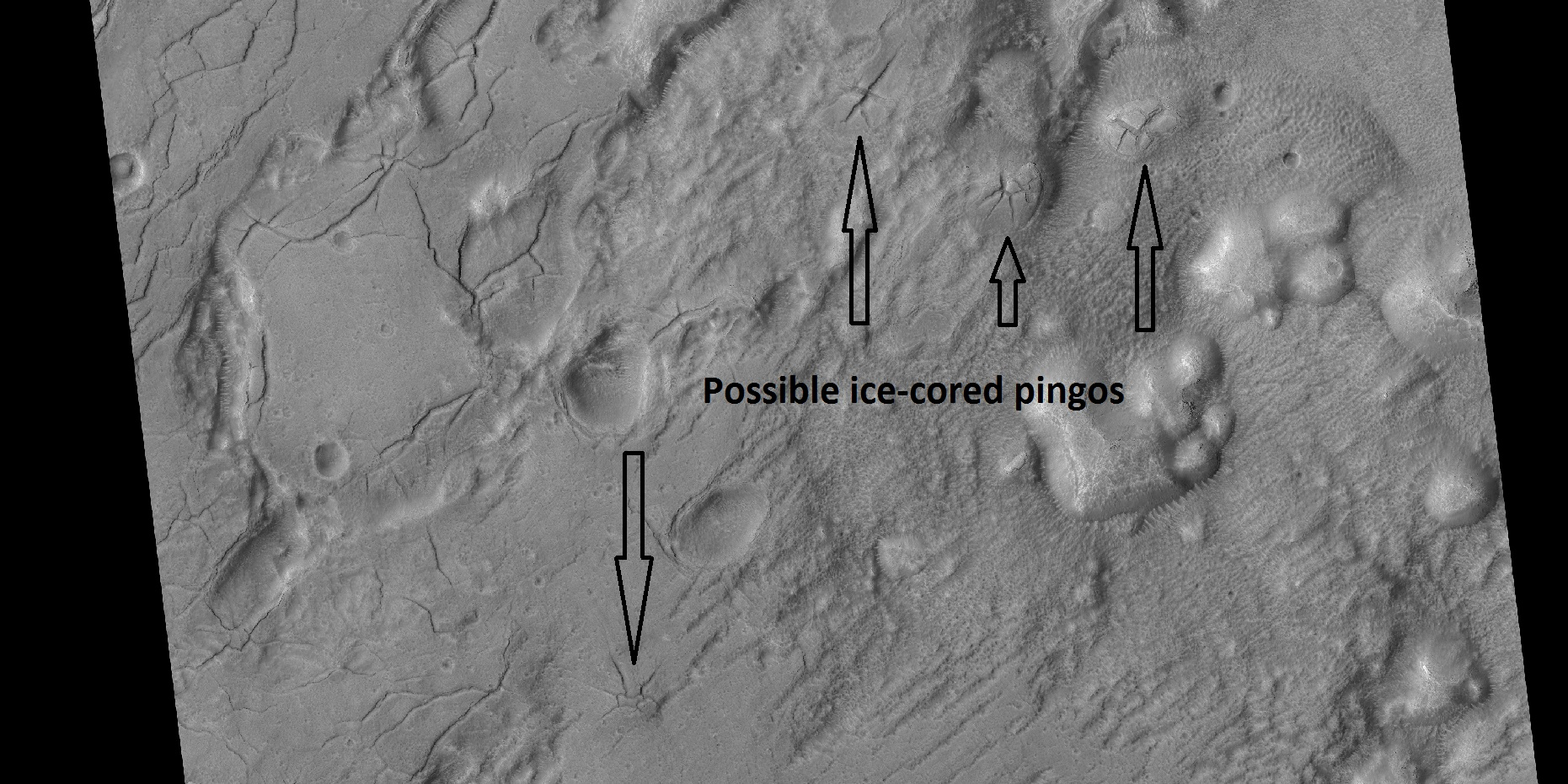
Las flechas apuntan a posibles pingos. Los pingos contienen un núcleo de hielo puro.

Se estima que pingos están presentes en Marte, un accidente geográfico compuesto por montículos que contienen grietas. Estas fracturas particulares fueron evidentemente producidas por algo que emergió de debajo de la frágil superficie de Marte. Los cristales de hielo, que resultan de la acumulación de hielo debajo de la superficie, posiblemente crearon estos montículos con fracturas. El hielo es menos denso que la roca, por lo que el hielo enterrado se elevó y empujó hacia arriba en la superficie y generó estas grietas. Un proceso análogo crea montículos de tamaño similar en la tundra ártica de la Tierra que se conocen como pingos, una palabra inuit. Contienen agua helada pura, por lo que serían una gran fuente de agua para los futuros colonos de Marte.

## Suelo frecturado

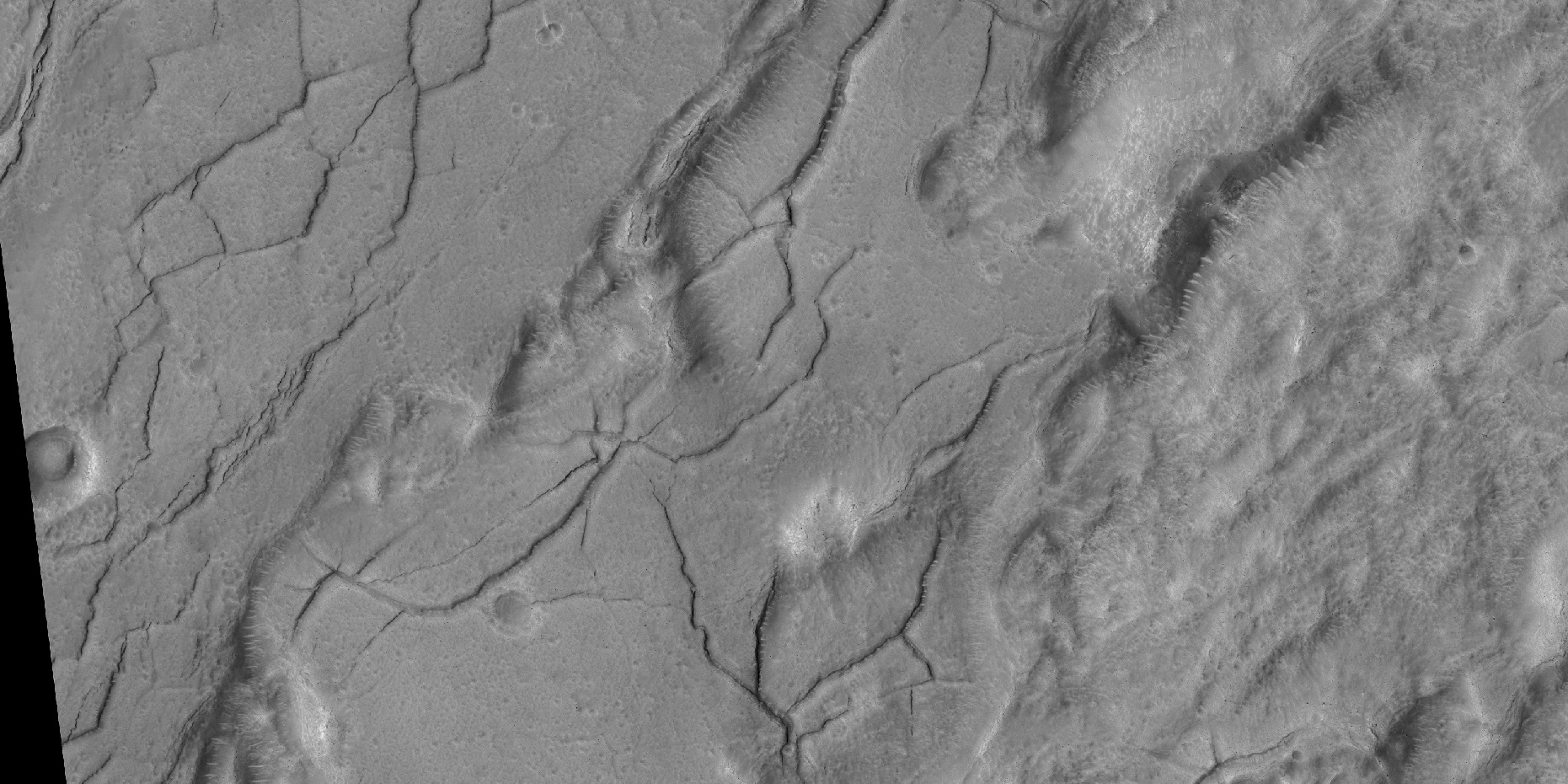
Se cree que estas fracturas eventualmente se convertirán en cañones porque el hielo en el suelo desaparecerá en la fina atmósfera marciana y el polvo restante será arrastrado por el viento
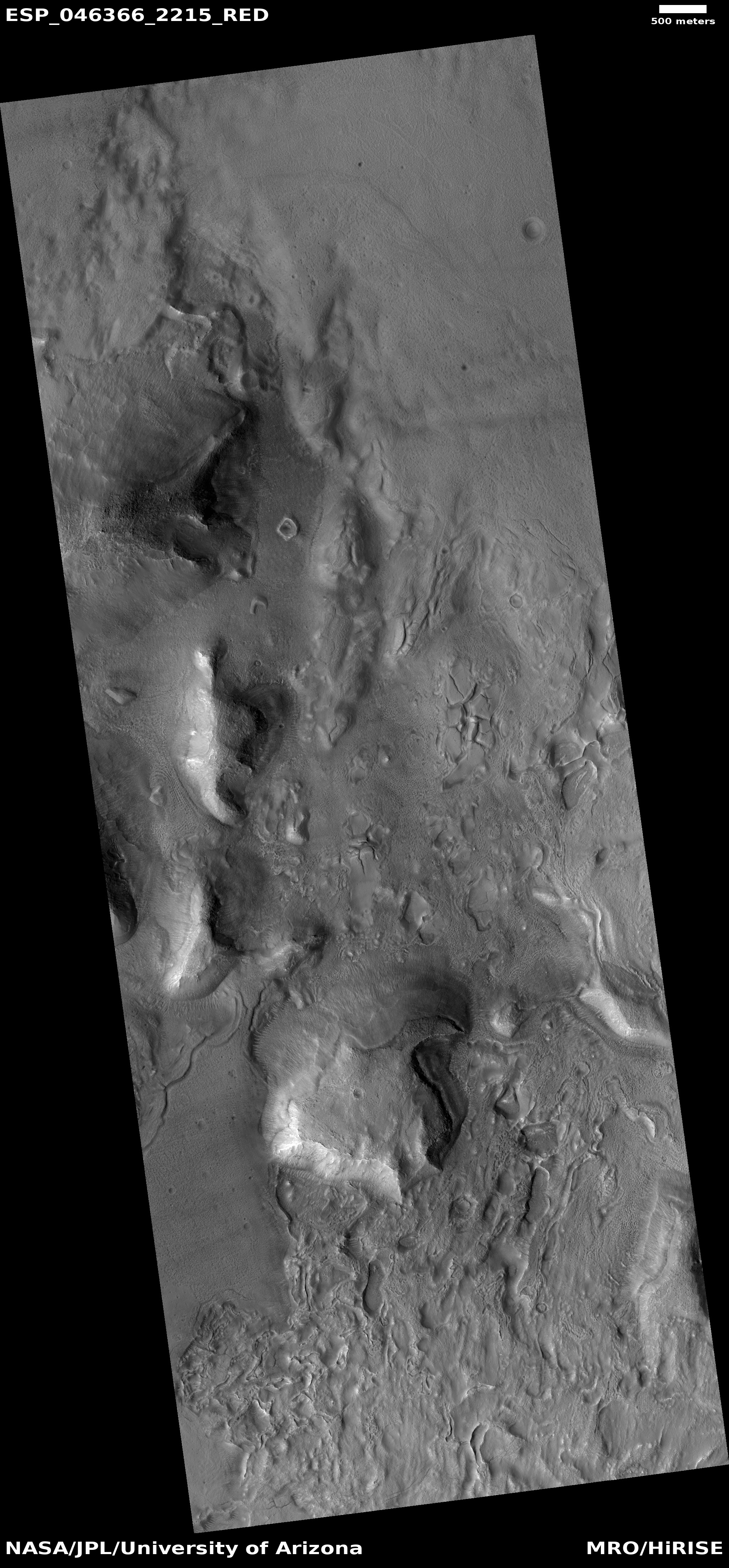
Amplia vista del suelo fracturado. Se forman grietas en la superficie marciana y luego se convierten en grandes fracturas.
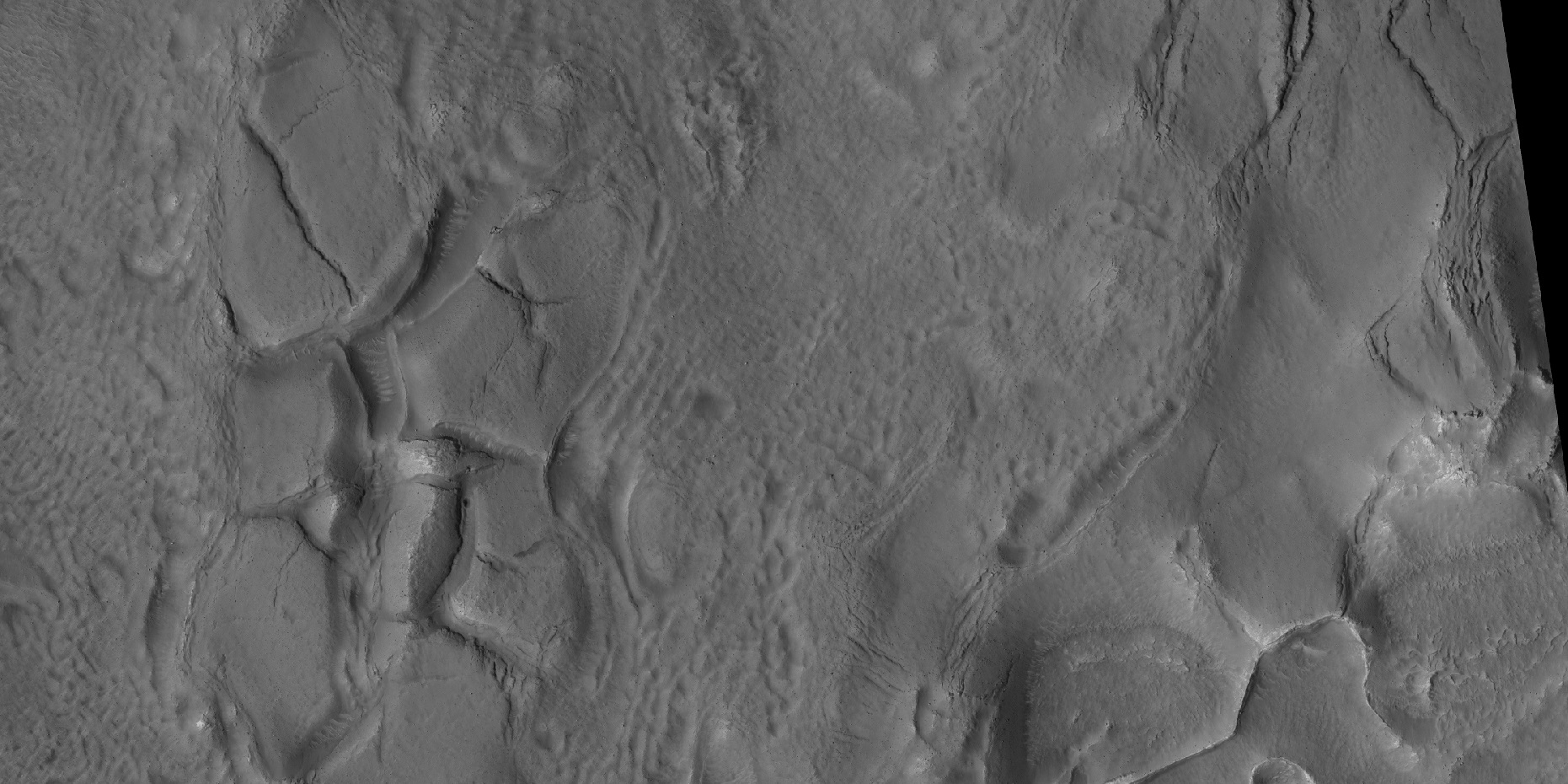
Vista cercana de fracturas de la imagen anterior
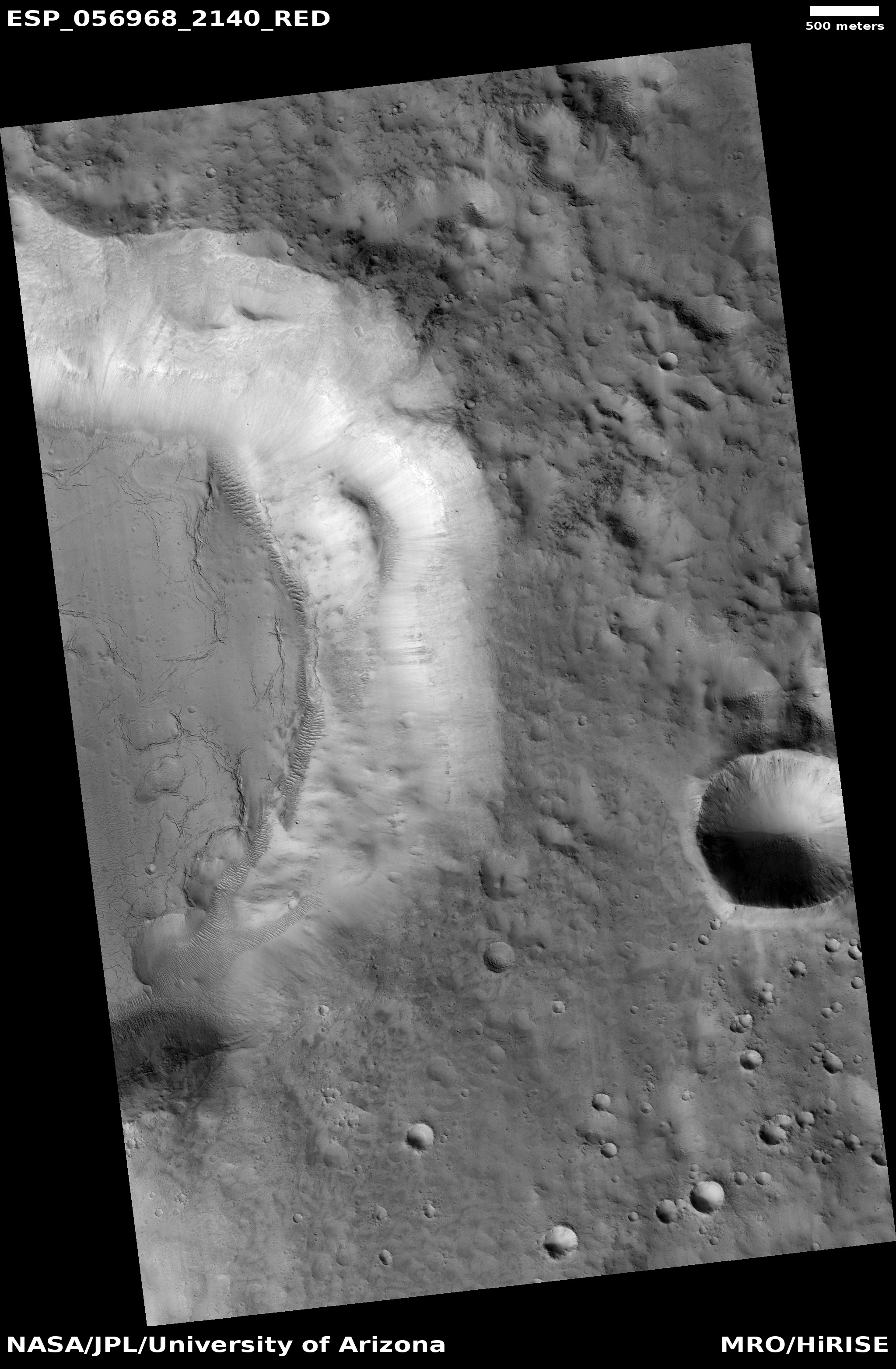
Grietas en el suelo del cráter
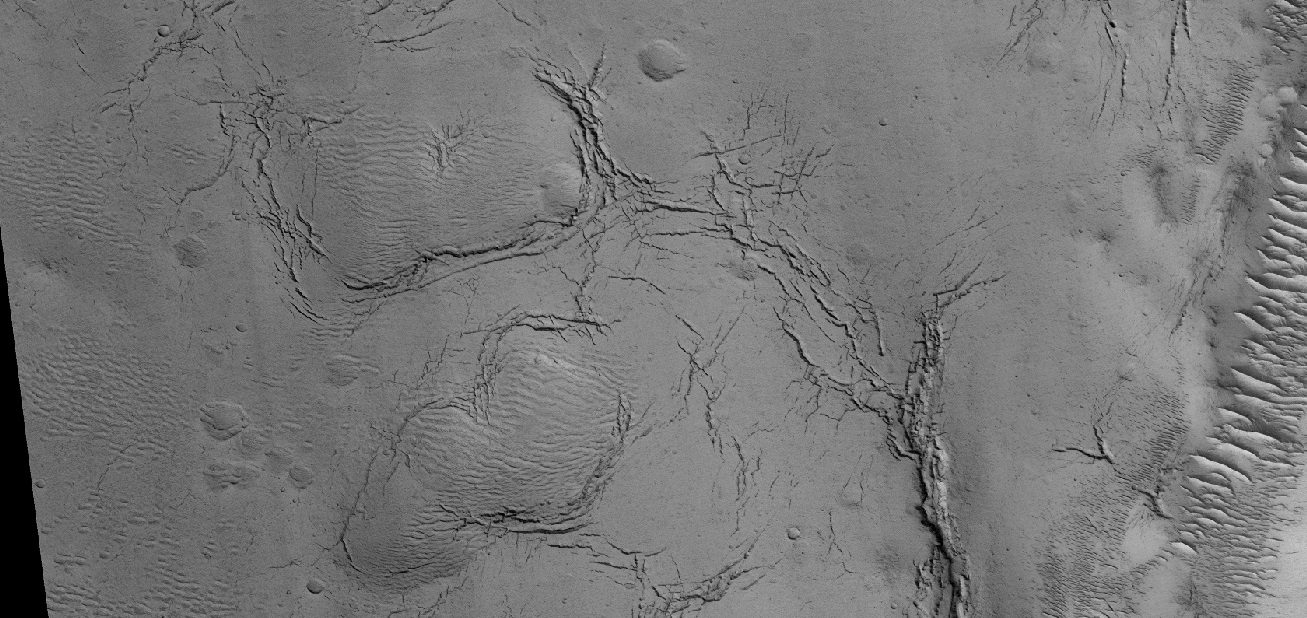
Detalle de grietas en el suelo del cráter
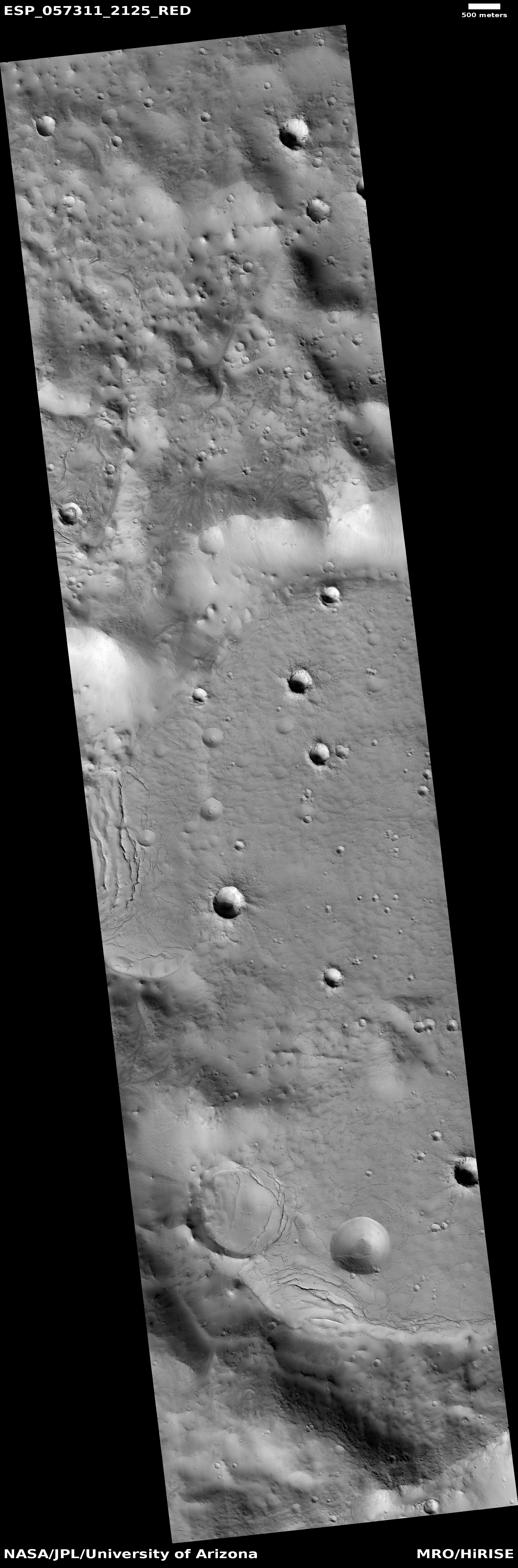
Grupo de grietas
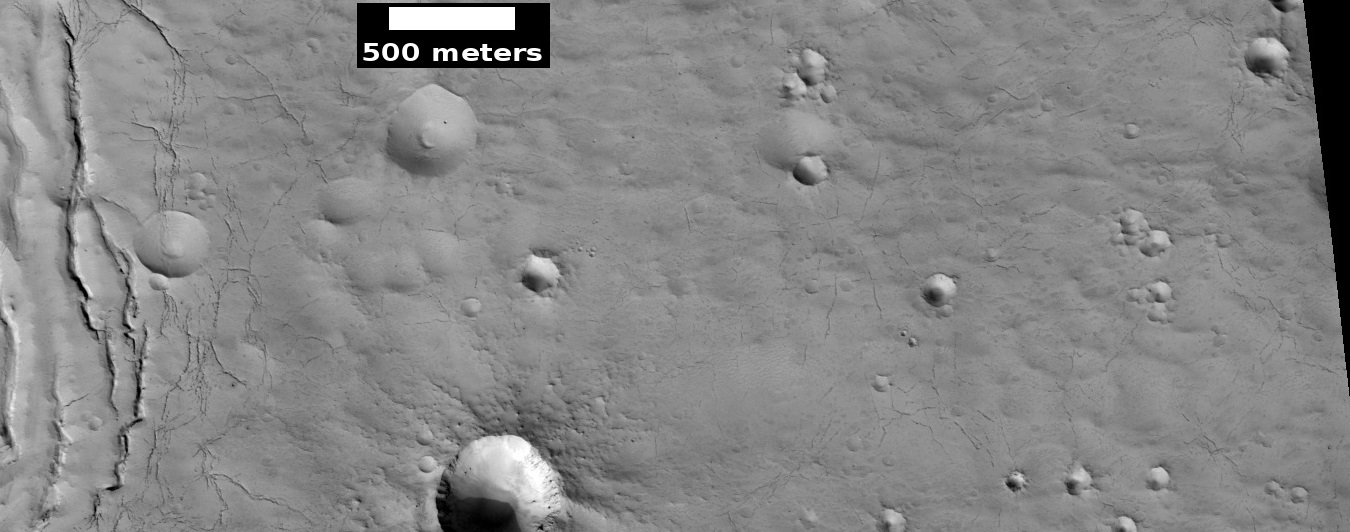
Vista cercana de grietas de varios tamaños. El hielo desaparece a lo largo de las superficies de las grietas y las hace más grandes. Tenga en cuenta que los cráteres pequeños no tienen bordes muy grandes; pueden ser solo pozos
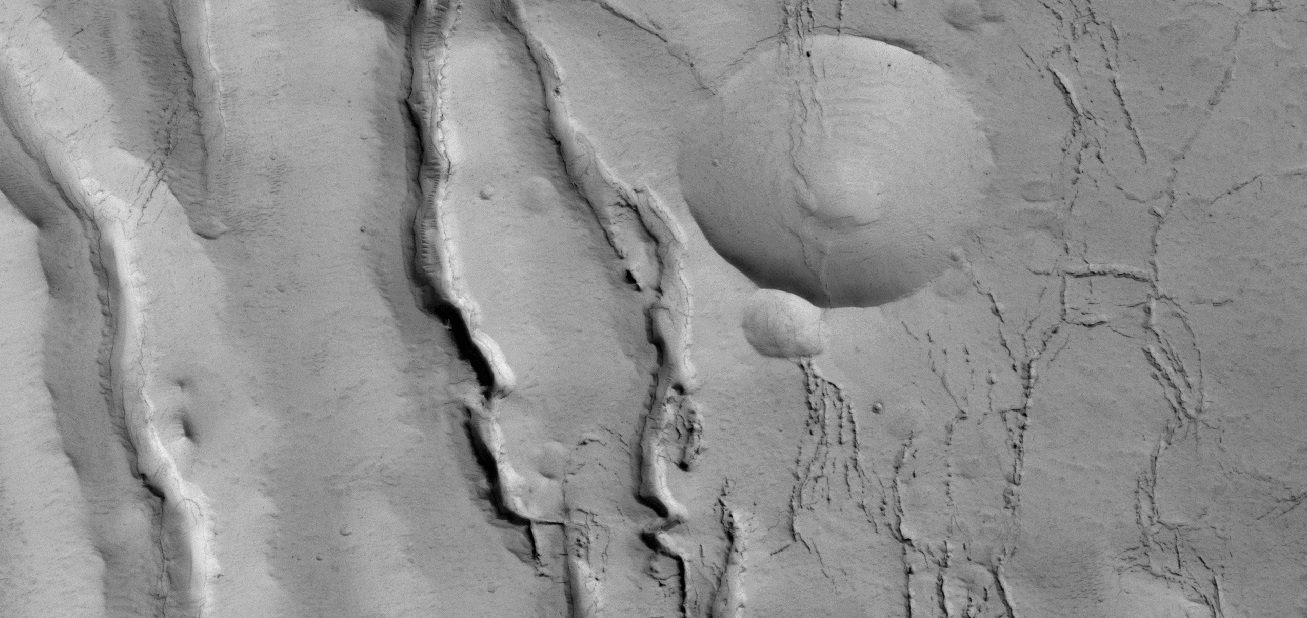
Vista cercana de grietas de varios tamaños. El hielo desaparece a lo largo de las superficies de las grietas y las hace más grandes
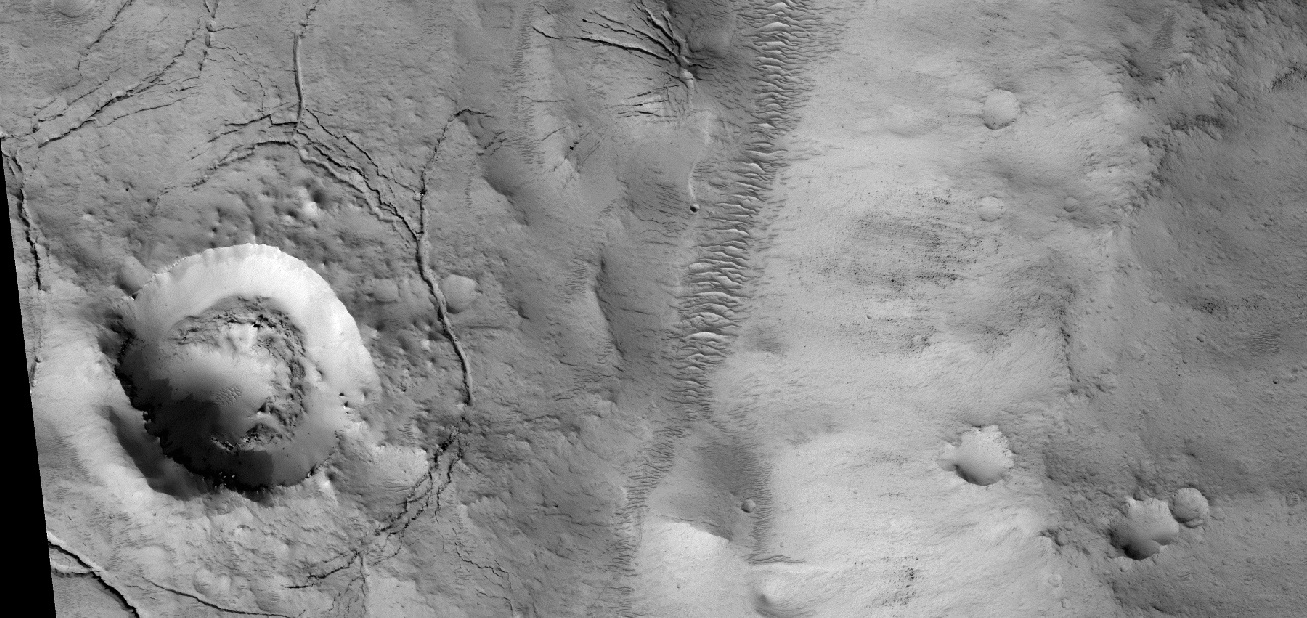
Grietas alrededor de un cráter

## Capas

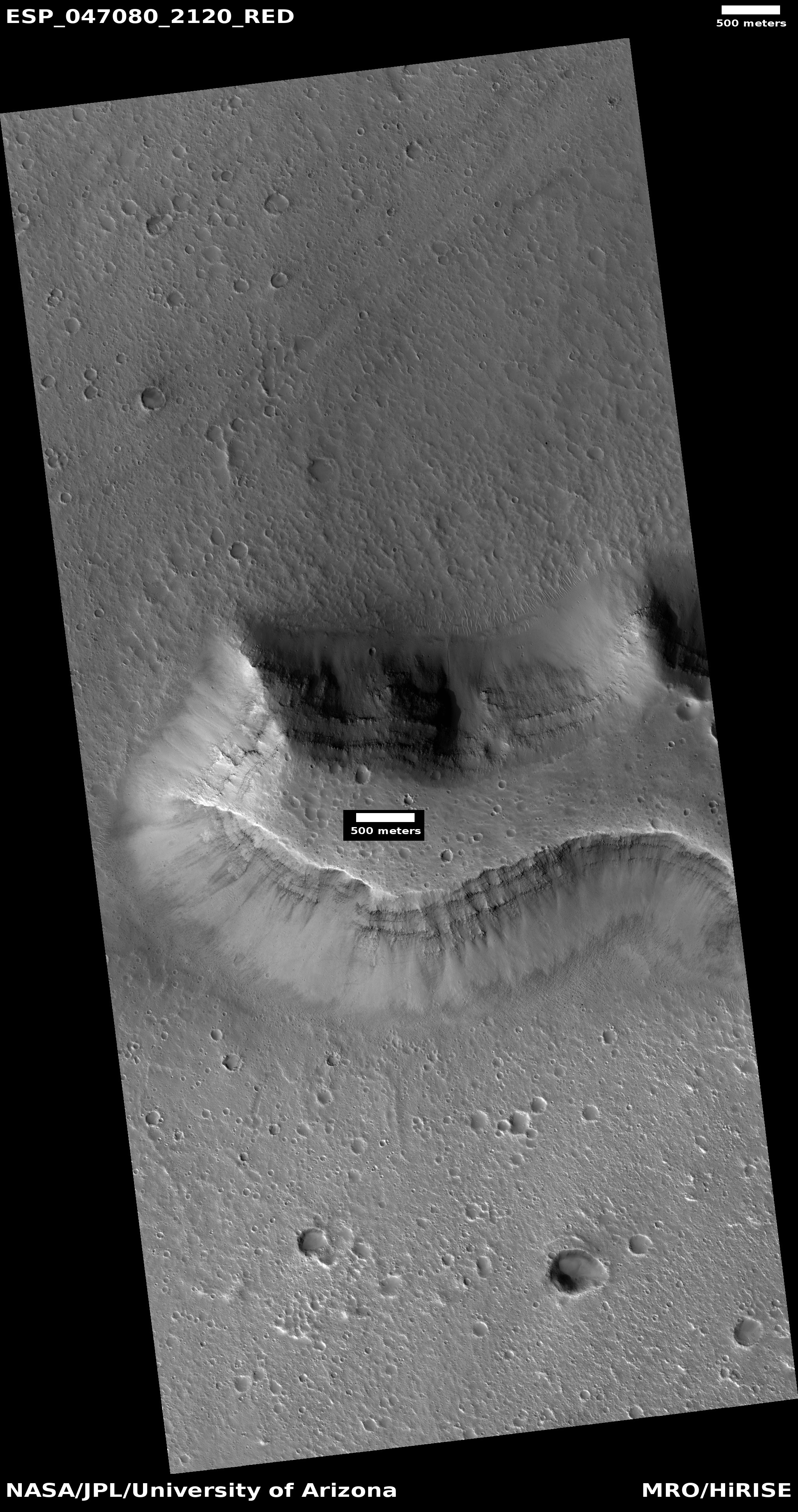
Capas en una mesa geológica
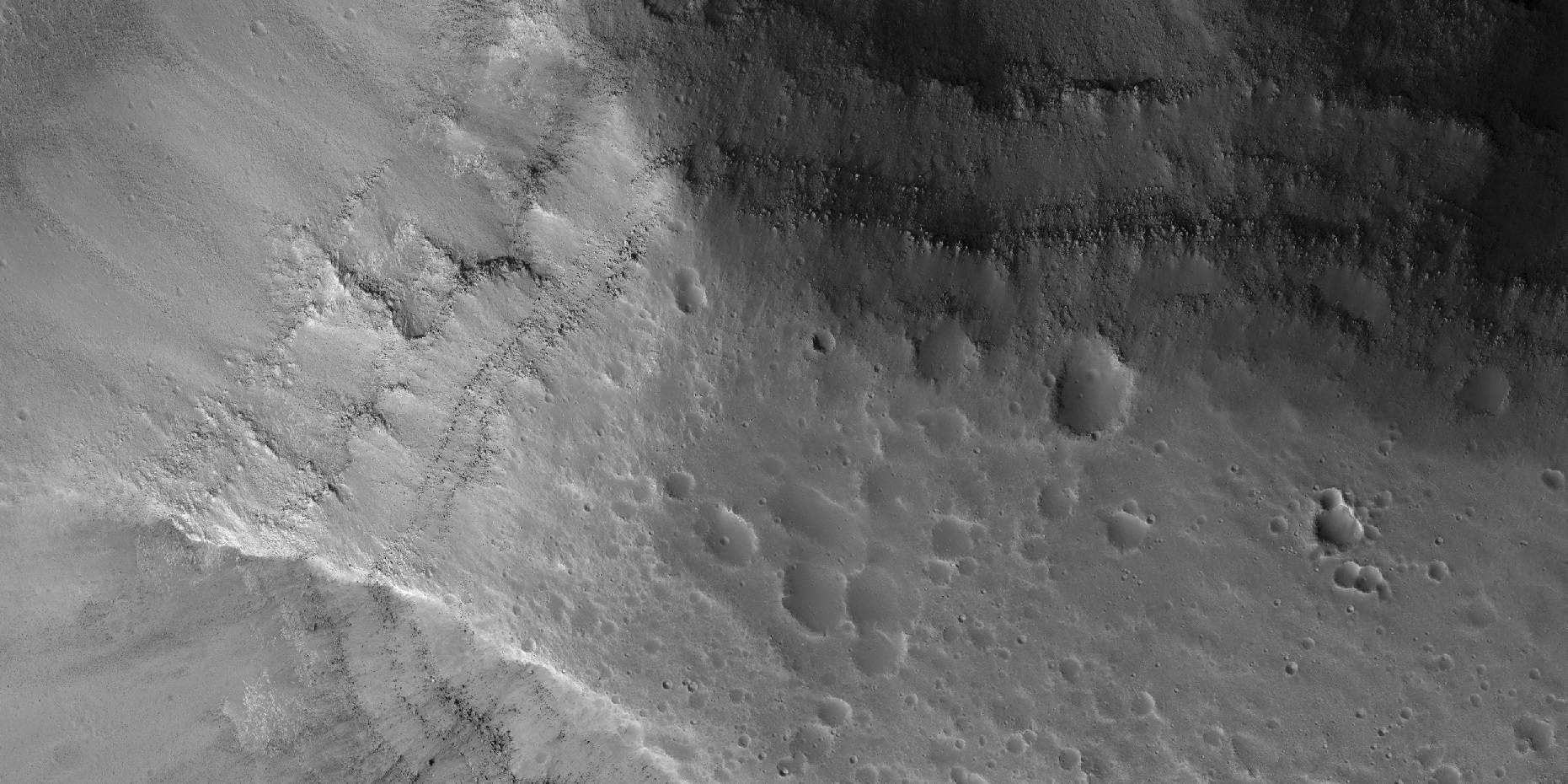
Vista detallada de las capas en una mesa
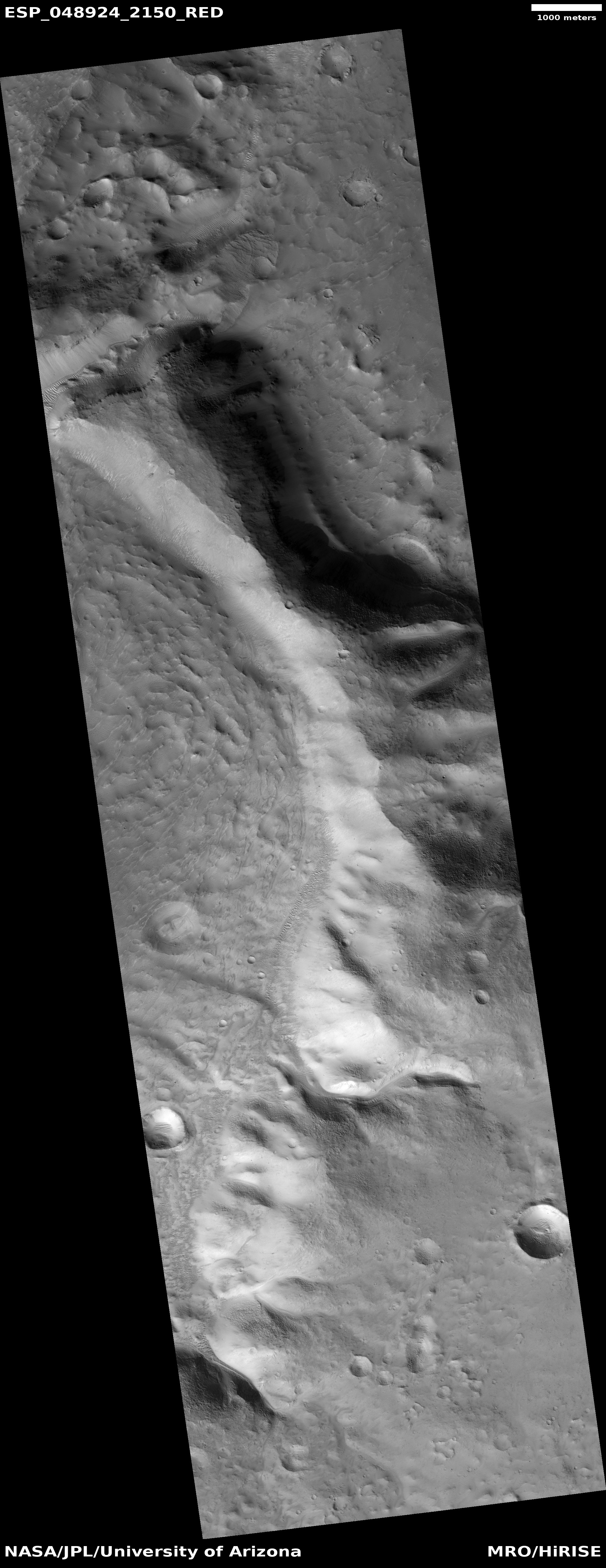
Capas y cráteres pequeños, las capas están ampliadas en la imagen siguiente
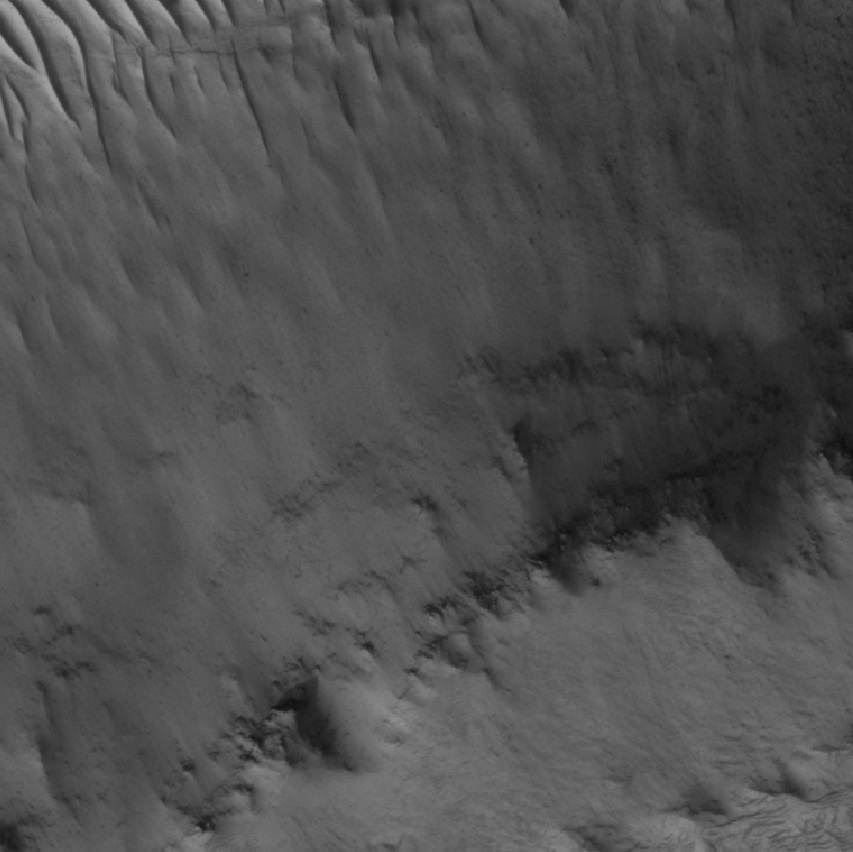
Capas
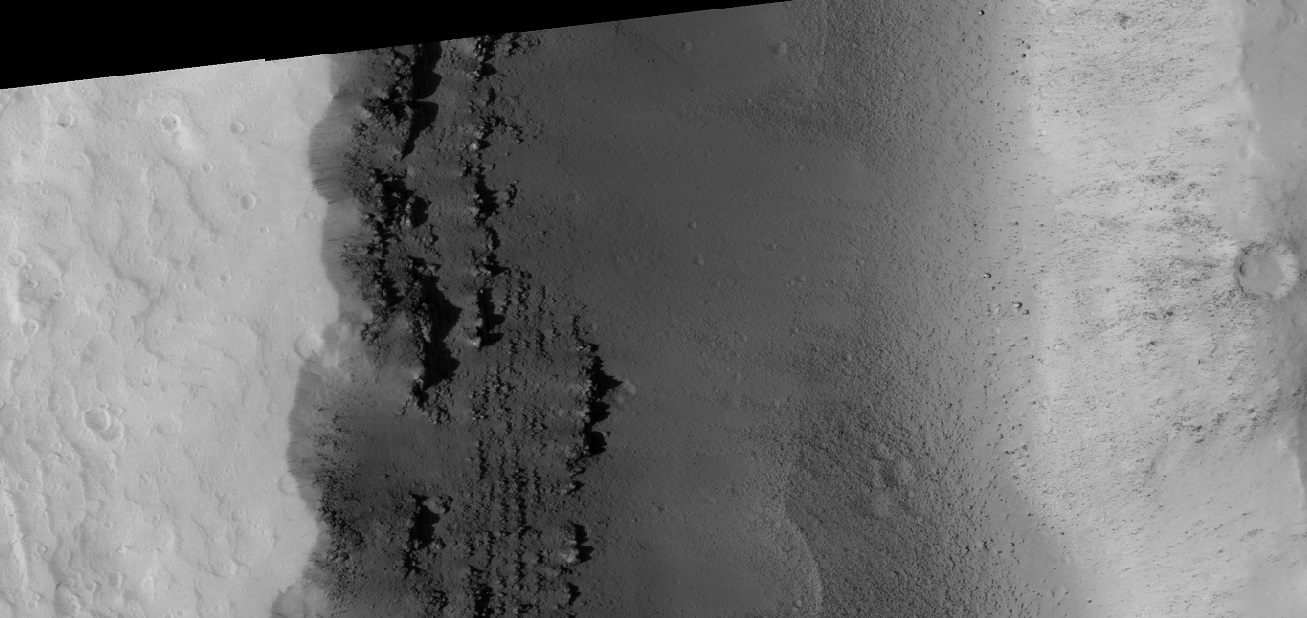
Vista cercana de capas en un valle
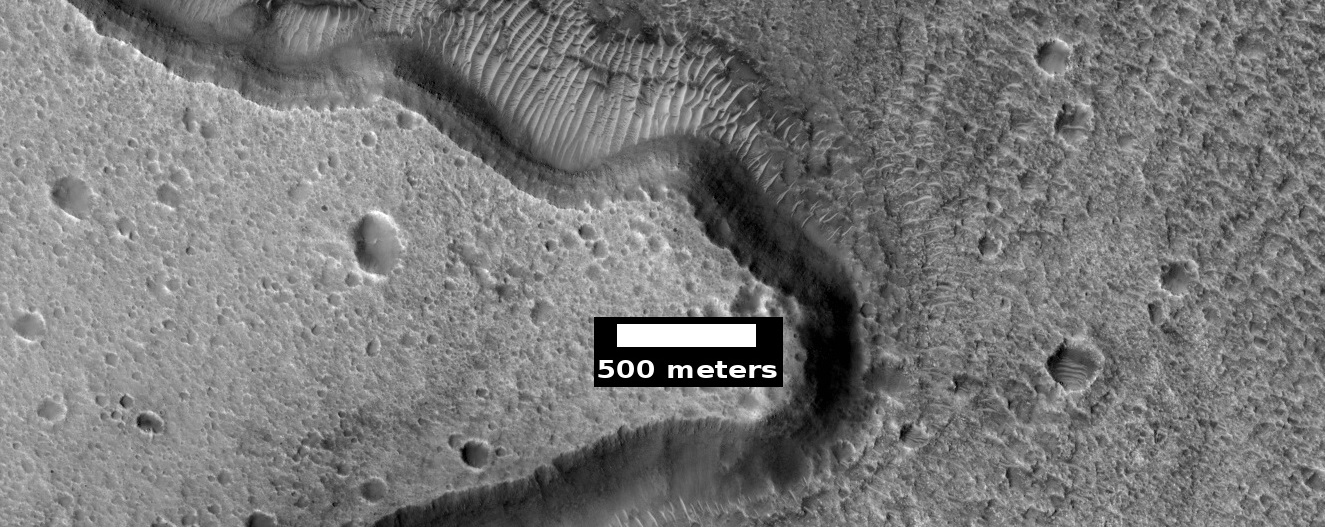
Mesa con capas

## Otras características del paisaje en el cuadrángulo Mare Acidalium

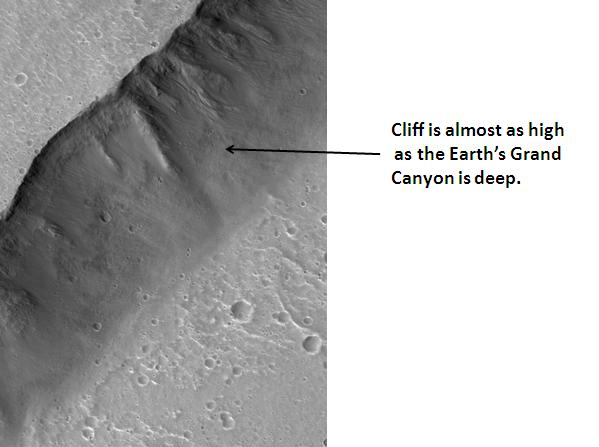
Acantilado en el sistema Kasei Valles
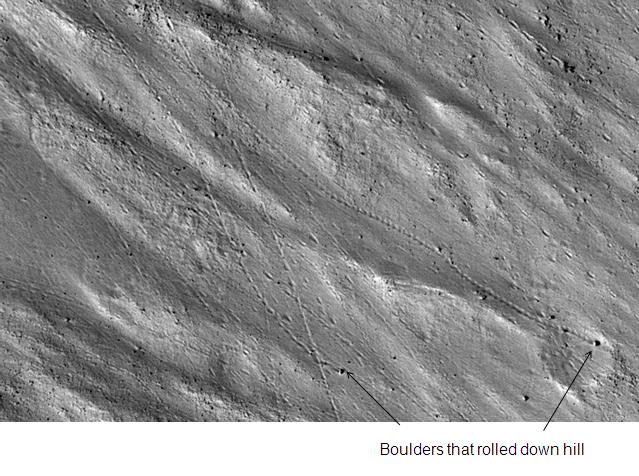
Ampliación del acantilado en el sistema Kasei Valles de la imagen anterior que muestra los cantos rodados y sus huellas. Haga clic en la imagen para ver una roca de solo 2,2 yardas (2 m) de ancho (más pequeña que un dormitorio).
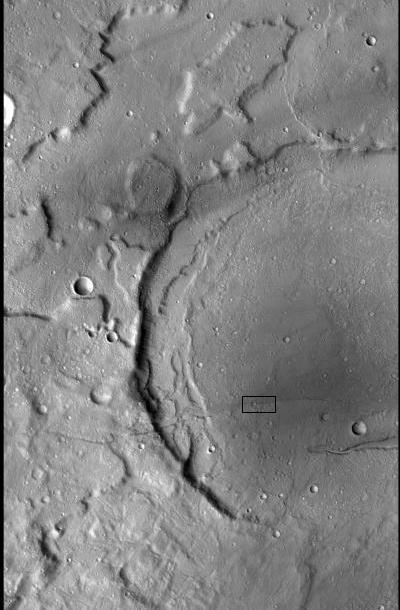
Imagen por CTX que muestra el contexto para la imagen siguiente
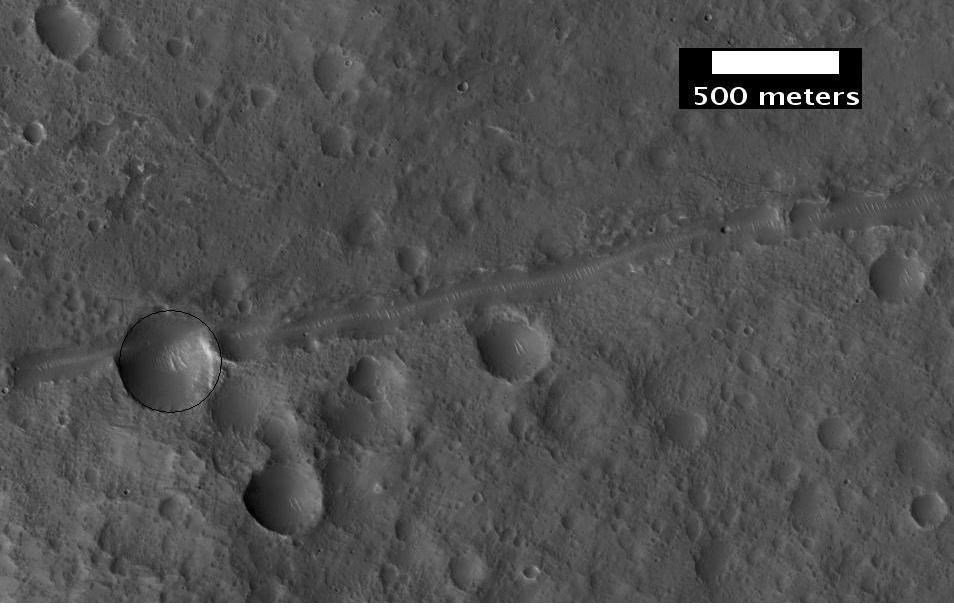
Primer plano de una posible falla en Mare Acidalium, vista por HiRISE bajo el programa HiWish. Se dibuja un círculo alrededor del cráter para mostrar que puede estar desviado debido al movimiento de la falla. Hay muchas otras fallas en la región
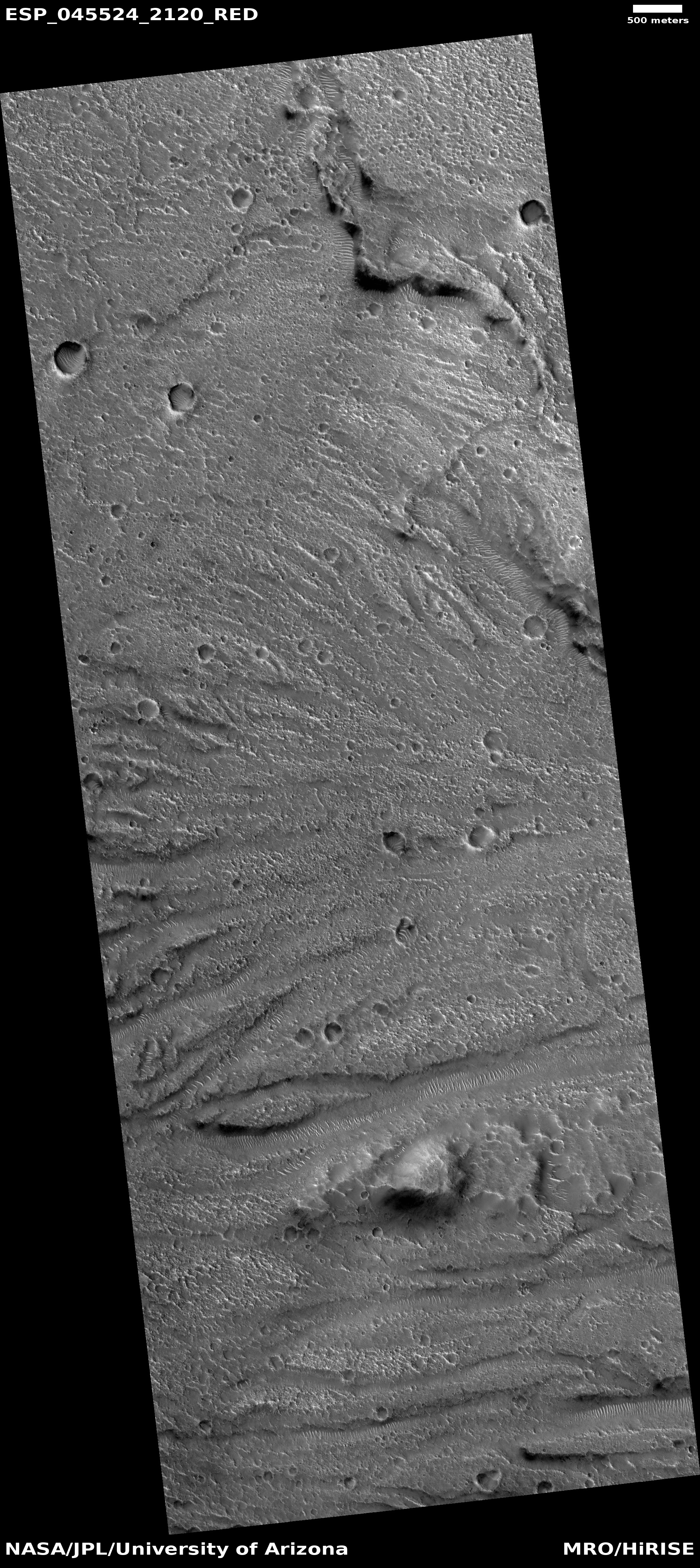
Abanico con canales en su superficie
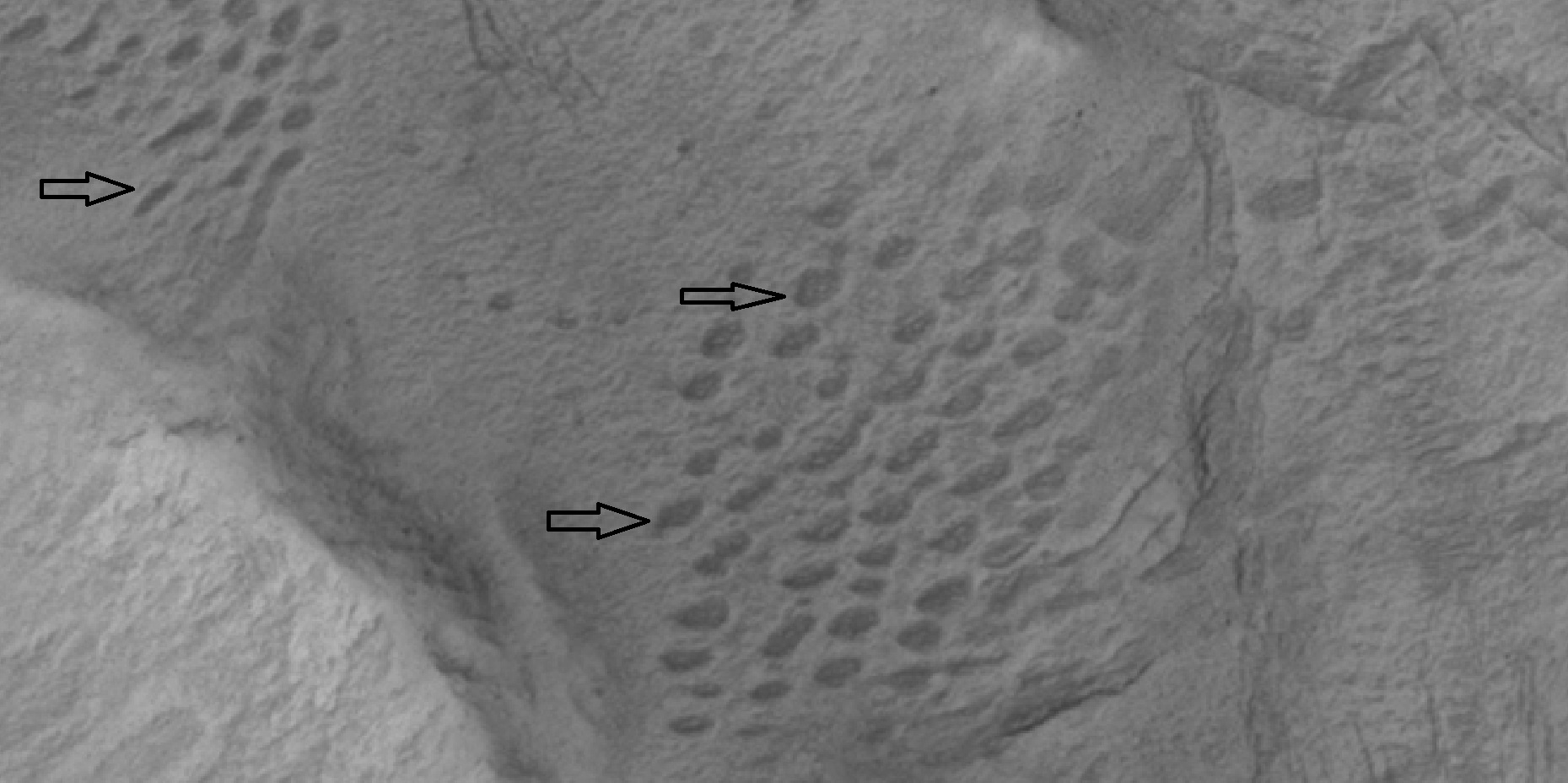
Muestra de fosas ovaladas que en esta ubicación son de origen desconocido
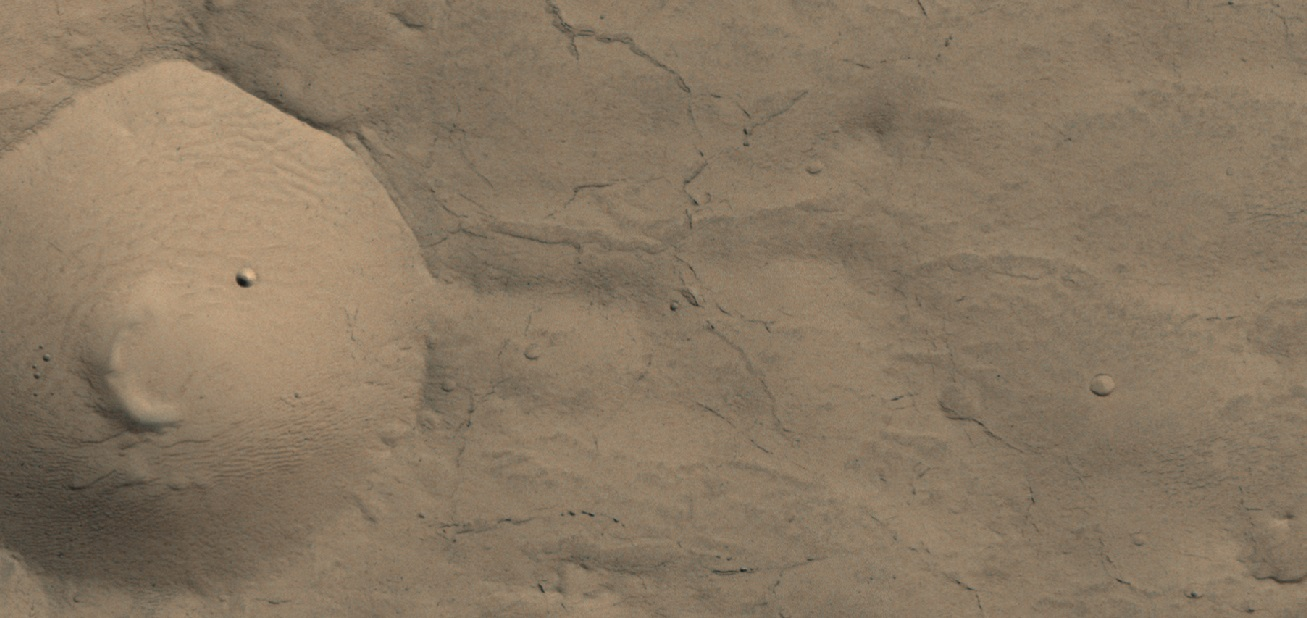
Cráter con brocal muy pequeño
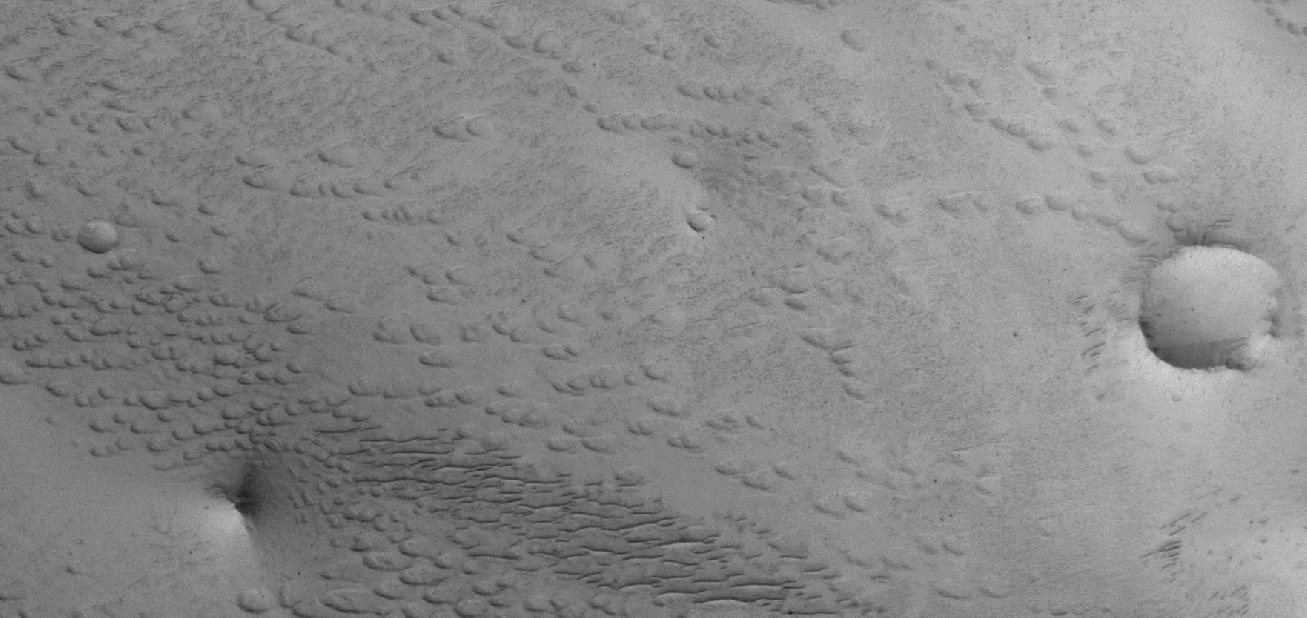
Campo de fosas pequeñas